# Liste de dirigeantes politiques
- Une femme à la tête du gouvernement.
- Une femme à la tête de l'État[1].
- Une femme à la tête du gouvernement et de l'État (combiné).
- Une femme à la tête de l'État et une femme à la tête du gouvernement.

- Une femme à la tête du gouvernement.
- Une femme à la tête de l'État[1].

Les pays ayant une femme à leur tête (chef d'État ou de gouvernement), dernière mise à jour 17 juillet 2025 :
Une femme à la tête du gouvernement.
Une femme à la tête de l'État.
Une femme à la tête du gouvernement et de l'État (combiné).
Une femme à la tête de l'État et une femme à la tête du gouvernement.
- Une femme comme deuxième personnage de l'État après le chef du gouvernement et de l'État (combiné).

Carte montrant les pays qui depuis leur indépendance ont eu au moins (sauf monarques) :
Une femme à la tête du gouvernement.
Une femme à la tête de l'État.
Une femme à la tête du gouvernement et de l'État (combiné).
Une femme à la tête de l'État et une femme à la tête du gouvernement.
Une femme comme deuxième personnage de l'État après le chef du gouvernement et de l'État (combiné).

Cette liste de dirigeantes politiques recense les femmes qui ont été un jour présidente, Première ministre, présidente d'assemblée parlementaire ou ayant eu rang de chef d'État (hors femmes monarques), depuis la fin de la Seconde Guerre mondiale.

## Cheffes d'État

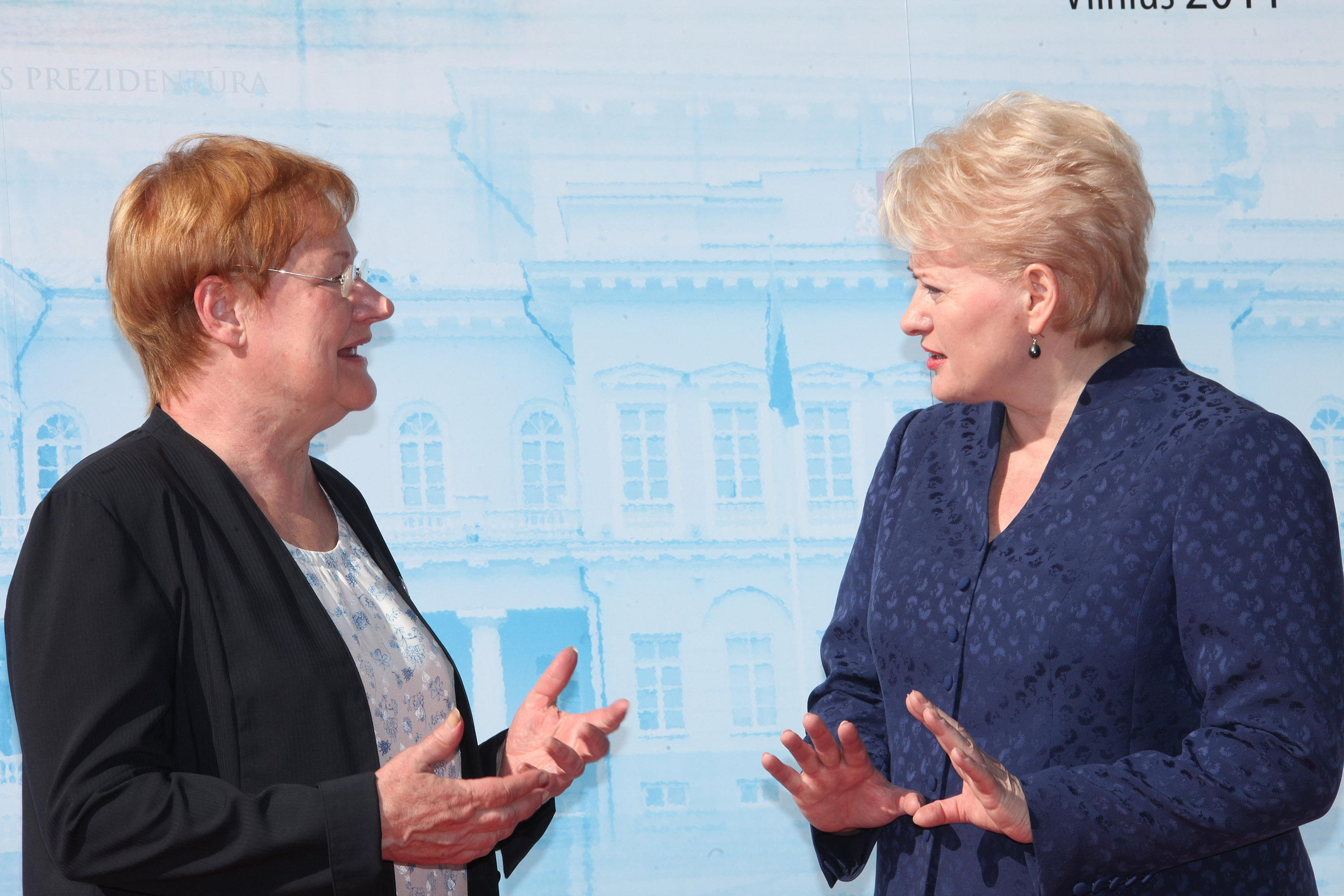
La présidente de la Finlande Tarja Halonen avec la présidente de la Lituanie Dalia Grybauskaitė en juin 2011 ( Finlande et  Lituanie, 2011).
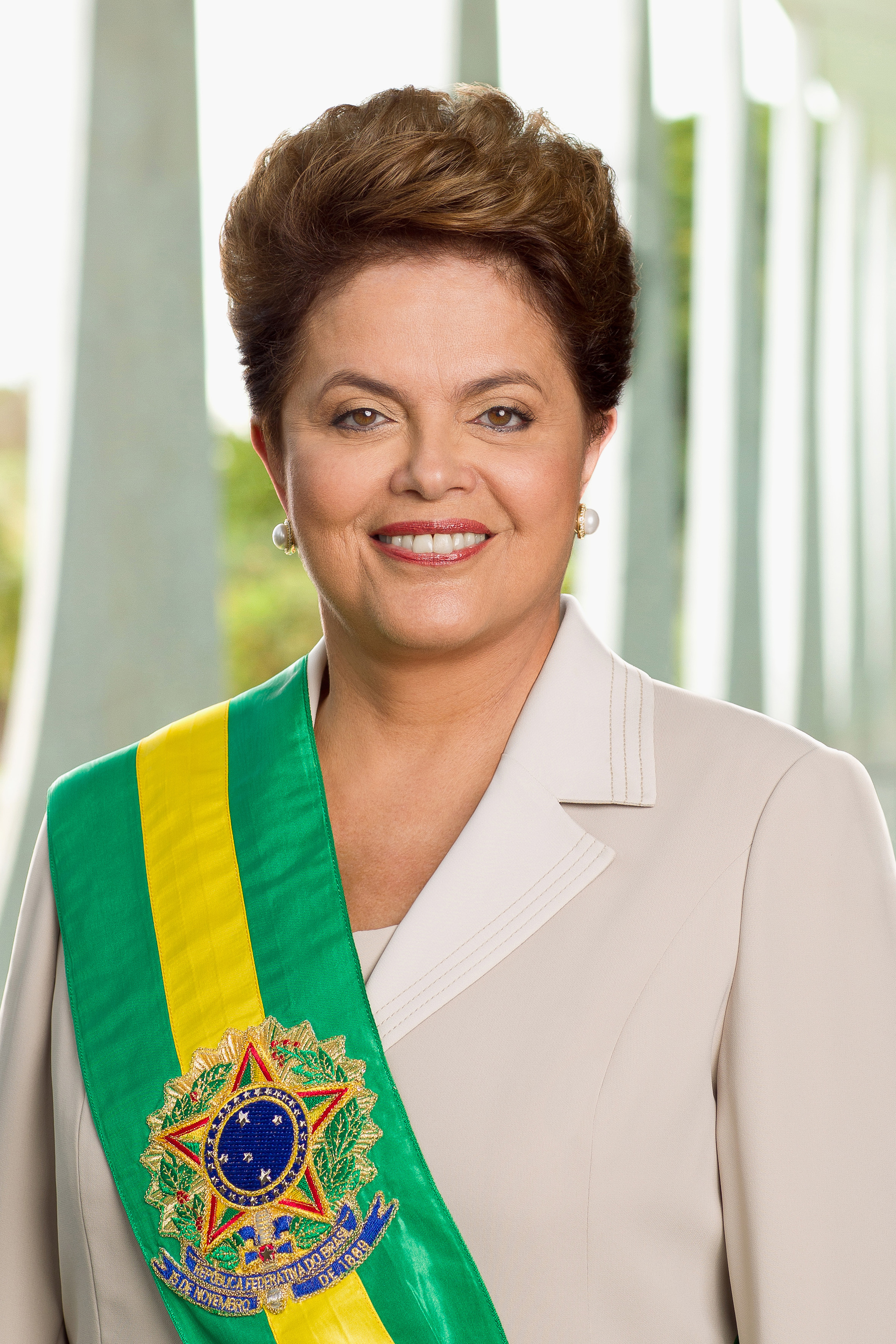
La présidente du Brésil Dilma Rousseff, en poste de 2011 à 2016 ( Brésil, 2011).
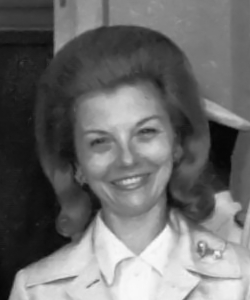
Isabel Martínez de Perón, première femme à devenir présidente ( Argentine, 1974).
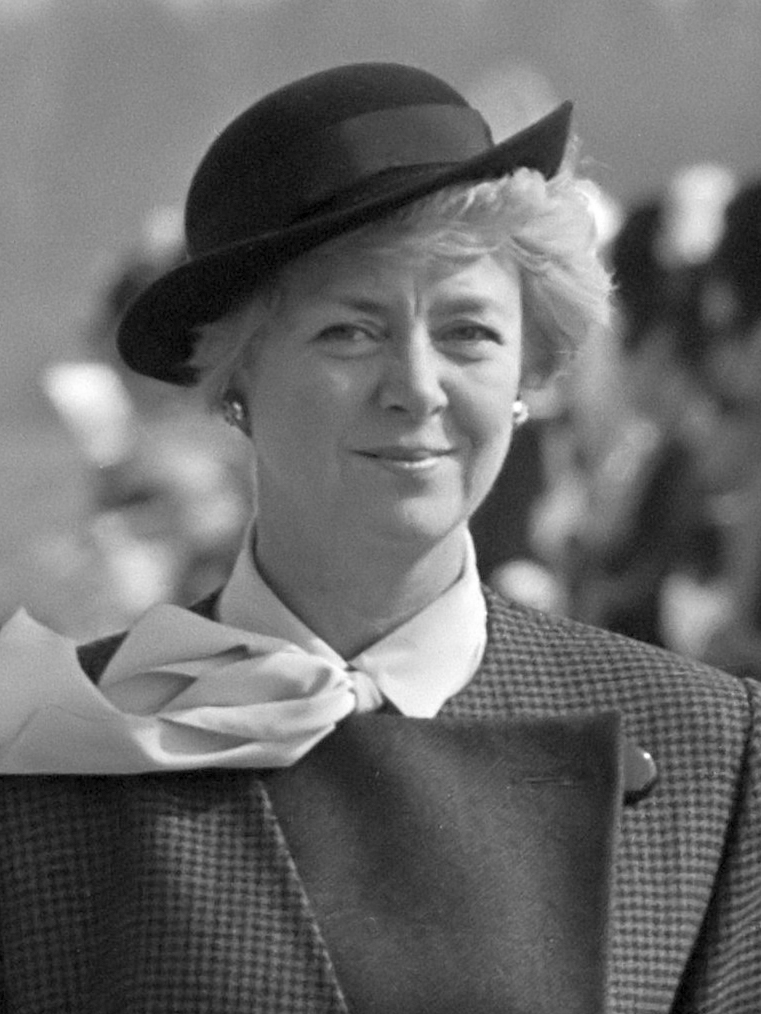
Vigdís Finnbogadóttir, première femme élue présidente au suffrage universel ( Islande, 1980).
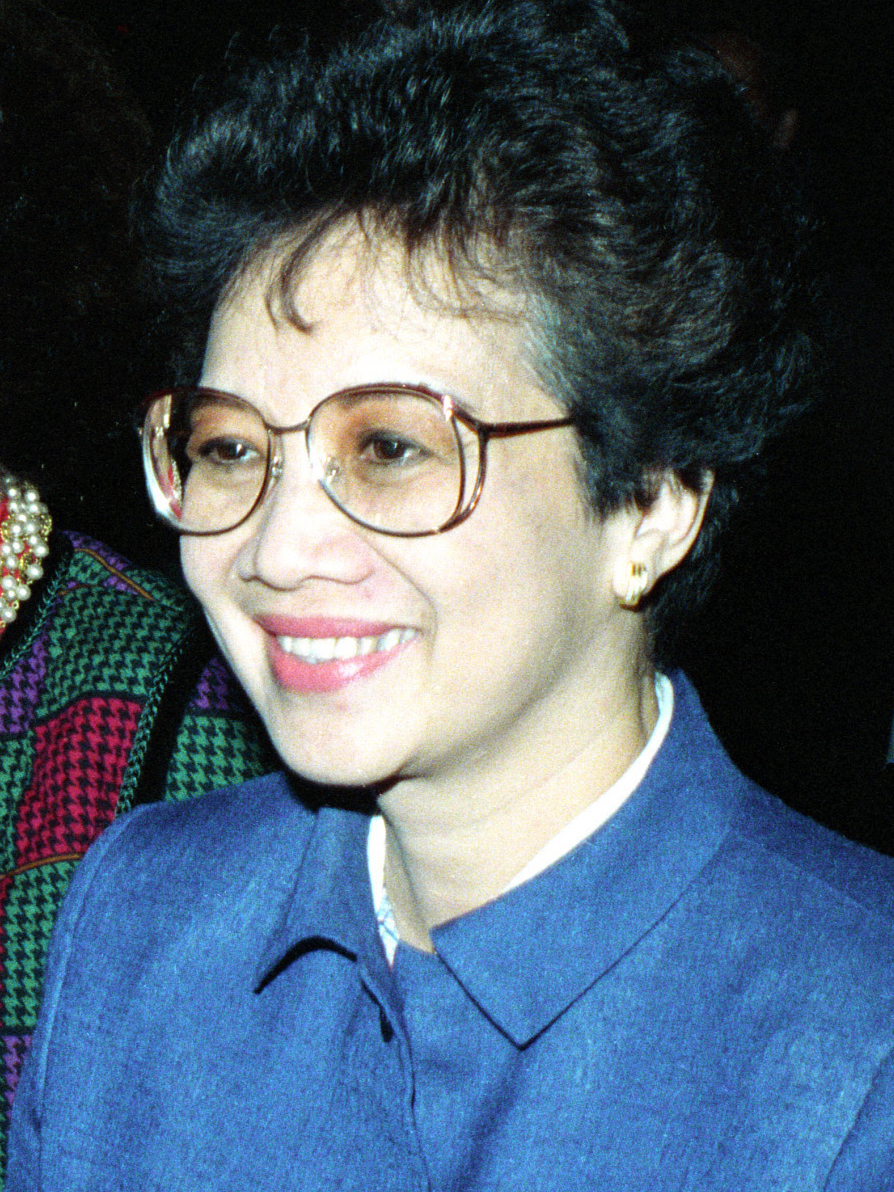
Corazon Aquino, première femme élue présidente en Asie ( Philippines, 1986).
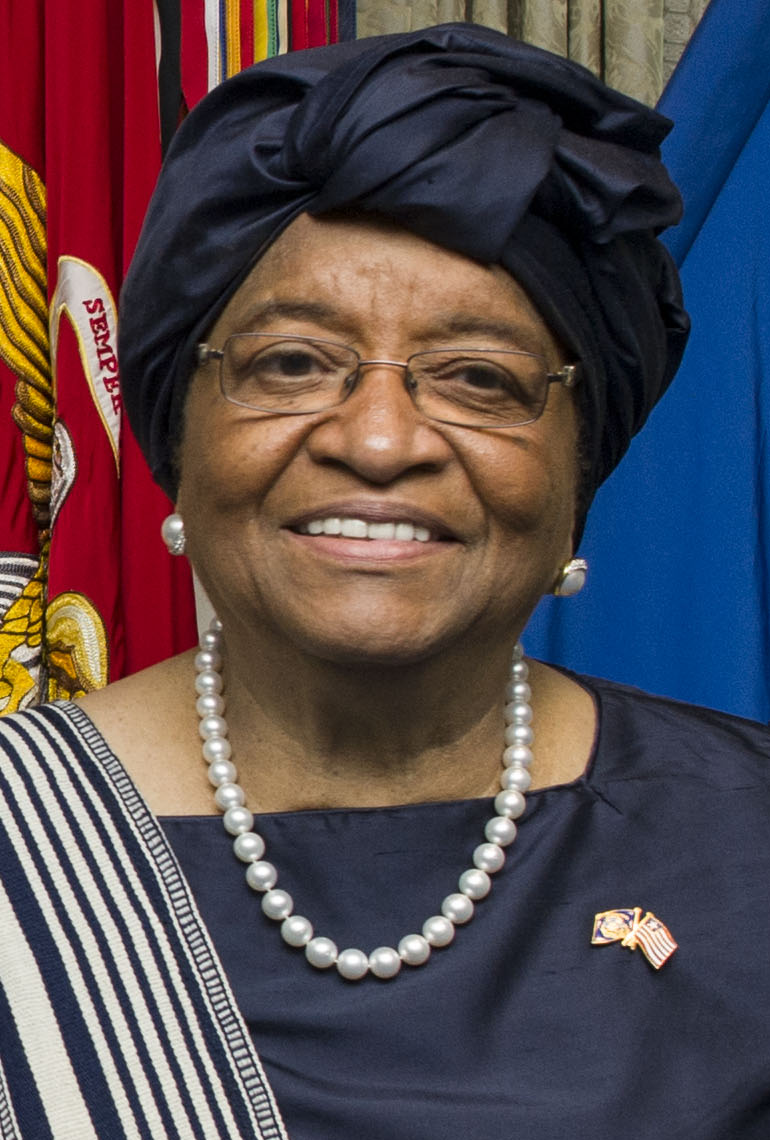
Ellen Johnson Sirleaf est la première femme élue au suffrage universel direct à la tête d'un État africain ( Liberia, 2005).
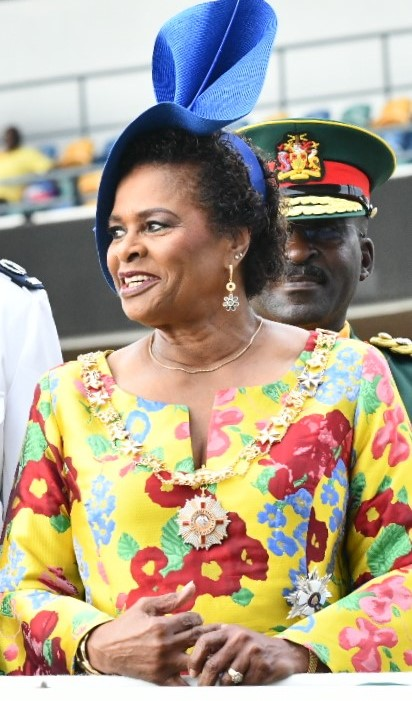
Sandra Mason, première présidente de la Barbade, devenue une République en 2021 ( Barbade, 2021).
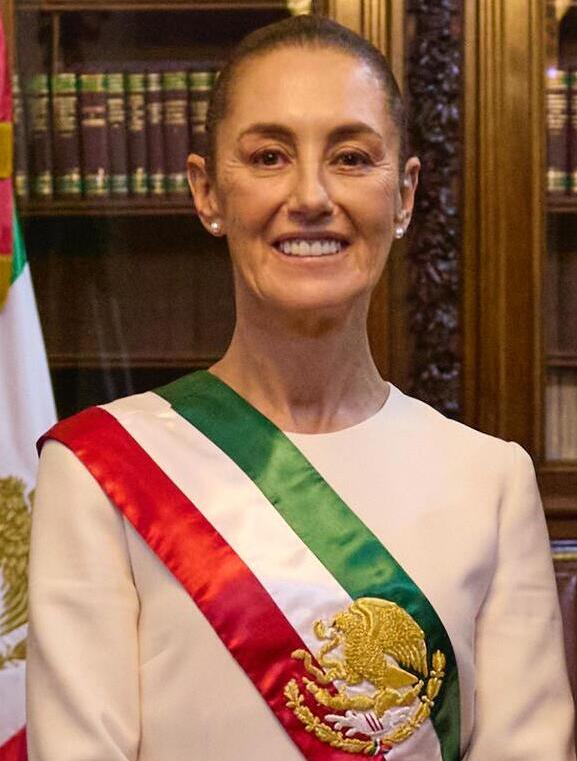
Claudia Sheinbaum, première femme élue présidente au Mexique ( Mexique, 2024).

### Afrique
- Afrique du Sud : Ivy Matsepe-Casaburri (1937-2009), présidente de la République par intérim le 25 septembre 2008.
- Burundi : Sylvie Kinigi (née en 1952), présidente de la République par intérim du 27 octobre 1993 au 5 février 1994.
- République centrafricaine : Catherine Samba-Panza (née en 1956), chef de l'État de transition du 23 janvier 2014 au 30 mars 2016.
- Éthiopie : Sahle-Work Zewde (née en 1950), présidente de la République du 25 octobre 2018 au 7 octobre 2024.
- Gabon : Rose Rogombé (1942-2015), présidente de la République par intérim du 10 juin au 16 octobre 2009.
- Guinée-Bissau : Carmen Pereira (1931-2016), présidente de la République par intérim du 14 au 16 mai 1984.
- Liberia :
  - Ruth Perry (1939-2017), présidente de la République par intérim du 3 septembre 1996 au 2 août 1997 ;
  - Ellen Johnson Sirleaf (née en 1938), présidente de la République du 16 janvier 2006 au 22 janvier 2018.
- Malawi : Joyce Banda (née en 1950), présidente de la République du 6 avril 2012 au 31 mai 2014.
- Maurice :
  - Monique Ohsan Bellepeau (née en 1942), présidente de la République par intérim du 31 mars au 21 juillet 2012 et du 29 mai au 5 juin 2015.
  - Ameenah Gurib-Fakim (née en 1959), présidente de la République du 5 juin 2015 au 23 mars 2018.
- Namibie : Netumbo Nandi-Ndaitwah (née en 1952), présidente de la république depuis le 21 mars 2025.
- Tanzanie : Samia Suluhu (née en 1960), présidente de la République depuis le 19 mars 2021.

### Amérique centrale et Caraïbes
- Barbade : Dame Sandra Mason (née en 1949), présidente depuis le 30 novembre 2021.
- Costa Rica : Laura Chinchilla (née en 1959), présidente du 8 mai 2010 au 8 mai 2014.
- Dominique : Sylvanie Burton, présidente depuis le 2 octobre 2023.
- Haïti : Ertha Pascal-Trouillot (née en 1943), présidente par intérim du 13 mars 1990 au 7 février 1991.
- Honduras : Xiomara Castro (née en 1959), présidente depuis le 27 janvier 2022
- Nicaragua :
  - Violeta Barrios de Chamorro (née en 1929), présidente du 25 avril 1990 au 10 janvier 1997 ;
  - Rosario Murillo (née en 1951), co-présidente depuis le 18 février 2025.
- Panama : Mireya Moscoso (née en 1940), présidente du 1er septembre 1999 au 1er septembre 2004.
- Salvador : Claudia Rodríguez de Guevara, présidente par intérim du 1er décembre 2023 au 31 mai 2024.
- Trinité-et-Tobago : 
  - Paula-Mae Weekes (née en 1958), présidente du 19 mars 2018 au 20 mars 2023 ;
  - Christine Kangaloo (née en 1961), présidente depuis le 20 mars 2023.

### Amérique du Nord
- Mexique : Claudia Sheinbaum (née en 1962), présidente depuis le 1er octobre 2024.

### Amérique du Sud
- Argentine :
  - Isabel Martínez de Perón (née en 1931), présidente par intérim du 29 juin au 1er juillet 1974 et présidente du 1er juillet 1974 au 24 mars 1976 ;
  - Cristina Fernández de Kirchner (née en 1953), présidente du 10 décembre 2007 au 10 décembre 2015.
- Bolivie :
  - Lidia Gueiler Tejada (1921-2011), présidente par intérim du 16 novembre 1979 au 17 juillet 1980.
  - Jeanine Áñez (née en 1967), présidente par intérim du 10 novembre 2019 au 7 novembre 2020.
- Brésil : Dilma Rousseff (née en 1947), présidente du 1er janvier 2011 au 31 août 2016.
- Chili : Michelle Bachelet (née en 1951), présidente du 11 mars 2006 au 11 mars 2010 et du 11 mars 2014 au 11 mars 2018.
- Équateur : Rosalía Arteaga (née en 1956), présidente par intérim du 9 au 11 février 1997.
- Guyana : Janet Jagan (1920-2009), présidente du 19 décembre 1997 au 11 août 1999.
- Pérou : Dina Boluarte (née en 1962), présidente depuis le 7 décembre 2022.
- Suriname : Jennifer Geerlings-Simons (né en 1953), présidente depuis le 16 juillet 2025.

### Asie
- Chine : Song Qingling (1893-1981), coprésidente par intérim du 31 octobre 1968 au 24 avril 1972 et présidente honoraire du 16 au 28 mai 1981.
- Corée du Sud : Park Geun-hye (née en 1952), présidente entre le 25 février 2013 et le 10 mars 2017.
- Hong Kong : Carrie Lam (née en 1957), chef de l'exécutif entre le 1er juillet 2017 et le 30 juin 2022.
- Inde :
  - Pratibha Patil (née en 1934), présidente du 25 juillet 2007 au 25 juillet 2012 ;
  - Droupadi Murmu (née en 1958), présidente depuis le 25 juillet 2022.
- Indonésie : Megawati Sukarnoputri (née en 1947), présidente du 23 juillet 2001 au 20 octobre 2004.
- Israël : Dalia Itzik (née en 1952), présidente par intérim du 25 janvier au 15 juillet 2007.
- Kirghizistan : Roza Otounbaïeva (née en 1950), présidente de la République entre le 19 mai 2010 et le 1er décembre 2011.
- Mongolie : Sühbaataryn Yanjmaa (1893-1963), présidente par intérim du présidium du Grand Khural de la République populaire mongole du 23 septembre 1953 au 7 juillet 1954.
- Népal : Bidya Devi Bhandari (née en 1961), présidente de la République du 29 octobre 2015 au 13 mars 2023.
- Philippines :
  - Corazon Aquino (1933-2009), présidente du 25 février 1986 au 30 juin 1992 ;
  - Gloria Macapagal-Arroyo (née en 1947), présidente du 20 janvier 2001 au 30 juin 2010.
- Singapour : Halimah Yacob (née en 1954), présidente du 14 septembre 2017 au 14 septembre 2023.
- Sri Lanka : Chandrika Kumaratunga (née en 1945), présidente du 12 novembre 1994 au 19 novembre 2005.
- Taïwan : Tsai Ing-wen (née en 1956), présidente de la République du 20 mai 2016 au 20 mai 2024.
- Tannou-Touva : Khertek Anchimaa-Toka (1912-2008), présidente du présidium du petit Khural du 6 avril 1940 au 11 octobre 1944.
- Vietnam :
  - Đặng Thị Ngọc Thịnh (née en 1959), présidente par intérim du 21 septembre au 23 octobre 2018 ;
  - Võ Thị Ánh Xuân (née en 1970), présidente par intérim du 18 janvier au 2 mars 2023 puis du 21 mars au 22 mai 2024.

### Europe
- Allemagne de l'Est : Sabine Bergmann-Pohl (née en 1946), chef de l'État du 5 avril au 2 octobre 1990.
- Autriche : Doris Bures (née en 1962), présidente par intérim (collégialement avec Karlheinz Kopf et Norbert Hofer) du 8 juillet 2016 au 26 janvier 2017.
- Bosnie-Herzégovine : Željka Cvijanović (née en 1967), présidente du collège présidentiel du 16 novembre 2022 au 16 juillet 2023 et du 16 novembre 2024 au 16 juillet 2025.
- Croatie : Kolinda Grabar-Kitarović (née en 1968), présidente du 18 février 2015 au 18 février 2020.
- Estonie : Kersti Kaljulaid (née en 1969), présidente du 10 octobre 2016 au 11 octobre 2021.
- Finlande : Tarja Halonen (née en 1943), présidente du 1er mars 2000 au 1er mars 2012.
- Géorgie :
  - Nino Bourdjanadze (née en 1964), présidente par intérim du 23 novembre 2003 au 25 janvier 2004 et du 25 novembre 2007 au 20 janvier 2008.
  - Salomé Zourabichvili (née en 1952), présidente du 16 décembre 2018 au 29 décembre 2024.
- Grèce : Ekateríni Sakellaropoúlou (née en 1956), présidente du 13 mars 2020 au 13 mars 2025.
- Hongrie : Katalin Novák (née en 1977), présidente du 10 mai 2022 au 26 février 2024.
- Irlande :
  - Mary Robinson (née en 1944), présidente du 3 décembre 1990 au 12 septembre 1997 ;
  - Mary McAleese (née en 1951), présidente du 11 novembre 1997 au 11 novembre 2011.
- Islande : 
  - Vigdís Finnbogadóttir (née en 1930), présidente du 1er août 1980 au 1er août 1996 ;
  - Halla Tómasdóttir (née en 1968), présidente depuis le 1er août 2024.
- Kosovo : 
  - Atifete Jahjaga (née en 1975), présidente du 7 avril 2011 au 7 avril 2016 ;
  - Vjosa Osmani (née en 1982), présidente par intérim du 5 novembre 2020 au 22 mars 2021 et de plein exercice depuis le 4 avril 2021.
- Lettonie : Vaira Vīķe-Freiberga (née en 1937), présidente du 8 juillet 1999 au 7 juillet 2007.
- Lituanie : Dalia Grybauskaitė (née en 1956), présidente du 12 juillet 2009 au 12 juillet 2019.
- Macédoine du Nord : Gordana Siljanovska-Davkova (née en 1953), présidente depuis le 12 mai 2024.
- Malte :
  - Présidentes :
    - Agatha Barbara (1923-2002), du 15 février 1982 au 15 février 1987 ;
    - Marie-Louise Coleiro Preca (née en 1958), du 4 avril 2014 au 4 avril 2019 ;
    - Myriam Spiteri Debono (née en 1952), depuis le 4 avril 2024.
- Moldavie : Maia Sandu (née en 1972), présidente depuis le 24 décembre 2020.
- Saint-Marin :
  - Capitaines-régentes :
    - Maria Lea Pedini, du 1er avril au 1er octobre 1981 ;
    - Gloriana Ranocchini, du 1er avril au 1er octobre 1984 et du 1er octobre 1989 au 1er avril 1990 ;
    - Edda Ceccoli, du 1er octobre 1991 au 1er avril 1992 ;
    - Patricia Busignani, du 1er avril au 1er octobre 1993 ;
    - Rosa Zafferani (née en 1960), du 1er avril au 1er octobre 1999 et du 1er avril au 1er octobre 2008 ;
    - Maria Domenica Michelotti, du 1er avril au 1er octobre 2000 ;
    - Valeria Ciavatta (née en 1959), du 1er octobre 2003 au 1er avril 2004 et du 1er avril 2014 au 1er octobre 2014 ;
    - Fausta Morganti (née en 1944), du 1er avril au 1er octobre 2005 ;
    - Rosa Zafferani (née en 1960), du 1er avril au 1er octobre 2008 ;
    - Assunta Meloni (née en 1951), du 1er octobre 2008 au 1er avril 2009 ;
    - Maria Luisa Berti (née en 1971), du 1er avril au 1er octobre 2011 et du 1er octobre 2022 au 1er avril 2023 ;
    - Denise Bronzetti (née en 1972), du 1er octobre 2012 au 1er avril 2013 ;
    - Antonella Mularoni (née en 1961), du 1er avril au 1er octobre 2013 ;
    - Anna Maria Muccioli (née en 1964), du 1er octobre 2013 au 1er avril 2014 ;
    - Valeria Ciavatta (née en 1959), du 1er octobre 2003 au 1er avril 2004 puis du 1er avril au 1er octobre 2014 ;
    - Lorella Stefanelli (née en 1959), du 1er octobre 2015 au 1er avril 2016 ;
    - Mimma Zavoli (née en 1963), du 1er avril au 1er octobre 2017 ;
    - Vanessa D'Ambrosio (née en 1988), du 1er avril au 1er octobre 2017 ;
    - Mariella Mularoni (née en 1962), du 1er octobre 2019 au 1er avril 2020 ;
    - Grazia Zafferani (née en 1972), du 1er avril au 1er octobre 2020 ;
    - Adele Tonnini (née en 1977), du 1er avril au 1er octobre 2023 ;
    - Milena Gasperoni (née en 1961), du 1er avril au 1er octobre 2024 ;
    - Francesca Civerchia (née en 1977), du 1er octobre 2024 au 1er avril 2025 ;
    - Denise Bronzetti (née en 1972), depuis le 1er avril 2025.
- Serbie :
  - Nataša Mićić (née en 1965), présidente par intérim du 30 décembre 2002 au 4 février 2004
  - Slavica Đukić Dejanović (née en 1951), présidente par intérim du 5 avril au 31 mai 2012.
- Slovaquie : Zuzana Čaputová (née en 1973), présidente du 15 juin 2019 au 15 juin 2024.
- Slovénie : Nataša Pirc Musar (née en 1968), présidente depuis le 23 décembre 2022.
- Suisse :
  - Présidentes de la Confédération :
    - Ruth Dreifuss (née en 1940), du 1er janvier au 31 décembre 1999
    - Micheline Calmy-Rey (née en 1945), du 1er janvier au 31 décembre 2007 et du 1er janvier au 31 décembre 2011
    - Doris Leuthard (née en 1963), du 1er janvier au 31 décembre 2010 et du 1er janvier au 31 décembre 2017
    - Eveline Widmer-Schlumpf (née en 1956), du 1er janvier au 31 décembre 2012
    - Simonetta Sommaruga (née en 1960), du 1er janvier au 31 décembre 2015 et du 1er janvier au 31 décembre 2020.
    - Viola Amherd (née en 1962), du 1er janvier au 31 décembre 2024.
    - Karin Keller-Sutter (née en 1963), depuis le 1er janvier 2025.

### Océanie
- Îles Marshall : Hilda Heine (née en 1951), présidente du 28 janvier 2016 au 14 janvier 2020 et depuis le 3 janvier 2024.

### Gouverneures générales
- Antigua-et-Barbuda : Dame Louise Lake-Tack (née en 1944), du 17 juillet 2007 au 13 août 2014.
- Australie :
  - Dame Quentin Bryce (née en 1942), du 5 septembre 2008 au 28 mars 2014 ;
  - Sam Mostyn (née en 1965), depuis le 1er juillet 2024.
- Bahamas :
  - Dame Ivy Dumont (née en 1930), du 13 novembre 2001 au 1er février 2006.
  - Dame Marguerite Pindling (née en 1932), du 8 juillet 2014 au 28 juin 2019.
  - Cynthia A. Pratt (née en 1945), depuis le 1er septembre 2023.
- Barbade :
  - Dame Nita Barrow (1916-1995), du 6 juin 1990 au 19 décembre 1995 ;
  - Dame Sandra Mason (née en 1949), par intérim du 30 mai au 1er juin 2012 et du 8 janvier 2018 au 30 novembre 2021.
- Belize :
  - Dame Elmira Minita Gordon (1930-2021), du 21 septembre 1981 au 17 novembre 1993 ;
  - Dame Froyla Tzalam, depuis le 27 mai 2021.
- Canada :
  - Jeanne Sauvé (1922-1993), du 14 mai 1984 au 29 janvier 1990 ;
  - Adrienne Clarkson (née en 1939), du 7 octobre 1999 au 27 septembre 2005 ;
  - Michaëlle Jean (née en 1957), du 27 septembre 2005 au 1er octobre 2010 ;
  - Julie Payette (née en 1963), du 2 octobre 2017 au 21 janvier 2021 ;
  - Mary Simon (née en 1947), depuis le 26 juillet 2021.
- Grenade : Dame Cécile La Grenade (née en 1952), depuis le 7 mai 2013.
- Nouvelle-Zélande :
  - Dame Catherine Tizard (née en 1931), du 20 novembre 1990 au 21 mars 1996 ;
  - Dame Sian Elias (née en 1949), par intérim du 22 mars au 4 avril 2001 et du 4 au 23 août 2006 ;
  - Dame Silvia Cartwright (née en 1943), du 4 avril 2001 au 4 août 2006 ;
  - Dame Patsy Reddy (née en 1954), du 28 septembre 2016 au 28 septembre 2021 ;
  - Dame Cindy Kiro (née en 1958), depuis le 21 octobre 2021.
- Saint-Christophe-et-Niévès : Marcella Liburd (née en 1953), depuis le 1er février 2023.
- Sainte-Lucie : Dame Pearlette Louisy (née en 1946), du 17 septembre 1997 au 31 décembre 2017.
- Saint-Vincent-et-les-Grenadines :
  - Dame Monica Dacon (née en 1934), par intérim du 3 juin au 2 septembre 2002 ;
  - Dame Susan Dougan (née en 1954), depuis le 1er août 2019.
- Tuvalu : Teniku Talesi Honolulu, par intérim du 22 août 2019 à janvier 2021.

### Gouvernements en exil
- République d’Iran : Maryam Radjavi (née en 1953), « future » présidente depuis août 1993.
- République populaire biélorusse : Ivonka Survilla (née en 1936), présidente depuis 1997

## Chefs de gouvernements

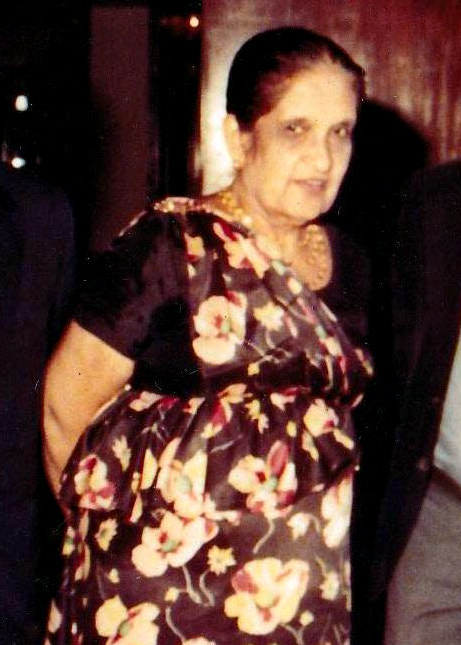
Sirimavo Bandaranaike, première femme Première ministre des temps modernes en Asie et dans le monde ( Sri Lanka ; 1960).
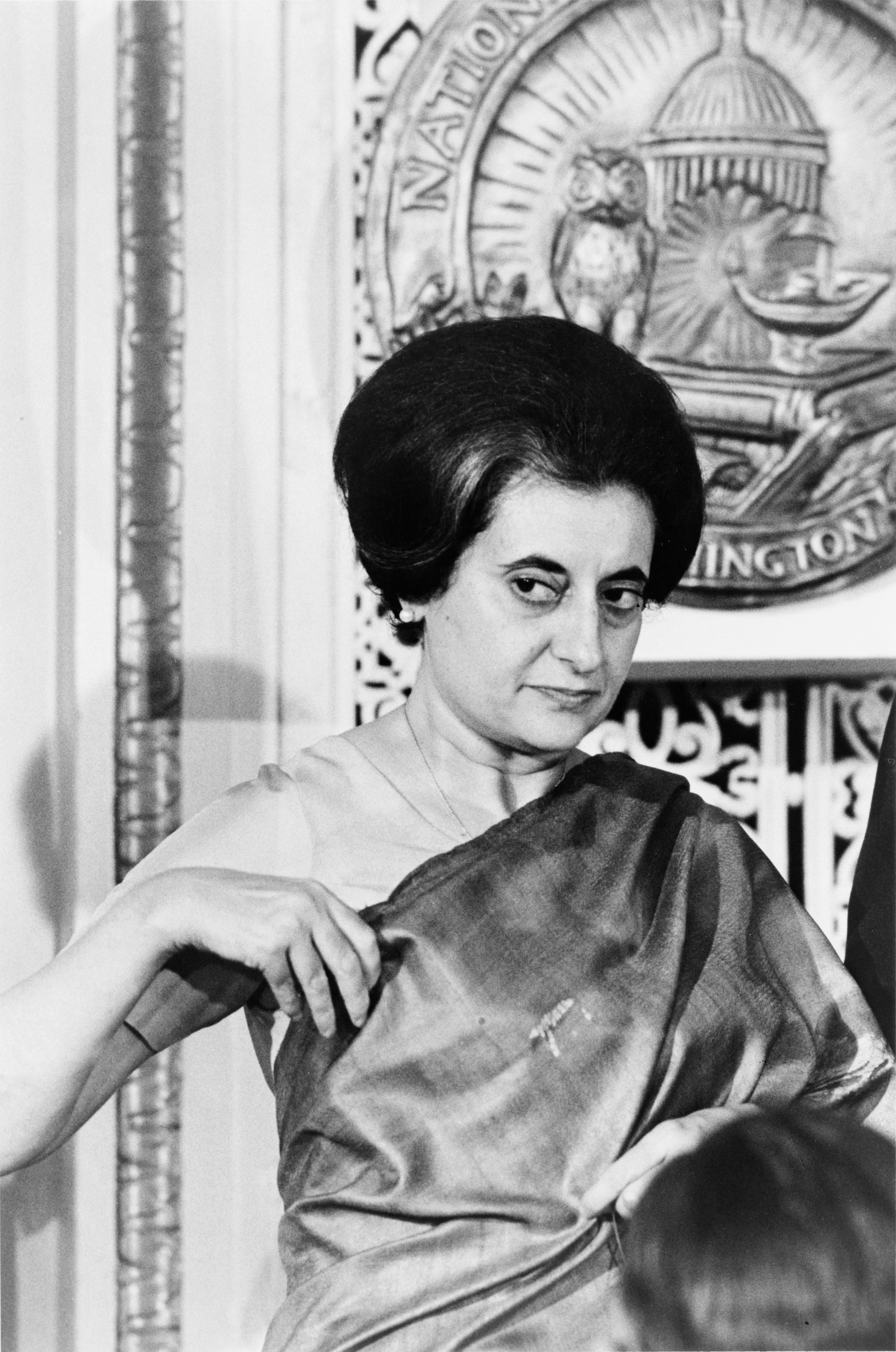
Indira Gandhi, première femme Première ministre en  Inde ; 1966).
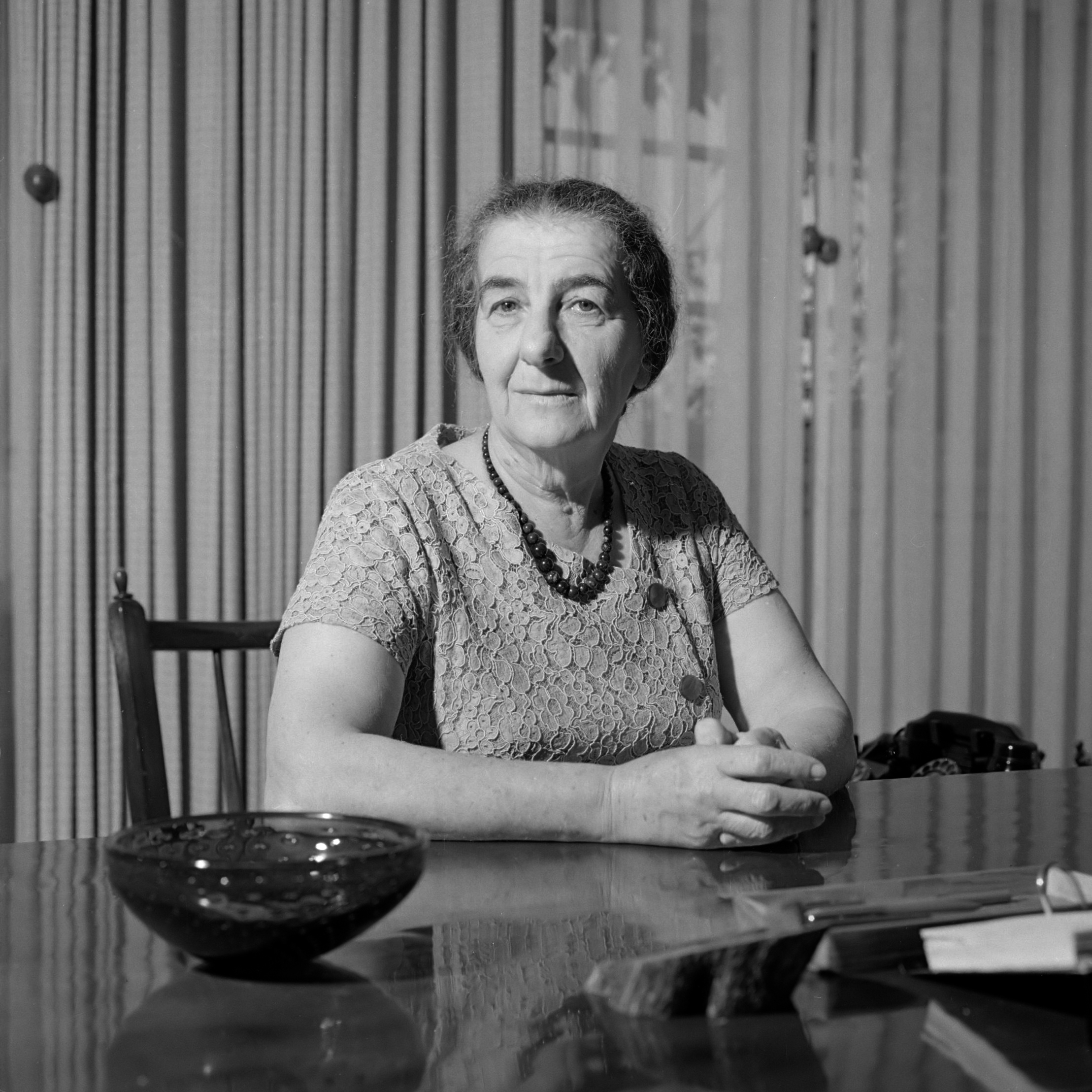
Golda Meir, première femme Première ministre d' Israël ; 1969.
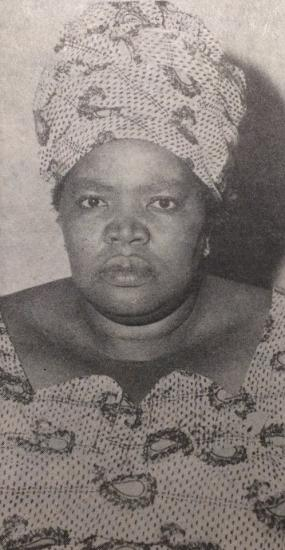
Élisabeth Domitien, première femme Première ministre en Afrique ( République centrafricaine ; 1974).
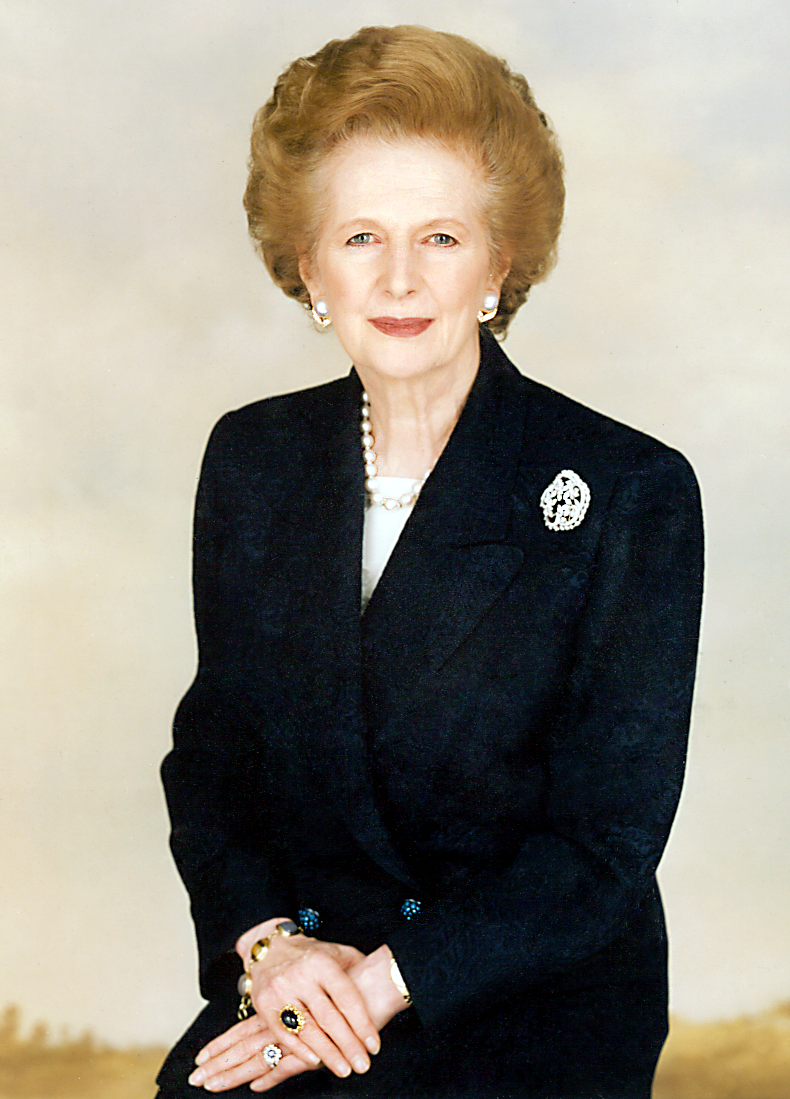
Margaret Thatcher, première femme Première ministre en Europe ( Royaume-Uni ; 1979).
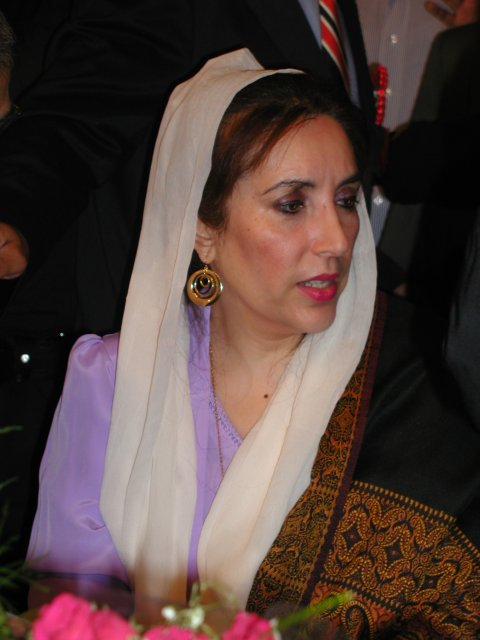
Benazir Bhutto, première femme Première ministre d'un pays à majorité musulman ( Pakistan ; 1988).
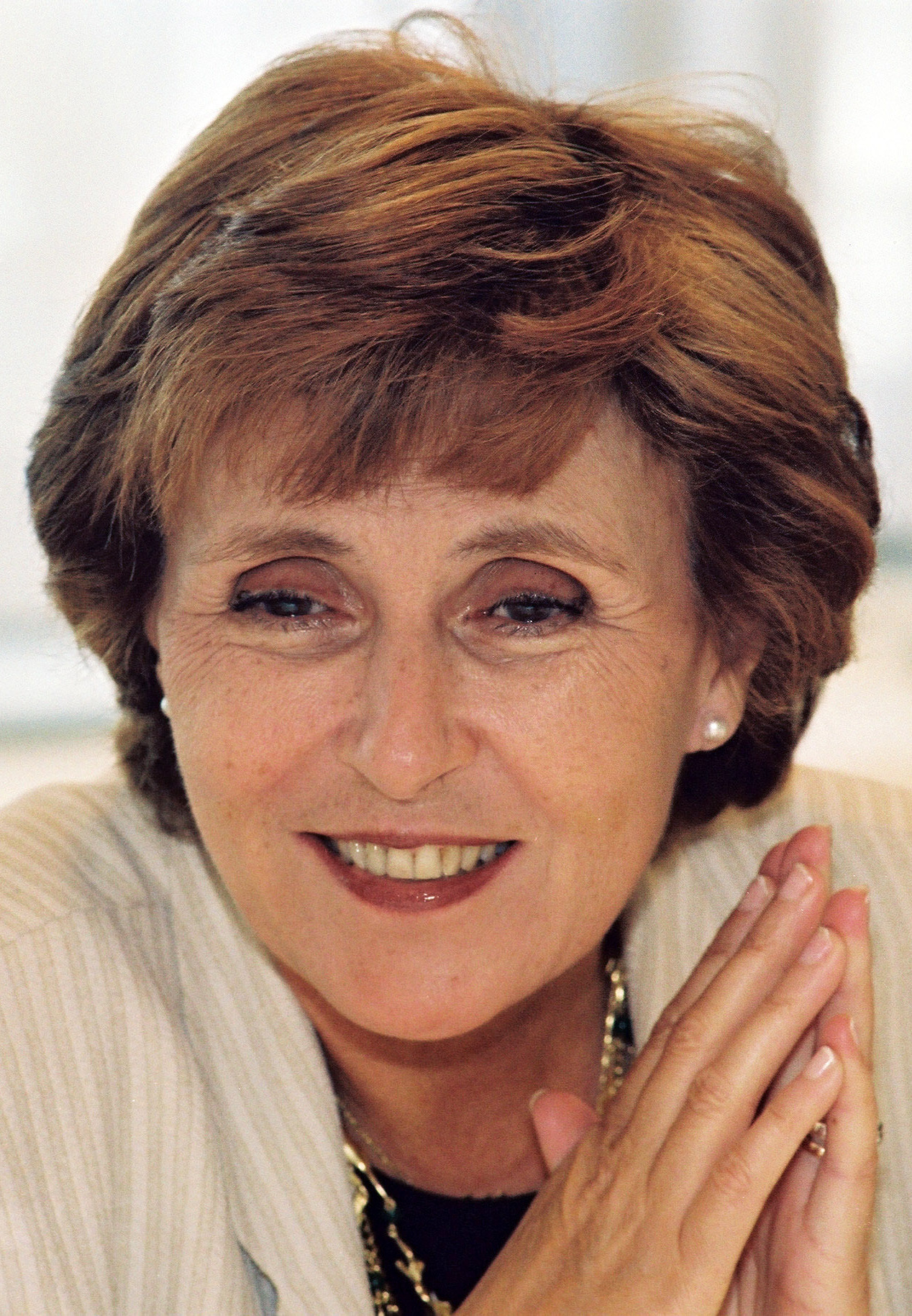
Édith Cresson, première femme Première ministre en  France ; 1991-1992.
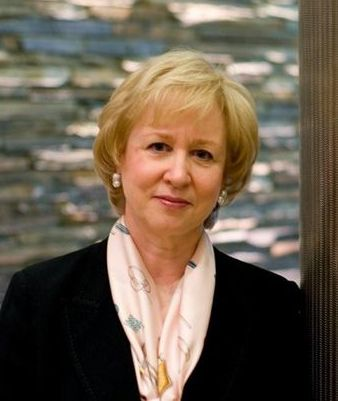
Kim Campbell, première femme Première ministre en Amérique ( Canada ; 1993).
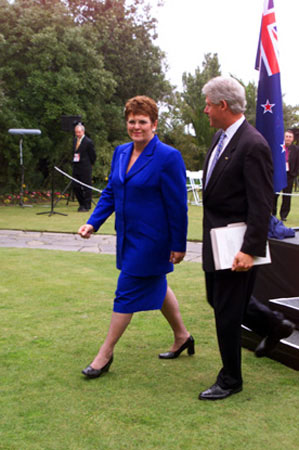
Jenny Shipley, première femme Première ministre en Océanie ( Nouvelle-Zélande ; 1997).
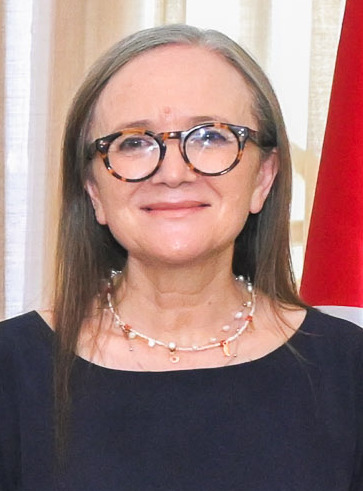
Najla Bouden, première femme chef du gouvernement dans le monde arabe ( Tunisie ; 2021).

### Afrique
- Burundi : Sylvie Kinigi (née en 1952), du 10 juillet 1993 au 7 février 1994.
- Gabon : Rose Christiane Ossouka Raponda (née en 1963), du 16 juillet 2020 au 9 janvier 2023.
- Guinée-Bissau : Adiato Djaló Nandigna (née en 1958), du 10 février au 12 avril 2012.
- Guinée équatoriale : Manuela Roka Botey, du 1er février 2023 au 17 août 2024.
- Madagascar : Cécile Manorohanta, du 18 décembre au 20 décembre 2009 (intérim).
- Mali : Cissé Mariam Kaïdama Sidibé (1948-2021), du 3 avril 2011 au 22 mars 2012.
- Mozambique : 
  - Luísa Diogo (née en 1958), du 17 février 2004 au 16 janvier 2010 ;
  - Maria Benvinda Levi (née en 1969), depuis le 17 janvier 2025.
- Namibie : Saara Kuugongelwa-Amadhila (née en 1967), du 21 mars 2015 au 20 mars 2025.
- Ouganda : Robinah Nabbanja (née en 1969), depuis le 21 juin 2021.
- République centrafricaine : Élisabeth Domitien (1925-2005), du 2 janvier 1975 au 7 avril 1976.
- République démocratique du Congo : Judith Suminwa Tuluka (née en 1967), depuis le 12 juin 2024.
- Rwanda : Agathe Uwilingiyimana (1953-1994), du 18 juillet 1993 au 7 avril 1994.
- Sao Tomé-et-Principe :
  - Maria das Neves (née en 1958), du 3 octobre 2002 au 16 juillet 2003 et du 23 juillet 2003 au 18 septembre 2004 ;
  - Maria do Carmo Silveira (née en 1960), du 8 juin 2005 au 21 avril 2006.
- Sénégal :
  - Mame Madior Boye (née en 1940), du 3 mars 2001 au 4 novembre 2002 ;
  - Aminata Touré (née en 1962), du 1er septembre 2013 au 6 juillet 2014.
- Togo : Victoire Tomegah Dogbé (née en 1959), du 28 septembre 2020 au 2 mai 2025.
- Tunisie : 
  - Najla Bouden (née en 1958), du 11 octobre 2021 au 1er août 2023 ;
  - Sarra Zaafrani (née en 1963), depuis le 21 mars 2025.

### Caraïbes
- Bahamas : Cynthia A. Pratt (née en 1945), du 4 mai au 22 juin 2005 (intérim).
- Barbade : Mia Mottley (née en 1965), depuis le 25 mai 2018.
- Dominique : Eugenia Charles (1919-2005), du 21 juillet 1980 au 14 juin 1995.
- Haïti :
  - Claudette Werleigh (née en 1946), du 7 novembre 1995 au 7 février 1996 ;
  - Michèle Pierre-Louis (née en 1947), du 5 septembre 2008 au 11 novembre 2009 ;
  - Florence Duperval Guillaume, du 21 décembre 2014 au 16 janvier 2015.
- Jamaïque : Portia Simpson-Miller (née en 1945), du 30 mars 2006 au 11 septembre 2007 et du 5 janvier 2012 au 3 mars 2016.
- Trinité-et-Tobago : Kamla Persad-Bissessar (née en 1952), du 25 mai 2010 au 9 septembre 2015 et depuis le 1er mai 2025.

### Amérique du Nord
- Canada :
  - Ellen Loucks Fairclough (1905-2004), du 19 au 20 février 1958 (intérim) ;
  - Kim Campbell (née en 1947), du 25 juin au 4 novembre 1993.
- Groenland : Aleqa Hammond (née en 1965), du 26 mars 2013 au 30 septembre 2014.

#### Provinces et territoires canadiens
- Alberta
  - Alison Redford (née en 1965), du 7 octobre 2011 au 23 mars 2014.
  - Rachel Notley (née en 1964), du 24 mai 2015 au 30 avril 2019.
  - Danielle Smith (née en 1971), depuis le 11 octobre 2022.
- Colombie-Britannique
  - Rita Johnston (née en 1935), du 2 avril au 5 novembre 1991 ;
  - Christy Clark (née en 1965), du 14 mars 2011 au 17 juillet 2017.
- Île-du-Prince-Édouard : Catherine Callbeck (née en 1939), du 25 janvier 1993 au 9 octobre 1996.
- Manitoba : Heather Stefanson (née en 1970), depuis le 2 novembre 2021 au 18 octobre 2023.
- Nouveau-Brunswick : Susan Holt (née en 1977), depuis octobre 2024.
- Nunavut : Eva Aariak (née en 1955), du 19 novembre 2008 au 19 novembre 2013.
- Ontario : Kathleen Wynne (née en 1953), du 11 février 2013 au 29 juin 2018.
- Québec : Pauline Marois (née en 1949), du 19 septembre 2012 au 23 avril 2014.
- Terre-Neuve-et-Labrador : Kathy Dunderdale (née en 1952), du 3 décembre 2011 au 24 janvier 2014.
- Territoires du Nord-Ouest
  - Nellie Cournoyea (née en 1940), du 14 novembre 1991 au 22 novembre 1995 ;
  - Caroline Cochrane (née en 1960), depuis le 24 octobre 2019 au 8 décembre 2023.
- Yukon : Pat Duncan (née en 1960), du 5 juin 2000 au 5 novembre 2002.

### Amérique du Sud
- Guyana : Janet Jagan (1920-2009), du 17 mars au 19 décembre 1997.
- Pérou :
  - Beatriz Merino (née en 1949), du 23 juin au 12 décembre 2003 ;
  - Rosario Fernández (née en 1955), du 19 mars au 28 juillet 2011 ;
  - Ana Jara (née en 1968), du 22 juillet 2014 au 2 avril 2015 ;
  - Mercedes Aráoz (née en 1961), du 17 septembre 2017 au 2 avril 2018 ;
  - Violeta Bermúdez (née en 1961), du 18 novembre 2020 au 28 juillet 2021 ;
  - Mirtha Vásquez (née en 1975), du 6 octobre 2021 au 31 janvier 2022 ;
  - Betssy Chávez (née en 1989), du 25 novembre au 7 décembre 2022.

### Asie
- Bangladesh :

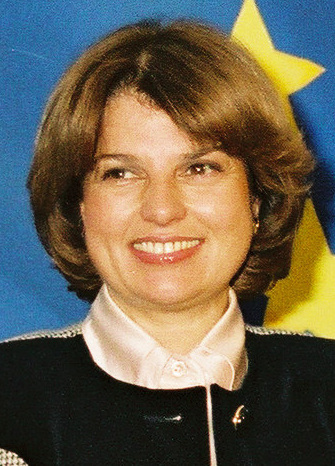
La Première ministre de Turquie Tansu Çiller, en poste de 1993 à 1996.

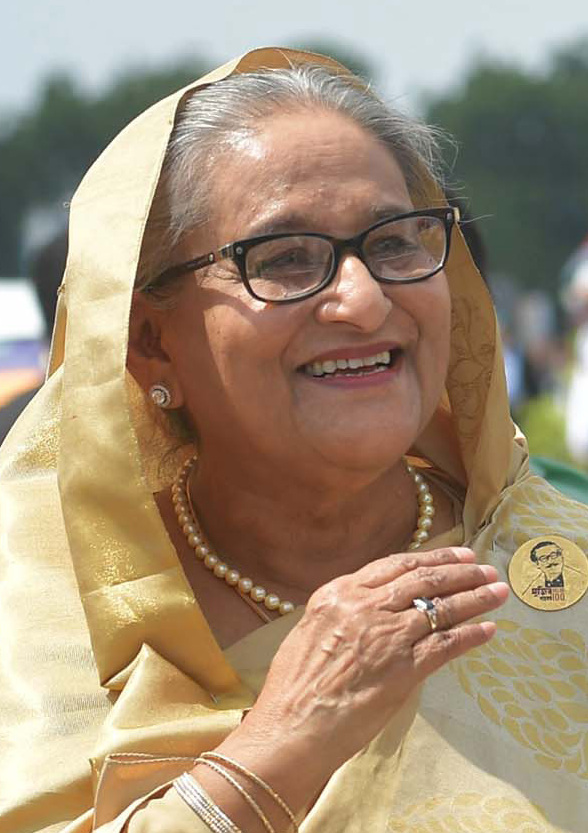
La Première ministre du Bangladesh Sheikh Hasina, en poste de 2009 à 2024.

  - Khaleda Zia (née en 1945), du 20 mars 1991 au 26 février 1996, du 26 février 1996 au 30 mars 1996 et du 10 octobre 2001 au 29 octobre 2006 ;
  - Sheikh Hasina (née en 1947), du 23 juin 1996 au 15 juillet 2001 et du 6 janvier 2009 au 5 août 2024.
- Birmanie : Aung San Suu Kyi (née en 1945), de facto du 6 avril 2016 au 1er février 2021.
- Corée du Sud :
  - Chang Sang (née en 1939), du 11 au 31 juillet 2002 (intérim) ;
  - Han Myung-sook née en (1944), du 19 avril 2006 au 7 mars 2007.
- Inde : Indira Gandhi (1917-1984), du 19 janvier 1966 au 24 mars 1977 et du 15 janvier 1980 au 31 octobre 1984.
- Israël : Golda Meir (1898-1978), du 17 mars 1969 au 11 avril 1974.
- Kirghizistan : Roza Otounbaïeva (née en 1950), du 7 avril au 17 décembre 2010 (intérim).
- Mongolie : Nyam-Osoryn Tuyaa (née en 1958), du 22 au 30 juillet 1999 (intérim).
- Pakistan : Benazir Bhutto (1953-2007), du 2 décembre 1988 au 6 août 1990 et du 19 octobre 1993 au 5 novembre 1996.
- Sri Lanka :
  - Sirimavo Bandaranaike (1916-2000), du 21 juillet 1960 au 27 mars 1965, du 29 mai 1970 au 23 juillet 1977 et du 14 novembre 1994 au 10 août 2000 ;
  - Chandrika Kumaratunga (née en 1945), du 19 août au 14 novembre 1994 .
  - Harini Amarasuriya (née en 1970), depuis le 24 septembre 2024.
- Thaïlande : 
  - Yingluck Shinawatra (née en 1967), du 5 août 2011 au 7 mai 2014 ;
  - Paethongtarn Shinawatra (née en 1986), depuis le 18 août 2024.
- Turquie : Tansu Çiller (née en 1946), du 25 juin 1993 au 6 mars 1996.

#### États et territoires indiens
- Assam : Syeda Anwara Taimur, du 6 décembre 1980 au 30 juin 1981.
- Bengale-Occidental : Mamata Banerjee, depuis le 20 mai 2011.
- Bihar : Rabri Devi, du 25 juin 1997 au 11 février 1999, du 9 mars 1999 au 2 mars 2000 et du 11 mars 2000 au 6 mars 2005.
- Goa : Shashikala Kakodkar (en), du 12 août 1973 au 27 avril 1979.
- Gujarat : Anandiben Patel, du 22 mai 2014 au 7 août 2016.
- Jammu-et-Cachemire : Mehbooba Mufti, du 4 avril 2016 au 19 juin 2018.
- Madhya Pradesh : Uma Bharti, du 8 décembre 2003 au 23 août 2004.
- Odisha : Nandini Satpathy, du 14 juin 1972 au 3 mars 1973 et du 6 mars 1974 au 16 décembre 1976.
- Pendjab : Rajinder Kaur Bhattal, du 21 janvier 1996 au 12 février 1997.
- Rajasthan : Vasundhara Raje, du 8 décembre 2003 au 11 décembre 2008 et depuis le 8 décembre 2013.
- Tamil Nadu :
  - Janaki Ramachandran, du 7 au 30 janvier 1988 ;
  - Jayalalithaa, du 24 juin 1991 au 12 mai 1996, du 14 mai au 21 septembre 2001, du 2 mars 2002 au 12 mai 2006, du 16 mai 2011 au 29 septembre 2014 et du 23 mai 2015 au 6 décembre 2016.
- Uttar Pradesh :
  - Sucheta Kripalani, du 2 octobre 1963 au 13 mars 1967 ;
  - Mayawati, du 13 juin au 18 octobre 1995, du 21 mars au 21 septembre 1997, du 3 mai 2002 au 29 août 2003 et du 13 mai 2007 au 7 mars 2012.
- Territoire de Delhi :
  - Sushma Swaraj, du 13 octobre au 3 décembre 1998 ;
  - Sheila Dikshit, du 3 décembre 1998 au 8 décembre 2013 ;
  - Atishi Marlena, du 21 septembre 2024 au 20 février 2025 ;
  - Rekha Gupta, depuis le 20 février 2025.

### Europe
- Allemagne : Angela Merkel (née en 1954), chancelière fédérale du 22 novembre 2005 au 8 décembre 2021.
- Autriche : Brigitte Bierlein (1949-2024), chancelière fédérale par intérim du 3 juin 2019 au 7 janvier 2020.
- Belgique : Sophie Wilmès (née en 1975), du 27 octobre 2019 au 1er octobre 2020.
- Bosnie-Herzégovine : Borjana Krišto (née en 1961), depuis le 25 janvier 2023.
- Bulgarie : Reneta Indjova (née en 1953), du 17 octobre 1994 au 25 janvier 1995 (intérim).
- Croatie : Jadranka Kosor (née en 1953), du 6 juillet 2009 au 23 décembre 2011.
- Danemark :
  - Helle Thorning-Schmidt (née en 1966), du 2 octobre 2011 au 27 juin 2015 ;
  - Mette Frederiksen (née en 1977), depuis le 27 juin 2019.
- Estonie : Kaja Kallas (née en 1977), du 26 janvier 2021 au 23 juillet 2024.
- Finlande :
  - Anneli Jäätteenmäki (née en 1955), du 17 avril au 18 juin 2003 ;
  - Mari Kiviniemi (née en 1968), du 22 juin 2010 au 22 juin 2011 ;
  - Sanna Marin (née en 1985), du 10 décembre 2019 au 20 juin 2023.
- France : 
  - Édith Cresson (née en 1934), du 15 mai 1991 au 2 avril 1992 ;
  - Élisabeth Borne (née en 1961), du 16 mai 2022 au 9 janvier 2024.
- Grèce : Vassilikí Thánou-Christophílou (née en 1950), du 27 août 2015 au 21 septembre 2015 (intérim).
- Islande :
  - Jóhanna Sigurðardóttir (née en 1942), du 1er février 2009 au 23 mai 2013.
  - Katrín Jakobsdóttir (née en 1976), du 30 novembre 2017 au 9 avril 2024.
  - Kristrún Frostadóttir (née en 1988), depuis le 21 décembre 2024.
- Italie : Giorgia Meloni (née en 1977), présidente du Conseil depuis le 22 octobre 2022.
- Lettonie : 
  - Laimdota Straujuma (née en 1951), du 22 janvier 2014 au 11 février 2016.
  - Evika Siliņa (née en 1975), depuis le 15 septembre 2023.
- Liechtenstein : Brigitte Haas (née en 1964), depuis le 10 avril 2025.
- Lituanie :
  - Kazimira Prunskienė (née en 1943), du 11 mars 1990 au 10 janvier 1991 ;
  - Irena Degutienė (née en 1949), du 4 au 18 mai 1999 (intérim) et du 27 octobre au 3 novembre 1999 (intérim).
  - Ingrida Šimonytė (née en 1974), du 11 décembre 2020 au 12 décembre 2024.
- Macédoine : Radmila Šekerinska (née en 1972), du 12 mai au 2 juin 2004 (intérim) et du 18 novembre au 17 décembre 2004 (intérim).
- Moldavie :
  - Zinaida Greceanîi (née en 1956), du 31 mars 2008 au 14 septembre 2009.
  - Natalia Gherman (née en 1969), du 22 juin au 30 juillet 2015.
  - Maia Sandu (née en 1972), du 8 juin au 14 novembre 2019.
  - Natalia Gavrilița (née en 1977), du 6 août 2021 au 16 février 2023.
- Monaco : Isabelle Berro-Amadeï (née en 1965), ministre d'État du 10 janvier au 21 juillet 2025 (intérim).
- Norvège :
  - Gro Harlem Brundtland (née en 1939), du 4 février au 14 octobre 1981, du 9 mai 1986 au 16 octobre 1989 et du 3 novembre 1990 au 25 octobre 1996 ;
  - Anne Enger (née en 1950), du 31 août au 23 septembre 1998 (intérim) ;
  - Erna Solberg (née en 1961), du 16 octobre 2013 au 14 octobre 2021.
- Pologne :
  - Hanna Suchocka (née en 1946), du 11 juillet 1992 au 25 octobre 1993.
  - Ewa Kopacz (née en 1956), du 22 septembre 2014 au 16 novembre 2015.
  - Beata Szydło (née en 1963), du 16 novembre 2015 au 11 décembre 2017.
- Portugal : Maria de Lourdes Pintasilgo (1930-2004), du 1er août 1979 au 3 janvier 1980.
- Royaume-Uni :
  - Margaret Thatcher (1925-2013), du 4 mai 1979 au 28 novembre 1990.
  - Theresa May (née en 1956), du 13 juillet 2016 au 24 juillet 2019.
  - Liz Truss (née en 1975), du 6 septembre au 25 octobre 2022.
- Roumanie : Viorica Dăncilă (née en 1963), du 28 janvier 2018 au 4 novembre 2019.
- Serbie : Ana Brnabić (née en 1975), du 29 juin 2017 au 20 mars 2024.
- Slovaquie : Iveta Radičová (née en 1956), du 8 juillet 2010 au 4 avril 2012.
- Slovénie : Alenka Bratušek (née en 1970), du 20 mars 2013 au 18 septembre 2014.
- Suède : Magdalena Andersson (née en 1967), du 30 novembre 2021 au 18 octobre 2022.
- Ukraine : 
  - Ioulia Tymochenko (née en 1960), du 24 janvier au 8 septembre 2005 et du 18 décembre 2007 au 3 mars 2010.
  - Ioulia Svyrydenko (née en 1985), depuis le 17 juillet 2025.
- Yougoslavie : Milka Planinc (1924-2010), présidente du Conseil exécutif fédéral du 15 mai 1982 au 15 mai 1986.

### Océanie
- Australie : Julia Gillard (née en 1961), du 24 juin 2010 au 27 juin 2013.
- Nouvelle-Zélande :
  - Jenny Shipley (née en 1952), du 8 décembre 1997 au 5 décembre 1999;
  - Helen Clark (née en 1950), du 5 décembre 1999 au 19 novembre 2008.
  - Jacinda Ardern (née en 1980), du 26 octobre 2017 au 25 janvier 2023.
- Samoa : Naomi Mata'afa (née en 1957), depuis le 24 mai 2021.

## Vice-présidentes
- Angola : Esperança da Costa (née en 1961), depuis le 15 septembre 2022.
- Argentine :
  - Isabel Martínez de Perón (née en 1931), du 12 octobre 1973 au 1er juillet 1974 ;
  - Gabriela Michetti (née en 1963), du 10 décembre 2015 au 10 décembre 2019.
  - Cristina Fernandez de Kirchner (née en 1953), du 10 décembre 2019 au 10 décembre 2023 ;
  - Victoria Villarruel (née en 1975), depuis le 10 décembre 2023.
- Azerbaïdjan : Mehriban Aliyeva (née en 1964), depuis le 21 février 2017.
- Bénin : Mariam Chabi Talata (née en 1963), depuis le 23 mai 2021.
- Bulgarie :
  - Blaga Dimitrova (1922-2003), du 22 janvier 1992 au 6 juillet 1993 ;
  - Margarita Popova (née en 1956), du 22 janvier 2012 au 22 janvier 2017 ;
  - Iliana Iotova (née en 1964), depuis le 22 janvier 2017.
- Chine : Song Qingling (1893-1982), du 28 avril 1959 au 24 février 1972.
- Colombie :
  - Marta Lucía Ramírez (née en 1954), du 7 août 2018 au 7 août 2022 ;
  - Francia Márquez (née en 1981), depuis le 7 août 2022.
- Costa Rica :
  - Ana Helena Chacón (née en 1958), du 8 mai 2014 au 8 mai 2018 ;
  - Epsy Campbell Barr (née en 1963), du 8 mai 2018 au 8 mai 2022 ;
  - Mary Munive (née en 1981), depuis le 8 mai 2022.
- Équateur :
  - Rosalía Arteaga (née en 1956), du 10 août 1996 au 30 mars 1998 ;
  - María Alejandra Vicuña (née en 1978), du 6 janvier au 4 décembre 2018 ;
  - María Alejandra Muñoz (née en 1979), du 22 juillet 2020 au 24 mai 2021 ;
  - Verónica Abad Rojas (née en 1976), du 23 novembre 2023 au 24 mai 2025 (suspendue du 11 novembre au 23 décembre 2024 puis de nouveau du 29 mars au 24 mai 2025. La première fois, Sariha Moya assure l'intérim ; la seconde fois, Cynthia Gellibert assure l'intérim) ;
  - María José Pinto (en) (née en 1986), depuis le 24 mai 2025.

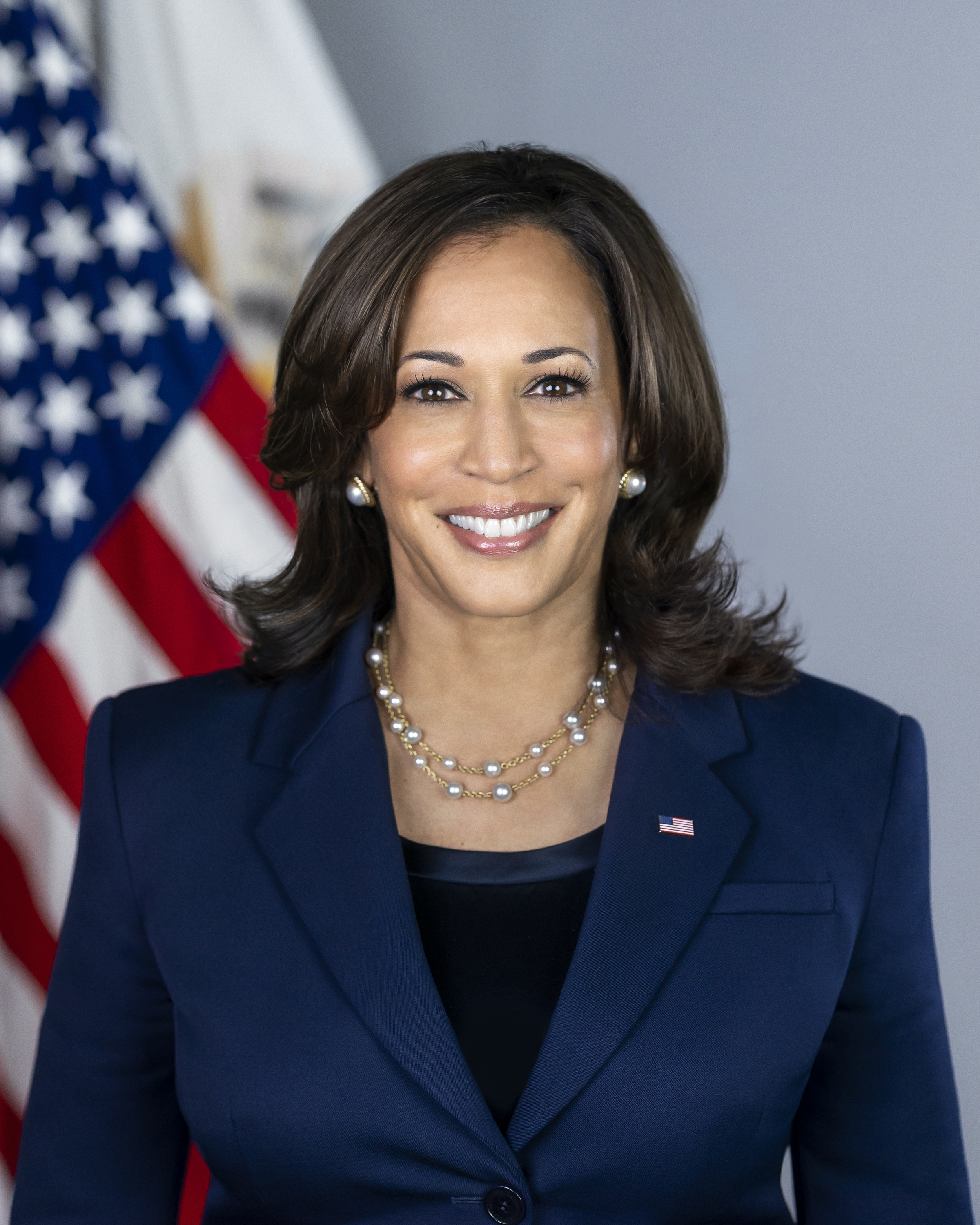
Kamala Harris, vice-présidente des États-Unis de 2021 à 2025.

- États-Unis : Kamala Harris (née en 1964), du 20 janvier 2021 au 20 janvier 2025.
- Gabon : Rose Christiane Ossouka Raponda, du 9 janvier au 30 août 2023.
- Gambie :
  - Isatou Njie-Saidy (née en 1952), du 20 mars 1997 au 18 janvier 2017 ;
  - Fatoumata Tambajang (née en 1949), du 23 janvier au 29 juin 2018 ;
  - Isatou Touray (née en 1955, du 15 mars 2019 au 5 mai 2022.
- Ghana : Jane Naana Opoku-Agyemang (née en 1951), depuis le 7 janvier 2025.
- Guatemala : 
  - Roxana Baldetti (née en 1962), du 14 janvier 2012 au 8 mai 2015 ;
  - Karin Herrera (née en 1967), depuis le 15 janvier 2024.
- Guyana : Viola Burnham (1930-2003), d'août 1985 à octobre 1991.
- Honduras :
  - María Antonieta de Bográn (née en 1955), du 27 janvier 2010 au 27 janvier 2014 ;
  - Ava Rossana Guevara Pinto, du 27 janvier 2014 au 27 janvier 2018 ;
  - Olga Margarita Alvarado (née en 1981), du 27 janvier 2018 au 27 janvier 2022 ;
  - Doris Gutiérrez (née en 1947), depuis le 27 janvier 2022.
- Iran :
  - Nasrin Soltankhah (née en 1963), du 21 septembre 2009 au 5 octobre 2013 ;
  - Fatemeh Bodaghi, du 30 novembre 2009 au 11 août 2013 ;
  - Maryam Mojtahedzadeh (née vers 1957), du 27 juillet au 8 octobre 2013 ;
  - Masoumeh Ebtekar (née en 1960), du 2 août 1997 au 3 août 2005 et du 10 septembre 2013 au 1er septembre 2021 ;
  - Shahindokht Molaverdi (née en 1965), du 10 septembre 2013 au 9 août 2017 ;
  - Ansieh Khazali (née en 1963), du 1er septembre 2021 au 10 août 2024.
- Indonésie : Megawati Sukarnoputri (née en 1947), du 26 octobre 1999 au 23 juillet 2001.
- Kiribati : Teima Onorio (née en 1963), du 10 juillet 2003 au 12 mars 2016.
- Liberia : Jewel Taylor (née en 1963), du 22 janvier 2018 au 22 janvier 2024.
- Malawi : Joyce Banda (née en 1950), du 22 mai 2009 au 7 avril 2012.
- Maurice : Monique Ohsan Bellepeau (née en 1942), du 13 novembre 2010 au 26 mars 2016.
- Namibie : 
  - Netumbo Nandi-Ndaitwah (née en 1952), du 4 février 2024 au 21 mars 2025 ;
  - Lucia Witbooi, depuis le 21 mars 2025.
- Nicaragua : Rosario Murillo (née en 1951), du 10 janvier 2017 au 30 janvier 2025.
- Ouganda : Specioza Wandira-Kazibwe (née en 1955), du 18 novembre 1994 au 21 mai 2003

- Palaos :

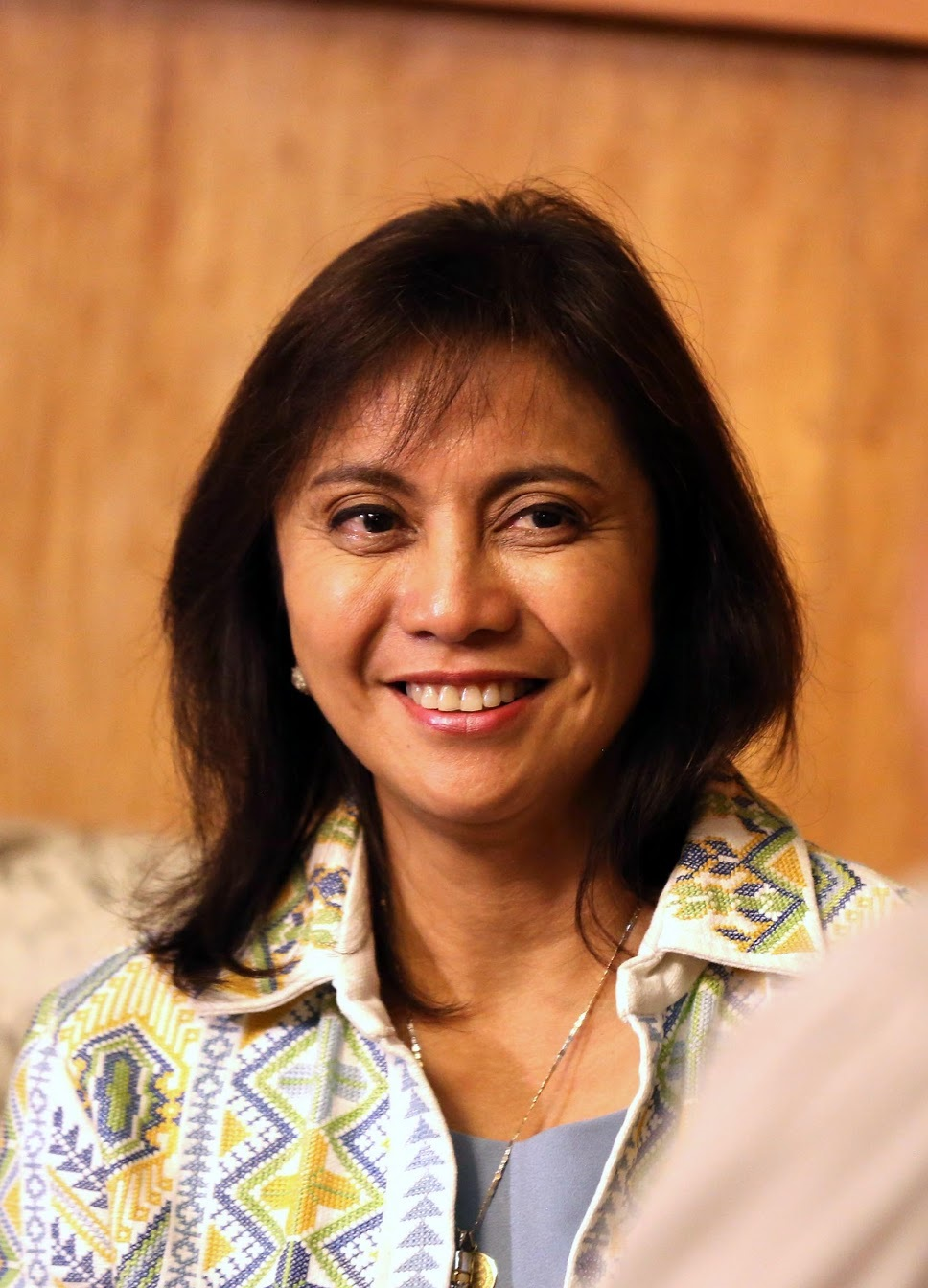
Leni Robredo, vice-présidente des Philippines de 2016 à 2022.

  - Sandra Pierantozzi (née en 1953), du 19 janvier 2001 au 1er janvier 2005.
  - Uduch Sengebau Senior (née en 1965), du 21 janvier 2021 au 16 janvier 2025.
- Panama : Isabel de Saint Malo (née en 1968), du 1er juillet 2014 au 1er juillet 2019.
- Paraguay : Alicia Pucheta (née en 1950), du 9 mai au 15 août 2018.
- Pérou :
  - Lourdes Mendoza (née en 1958), du 28 juillet 2006 au 28 juillet 2011 ;
  - Marisol Espinoza (née en 1967), du 28 juillet 2011 au 28 juillet 2016 ;
  - Mercedes Aráoz (née en 1961), du 28 juillet 2016 au 7 mai 2020 ;
  - Dina Boluarte (née en 1962), du 28 juillet 2021 au 7 décembre 2022.
- Philippines :
  - Gloria Macapagal-Arroyo (née en 1947), du 30 juin 1998 au 20 janvier 2001 ;
  - Leni Robredo (née en 1964), du 30 juin 2016 au 30 juin 2022.
  - Sara Duterte (née en 1978), depuis le 30 juin 2022.
- République dominicaine : 
  - Milagros Ortiz Bosch (née en 1936), du 16 août 2000 au 16 août 2004 ;
  - Margarita Cedeño de Fernández (née en 1965), du 16 août 2012 au 16 août 2020 ;
  - Raquel Peña (née en 1966), depuis le 16 août 2020.
- Salvador : Ana Vilma de Escobar (née en 1954), du 1er juin 2004 au 1er juin 2009.
- Syrie : Nadjah Attar (née en 1933), du 23 mars 2006 au 8 décembre 2024.
- Taïwan : 
  - Annette Lu (née en 1944), du 20 mai 2000 au 20 mai 2008 ;
  - Hsiao Bi-khim (née en 1971), depuis le 20 mai 2024.
- Tanzanie : Samia Suluhu (née en 1960), du 5 novembre 2015 au 19 mars 2021.

- Uruguay : 

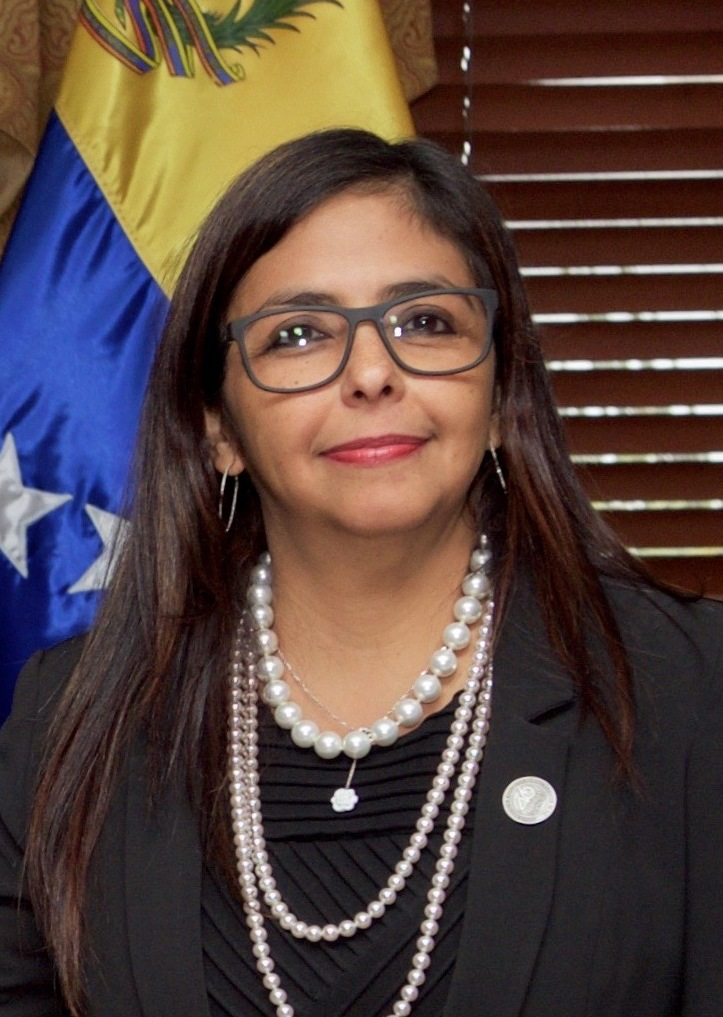
Delcy Rodríguez, vice-présidente du Venezuela depuis 2018.

  - Lucía Topolansky (née en 1944), du 13 septembre 2017 au 1er mars 2020 ;
  - Beatriz Argimón (née en 1961), du 1er mars 2020 au 1er mars 2025 ;
  - Carolina Cosse (née en 1961), depuis le 1er mars 2025.
- Venezuela : 
  - Adina Bastidas (née en 1943), du 24 décembre 2000 au 13 janvier 2002 ;
  - Delcy Rodríguez (née en 1970), depuis le 14 juin 2018.
- Vietnam : 
  - Nguyễn Thị Bình (née en 1927), du 10 septembre 1992 au 8 août 2002 ;
  - Trương Mỹ Hoa (née en 1945), du 25 juillet 2002 au 25 juillet 2007 ;
  - Nguyễn Thị Doan (née en 1951), du 25 juillet 2007 au 8 avril 2016 ;
  - Đặng Thị Ngọc Thịnh (née en 1959), du 8 avril 2016 au 6 avril 2021 ;
  - Võ Thị Ánh Xuân (née en 1970), depuis le 6 avril 2021.
- Zambie : 
  - Inonge Wina (née en 1941), du 26 janvier 2015 au 24 août 2021 ;
  - Mutale Nalumango (née en 1955), depuis le 24 août 2021.
- Zimbabwe : Joice Mujuru (née en 1955), du 6 décembre 2004 au 8 décembre 2014.

## Membres de gouvernement

### Vice-Premières ministres
- Albanie :

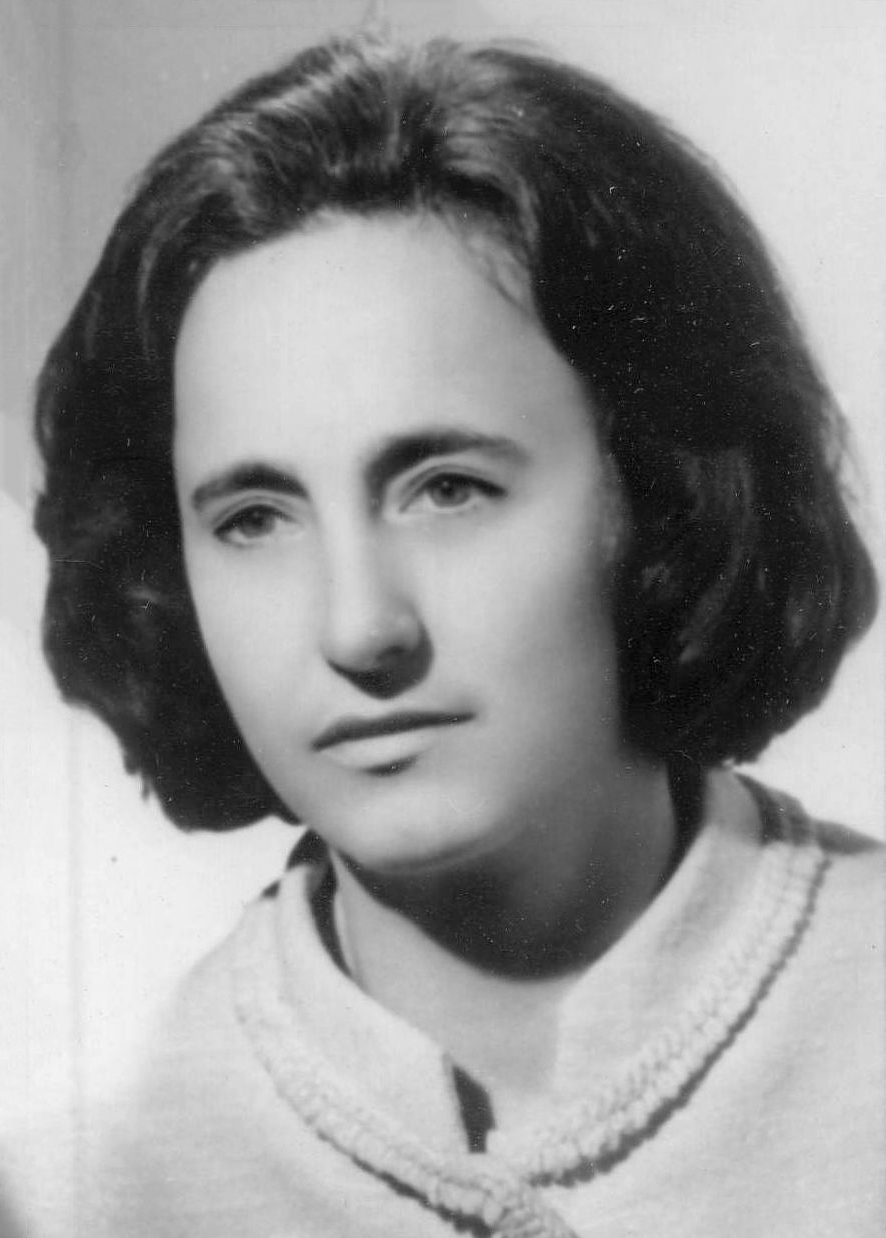
Elena Ceaușescu, fut vice-Première ministre sous la présidence de son époux Nicolae (en Roumanie, entre 1987 et 1989).

  - Ermelinda Meksi (née en 1957), en 2003 ;
  - Ledina Mandia (née en 1974), en 2017 ;
  - Senida Mesi (née en 1977), entre 2017 et 2019.
  - Belinda Balluku (née en 1973), depuis 2022.
- Australie : Julia Gillard (née en 1961), de 2007 à 2010.
- Autriche : Susanne Riess-Passer (née en 1961), entre 2000 et 2003.
- Bahamas : Cynthia A. Pratt (née en 1945), entre 2002 et 2007.
- Bangladesh : Matia Chowdhury (née en 1942), de 2009 à 2013.
- Belgique :
  - Isabelle Durant (née en 1954), entre 1999 et 2003 ;
  - Freya Van den Bossche (née en 1973), entre 2005 et 2007.
  - Laurette Onkelinx (née en 1958), entre 1997 et 2007 et depuis 2008 ;
  - Joëlle Milquet (née en 1961), entre 2008 et 2014 ;
- Bulgarie :
  - Deïana Kostadinova (née en 1971), en 2013 ;
  - Iliyana Tsanova (née en 1976), en 2013 et en 2014 ;
  - Roumiana Bǎtchvarova (née en 1959), entre 2014 et 2017 ;
  - Meglena Kouneva (née en 1957), entre 2014 et 2017 ;
  - Zornitsa Roussinova, entre 2016 et 2017 ;
  - Malina Krumova (née en 1976), en 2017 ;
  - Denitsa Zlateva (née en 1975), en 2017.
  - Ekaterina Zakharieva (née en 1975), en 2013, en 2014 et de 2017 à 2021.
  - Marijana Nikołowa (née en 1975), de 2018 à 2021.
- Cambodge : Men Sam An, de 2008 à 2023.
- Canada :
  - Sheila Copps (née en 1952), de 1993 à 1997 ;
  - Anne McLellan (née en 1950), de 2003 à 2006 ;
  - Chrystia Freeland (née en 1968), de 2019 à 2024.
- Cap-Vert : Cristina Fontes Lima (née en 1958), de 2011 à 2016.
- Chine :
  - Liu Yandong (née en 1945), de 2013 à 2018 ;
  - Sun Chunlan (née en 1950), de 2018 à 2023.
- Corée du Nord :
  - Kim Rak-hui (1933-2013), de 2010 à 2012 ;
  - Han Kwang-bok (née en 1946), de 2010 à 2012.
- Croatie :
  - Željka Antunović (née en 1955, de 2002 à 2003 ;
  - Jadranka Kosor (née en 1953), de 2003 à 2009 ;
  - Đurđa Adlešič (née en 1960), de 2008 à 2010 ;
  - Milanka Opačić (née en 1968), de 2011 à 2016 ;
  - Martina Dalić (née en 1967), de 2016 à 2018 ;
  - Marija Pejčinović Burić (née en 1963), de 2017 à 2019 ;
  - Anja Šimpraga (née en 1987), de 2022 à 2024.
- Espagne :
  - María Teresa Fernández de la Vega (née en 1949), de 2004 à 2010 ;
  - Elena Salgado (née en 1949, de 2009 à 2011 ;
  - Soraya Sáenz de Santamaría (née en 1971), de 2011 à 2018 ;
  - Carmen Calvo (née en 1957), de 2018 à 2021 ;
  - Nadia Calviño (née en 1968), entre 2020 et 2023 ;
  - Teresa Ribera (née en 1969), de 2020 à 2024;
  - Yolanda Díaz (née en 1971), depuis 2021 ;
  - María Jesús Montero (née en 1966), depuis 2023 ;
  - Sara Aagesen (née en 1976), depuis 2024.
- Finlande :
  - Jutta Urpilainen (née en 1975), de 2011 à 2014 ;
  - Katri Kulmuni (née en 1987), de 2019 à 2020 ;
  - Annika Saarikko (née en 1983), de 2020 à 2023 ;
  - Riikka Purra (née en 1977), depuis 2023.
- Géorgie :
  - Eka Tkechelachvili (née en 1977), de 2010 à 2012 ;
  - Tea Tsouloukiani (née en 1975), de 2019 à 2020.
- Guinée : Penda Diallo, depuis 2010.
- Guinée-Bissau : Adiato Djaló Nandigna, de 2008 à 2012.
- Guyana : Viola Burnham (1930-2003), de 1985 à 1991.
- Irlande :
  - Joan Burton (née en 1949), de 2014 à 2016 ;
  - Frances Fitzgerald (née en 1950), de 2016 à 2017.
- Israël : Tzipi Livni (née en 1958), de 2006 à 2009.
- Kazakhstan : Dariga Nazarbaïeva (née en 1963), de 2015 à 2016.
- Kirghizistan :
  - Elvira Sarïeva (née en 1975), en 2014.
  - Damira Niyazalieva (née en 1960), jusqu'en 2015 ;
  - Gulmira Kudaiberdiyeva (née en 1966), de 2015 à 2016 ;
  - Cholpon Sultanbekova, (née en 1969), de 2016 à 2018.
  - Tazhikan Kalimbetova (née en 1959), en 2009 ;
  - Uktomkhan Abdullaeva (née en 1949), en 2009 et 2010.
- Kosovo :
  - Mimoza Kusari Lila, de 2011 à 2013 ;
  - Edita Tahiri (née en 1956), de 2011 à 2014.
- Liban : Zeina Akar (née en 1964), de 2020 à 2021.
- Luxembourg :
  - Lydie Polfer (née en 1952), de 1999 à 2004 ;
  - Paulette Lenert (née en 1968), de 2022 a 2023.
- Macédoine du Nord : Slavica Grkovska (née en 1970), depuis le 16 janvier 2022.
- Madagascar : Cécile Manorohanta, de 2009 à 2011.
- Maurice : Leela Devi Dookun-Lutchoomun (née en 1961), depuis 2019.
- Moldavie :
  - Tatiana Potîng, de 2013 à 2015 ;
  - Natalia Gherman, de 2013 à 2016 ;
  - Cristina Lesnic, en 2020 ;
  - Olga Cebotari, de 2020 à 2021.
- Namibie :
  - Libertine Amathila (née en 1940), de 2005 à 2010 ;
  - Netumbo Nandi-Ndaitwah (née en 1952), de 2015 à 2024.
- Népal : Sujata Koirala, de 2009 à 2011.
- Pays-Bas :
  - Els Borst (1932-2014), de 1994 à 2002 ;
  - Kajsa Ollongren (née en 1967), de 2017 à 2019 ;
  - Carola Schouten (née en 1977), de 2017 à 2024 ;
  - Sigrid Kaag (née en 1961), de 2022 à 2024 ;
  - Karien van Gennip (née en 1968), de 2023 à 2024 ;
  - Fleur Agema (née en 1976), depuis 2024 ;
  - Sophie Hermans (née en 1981), depuis 2024 ;
  - Mona Keijzer (née en 1968), depuis 2024.
- Pologne :
  - Izabela Jaruga-Nowacka (1950-2010), de 2004 à 2005 ;
  - Teresa Lubińska (née en 1952), de 2005 à 2006 ;
  - Zyta Gilowska (1949-2016), de 2006 à 2007 ;
  - Elżbieta Bieńkowska (née en 1964), de 2013 à 2014 ;
  - Beata Szydło (née en 1963), de 2017 à 2019 ;
  - Jadwiga Emilewicz (née en 1974), en 2020.
- République tchèque : Vlasta Parkanová (née en 1951), en 2009.
- Roumanie :
  - Ana Pauker (1893-1960), entre 1949 et 1952 ;
  - Elena Ceaușescu (1916-1989), entre 1987 et 1989.
  - Csilla Hegedüs, en 2014 ;
  - Sevil Shhaideh (née en 1966), en 2017 ;
  - Grațiela Gavrilescu (née en 1964), de 2017 à 2019 :
  - Ana Birchall (née en 1983), de 2018 à 2019 et en 2019 (intérim) ;
  - Raluca Turcan (née en 1976), de 2019 à 2020.
- Royaume-Uni : 
  - Thérèse Coffey (née en 1971), en 2022 ;
  - Angela Rayner (née en 1980), depuis 2024.
- Russie :
  - Olga Golodets (née en 1962), de 2012 à 2020 ;
  - Tatiana Golikova (née en 1966), depuis 2018 ;
  - Victoria Abramtchenko (née en 1975), depuis 2020.
- Saint-Vincent-et-les-Grenadines : Girlyn Miguel (née en 1948), de 2010 à 2015.
- Sénégal :
  - Ndèye Tické Ndiaye Diop, de 2009 à 2020 ;
  - Awa Ndiaye, en 2010.
- Serbie :
  - Verica Kalanović (née en 1954), de 2011 à 2012 ;
  - Suzana Grubješić (née en 1963), de 2012 à 2013 ;
  - Kori Udovički (née en 1961), de 2014 à 2016 ;
  - Zorana Mihajlović (née en 1970), de 2020 à 2022 ;
  - Maja Gojković (née en 1963), de 2020 à 2022.
- Slovénie :
  - Ljudmila Novak (née en 1959), entre 2012 et 2013 ;
  - Violeta Bulc (née en 1964), en 2014 ;
  - Alenka Bratušek (née en 1970), de 2018 à 2020 ;
  - Aleksandra Pivec (née en 1972), en 2020 ;
  - Tanja Fajon (née en 1971), depuis 2022.
- Slovaquie :
  - Katarína Tóthová (née en 1940), entre 1994 et 1998 ;
  - Viera Petríková (née en 1957), entre 2009 et 2010 ;
  - Veronika Remišová (née en 1976), entre 2020 et 2023.
- Suède :
  - Åsa Romson (née en 1972), entre 2014 et 2016 ;
  - Margot Wallström (née en 1954), entre 2014 et 2019 ;
  - Isabella Lövin (née en 1963), de 2016 à 2021 ;
  - Ebba Busch (née en 1987), depuis 2022.
- Taïwan : Tsai Ing-wen (née en 1956), entre 2006 et 2007.
- Tatarstan : Zilia Valeïeva (née en 1952), entre 2001 et 2012.
- Tchéquie :
  - Vlasta Parkanová (née en 1951), en 2009 ;
  - Karolína Peake (née en 1975), de 2011 à 2013 ;
  - Alena Schillerová (née en 1964), de 2019 à 2021.
- Timor oriental : Armanda Berta dos Santos, de 2020 à 2023.
- Ukraine :
  - Ivanna Klympouch-Tsintsadzé (née en 1972), de 2016 à 2019 ;
  - Iryna Verechtchouk (née en 1979), depuis 2021.
- Zimbabwe : Thokozani Khupe (née en 1963), entre 2009 et 2013.

### Ministres de la Défense
- Afrique du Sud :

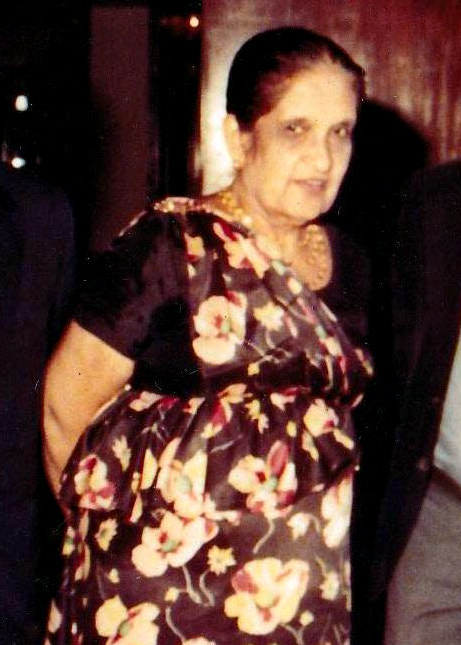
Sirimavo Bandaranaike, première femme ministre de la Défense (au Sri Lanka, entre 1960 et 1965).

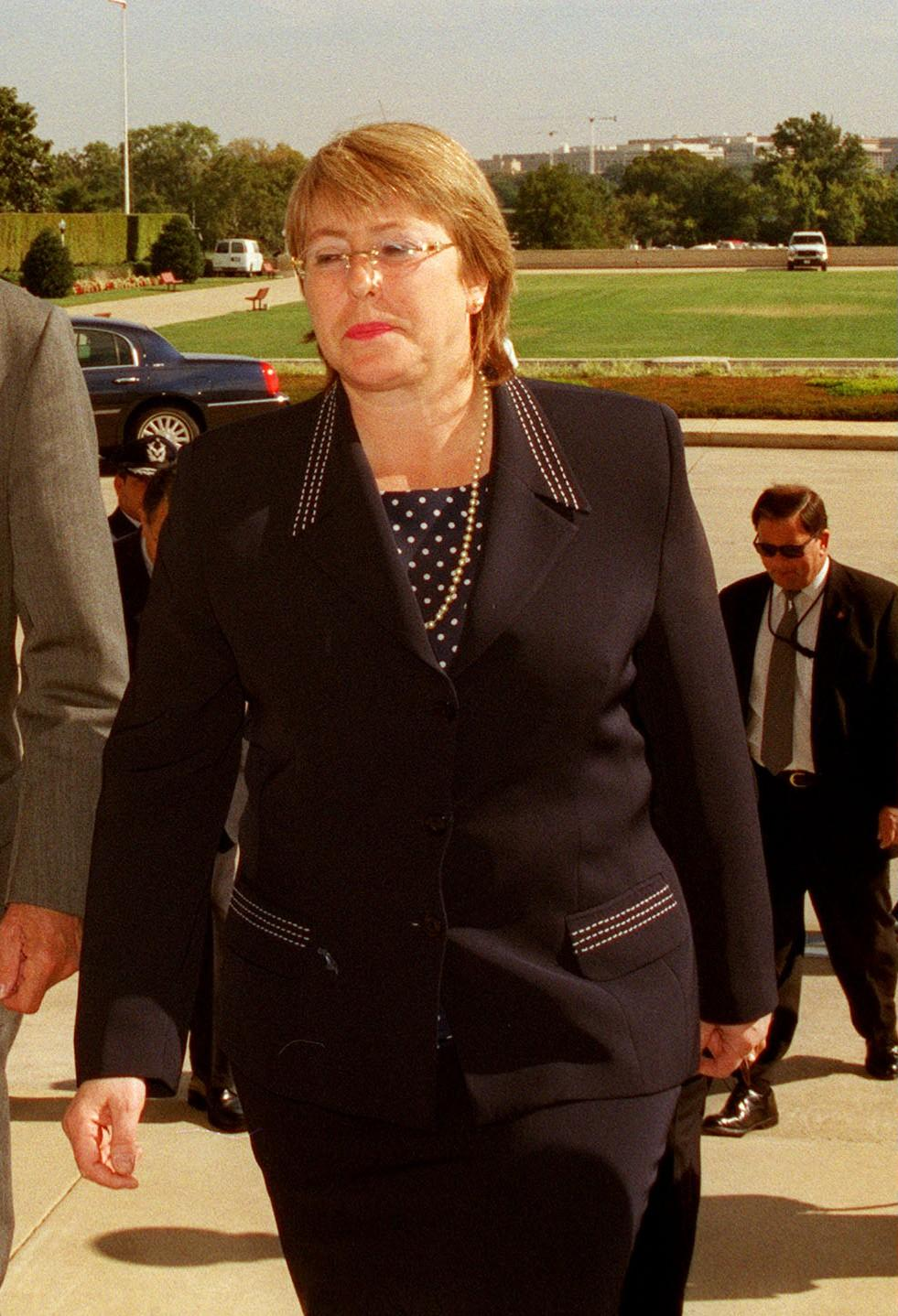
Michelle Bachelet, première femme ministre de la Défense en Amérique du Sud (2002).

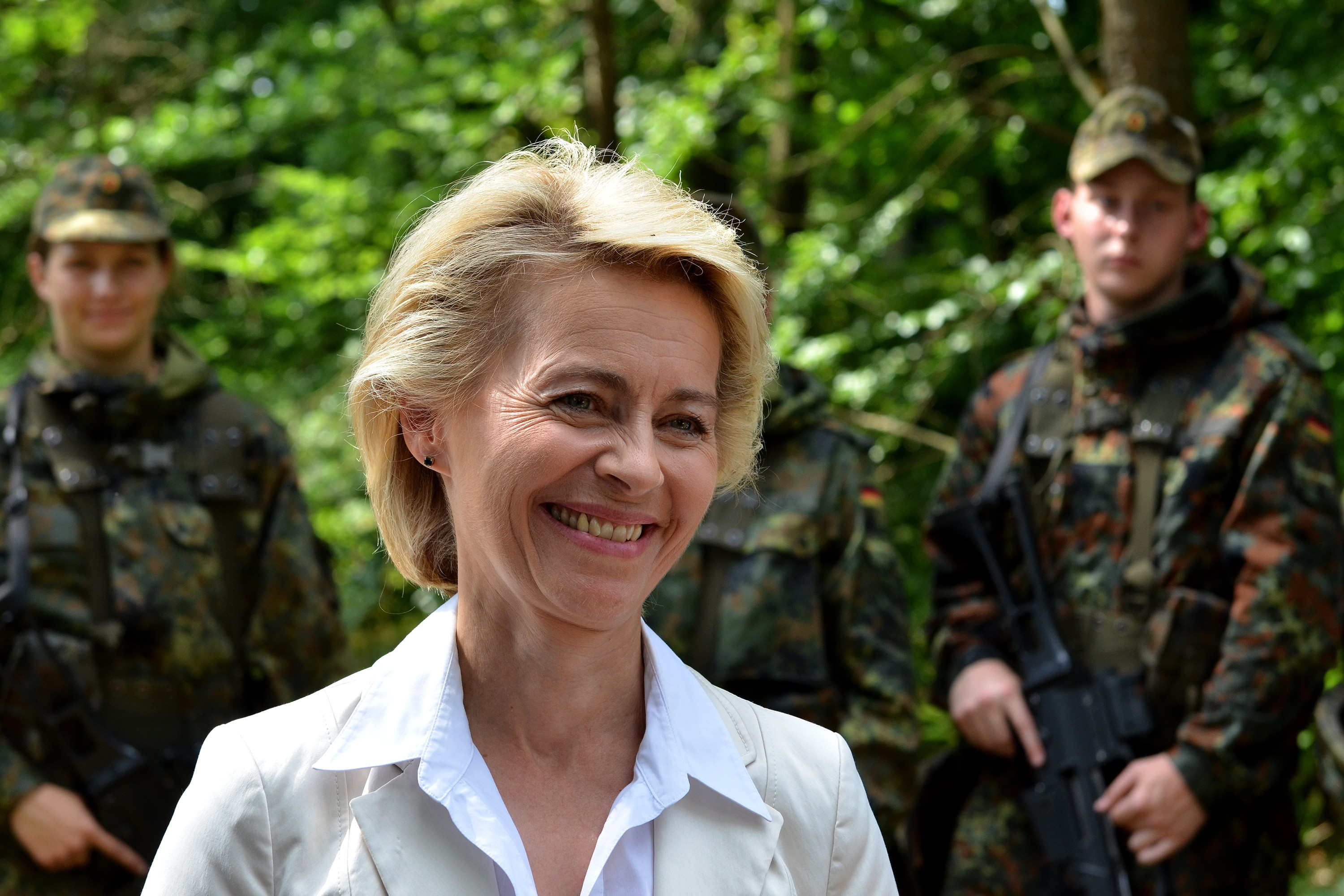
Ursula von der Leyen, ministre de la Défense en Allemagne de 2013 à 2019.

  - Lindiwe Sisulu (née en 1954), de 2009 à 2012 ;
  - Nosiviwe Mapisa-Nqakula (née en 1956), de 2012 à 2021 ;
  - Thandi Modise (née en 1959), de 2021 à 2024 ;
  - Angie Motshekga (née en 1955), depuis 2024.
- Albanie :
  - Mimi Kodheli (née en 1964), de 2013 à 2017 ;
  - Olta Xhaçka (née en 1979), de 2017 à 2020.
- Allemagne :
  - Ursula von der Leyen (née en 1958), de 2013 à 2019 ;
  - Annegret Kramp-Karrenbauer (née en 1962), de 2019 à 2021 ;
  - Christine Lambrecht (née en 1965), de 2021 à 2023.
- Argentine : Nilda Garré (née en 1945), de 2005 à 2010.
- Australie :
  - Marise Payne (née en 1964), de 2015 à 2018 ;
  - Linda Reynolds (née en 1965), de 2019 à 2021.
- Autriche : Klaudia Tanner (née en 1970), depuis 2020.
- Bangladesh :
  - Khaleda Zia (née en 1945), de 1991 à 1996 et de 2001 à 2006 ;
  - Sheikh Hasina (née en 1945), de 1996 à 2001 et depuis 2009.
- Belgique : Ludivine Dedonder, depuis 2020.
- Belize : Sylvia Flores, de 2003 à 2004.
- Bolivie : María Chacón Rendón (née en 1976), en 2011.
- Bosnie-Herzégovine : Marina Pendeš (née en 1964), en 2007 (par intérim) et de 2015 à 2019.
- Botswana : Lesego Motsumi (1964-2023), de 2010 à 2011.
- République centrafricaine : Marie-Noëlle Koyara, en 2015 et de 2017 à 2021.
- Canada :
  - Mary Collins (née en 1940), de 1989 à 1993 ;
  - Kim Campbell (née en 1947), en 1993 ;
  - Anita Anand (née en 1967), depuis 2021.
- Cap-Vert : Cristina Fontes Lima (née en 1958), de 2006 à 2011.
- Chili :
  - Michelle Bachelet (née en 1952), de 2002 à 2004 ;
  - Vivianne Blanlot (née en 1956), de 2006 à 2007 ;
  - Maya Fernández (née en 1971), depuis 2022.
- Colombie : Marta Lucía Ramírez (née en 1954), de 2002 à 2003.
- Croatie : Željka Antunović (née en 1955), de 2002 à 2003.
- Danemark :
  - Gitte Lillelund Bech (née en 1969), de 2010 à 2011 ;
  - Trine Bramsen (née en 1981), de 2019 à 2022.
- Dominique, Eugenia Charles (1916-2005), de 1985 à 1990.
- Équateur :
  - Guadalupe Larriva (1956-2007), en 2007 ;
  - Lorena Escudero, en 2007 ;
  - María Fernanda Espinosa (née en 1964), de 2012 à 2014.
- Espagne :
  - Carme Chacón, (1971-2017), de 2008 à 2011 ;
  - María Dolores de Cospedal (née en 1965), de 2016 à 2018 ;
  - Margarita Robles (née en 1956), depuis 2018 ;
- Éthiopie : Aisha Mohammed Mussa, de 2018 à 2019 et depuis 2024.
- Finlande :
  - Elisabeth Rehn (née en 1935), de 1990 à 1995 ;
  - Anneli Taina (née en 1951), de 1995 à 1999.
- France :
  - Michèle Alliot-Marie (née en 1946), de 2002 à 2007 ;
  - Sylvie Goulard (née en 1964), en 2017 ;
  - Florence Parly (née en 1953), de 2017 à 2022.
- Gabon : Angélique Ngoma, de 2009 à 2011.
- Géorgie : Tina Khidasheli, depuis 2015.
- Guinée-Bissau : Filomena Mascarenhas Tipote (née en 1969), de 2003 à 2004.
- Italie :
  - Roberta Pinotti (née en 1961), de 2014 à 2018 ;
  - Elisabetta Trenta (née en 1967), de 2018 à 2019.
- Inde :
  - Indira Gandhi (1917-1984), en 1977 et de 1980 à 1982 ;
  - Nirmala Sitharaman (née en 1959), de 2017 à 2019.
- Jamaïque : Portia Simpson-Miller (née en 1946), de 2006 à 2007.
- Japon :
  - Yuriko Koike (née en 1952), en 2007 ;
  - Tomomi Inada (née en 1959), de 2016 à 2017.
- Kenya :
  - Raychelle Omamo (née en 1962), de 2013 à 2020 ;
  - Monica Juma (née en 1963), de 2020 à 2021.
- Lettonie :
  - Linda Abu Meri (née en 1970), en 2006 ;
  - Ināra Mūrniece (née en 1970), de 2022 à 2023.
- Liban : Zeina Akar (née en 1964), de 2020 à 2021.
- Lituanie :
  - Rasa Juknevičienė (née en 1958), de 2008 à 2012 ;
  - Dovilė Šakalienė (née en 1978), depuis 2024.
- Macédoine : 
  - Radmila Šekerinska, (née en 1972), de 2017 à 2022 ;
  - Slavjanka Petrovska (née en 1982), depuis 2022.
- Madagascar : Cécile Manorohanta, de 2007 à 2009.
- Maldives : Mariya Ahmed Didi, depuis 2018.
- Népal : Bidya Devi Bhandari (née en 1961), de 2009 à 2011.
- Nicaragua :
  - Violeta Barrios de Chamorro (née en 1929), de 1990 à 1997 ;
  - Cristian Matus, en 2000 ;
  - Martha Elena Ruiz Sevilla, depuis 2013.
- Norvège :
  - Eldbjørg Løwer (née en 1943), de 1999 à 2000 ;
  - Kristin Krohn Devold (née en 1961), de 2001 à 2005 ;
  - Anne-Grete Strøm-Erichsen (née en 1949), de 2005 à 2009 ;
  - Grete Faremo née en (1955), de 2009 à 2011 ;
  - Ine Marie Eriksen Søreide (née en 1976), de 2013 à 2017.
- Nouvelle-Zélande : Margaret Austin, de 1989 à 1990.
- Pakistan : Benazir Bhutto (1953-2007), de 1988 à 1990.
- Pays-Bas :
  - Jeanine Hennis-Plasschaert (née en 1973), de 2012 à 2017 ;
  - Ank Bijleveld (née en 1962), de 2017 à 2021 ;
  - Kajsa Ollongren (née en 1967), de 2022 à 2024.
- Philippines : Gloria Macapagal-Arroyo (née en 1947), en 2003, et de 2006 à 2007.
- Royaume-Uni : Penny Mordaunt (née en 1973), en 2019.
- Saint-Marin :
  - Francesca Michelotti (née en 1952), en 2000 ;
  - Emma Rossi (née en 1952), en 2002.
- Sénégal : Mame Madior Boye (née en 1940), en 2002.
- Sao Tomé-et-Principe : Elsa Pinto, de 2008 à 2010.
- Slovénie :
  - Ljubica Jelušič (née en 1960), de 2008 à 2012 ;
  - Andreja Katič (née en 1965), de 2015 à 2018 ;
  - Lilijana Kozlovič (née en 1962), depuis 2020 à 2021.
- Slovaquie : Iveta Radičová, de 2011 à 2012 (par intérim).
- Sri Lanka :
  - Sirimavo Bandaranaike (1916-2000), de 1960 à 1965 et de 1970 à 1977 ;
  - Chandrika Kumaratunga (née en 1945) de 1994 à 2001 et de 2003 à 2005.
- Suède :
  - Lena Hjelm-Wallén (née en 1943), en 2002 ;
  - Leni Björklund (née en 1944), de 2002 à 2006 ;
  - Catharina Elmsäter-Svärd (née en 1965), par intérim, en 2012 ;
  - Karin Enström (née en 1966), de 2012 à 2014.
- Suisse : Viola Amherd (née en 1962), de 2019 à 2025.
- Tanzanie : Stergomena Tax (née en 1960), de 2021 à 2022 puis depuis 2023 ;
- Tchéquie :
  - Vlasta Parkanová (née en 1951), de 2007 à 2009 ;
  - Karolína Peake (née en 1975), en 2012 ;
  - Karla Šlechtová (née en 1977), de 2017 à 2018 ;
  - Jana Černochová (née en 1973), depuis 2021.
- Thaïlande : Yingluck Shinawatra (née en 1967), de 2013 à 2014.
- Uruguay : Azucena Berruti (née en 1929), de 2005 à 2008.
- Zimbabwe : Joice Mujuru (née en 1956), en 2001.

### Ministres des Affaires étrangères
- Afrique du Sud :

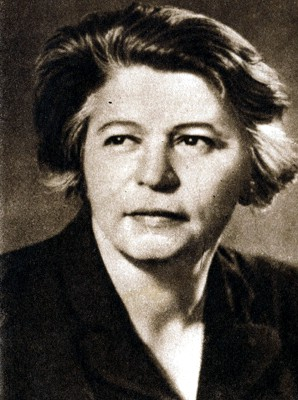
Ana Pauker, première femme ministre des Affaires étrangères (en Roumanie, entre 1947 et 1952).

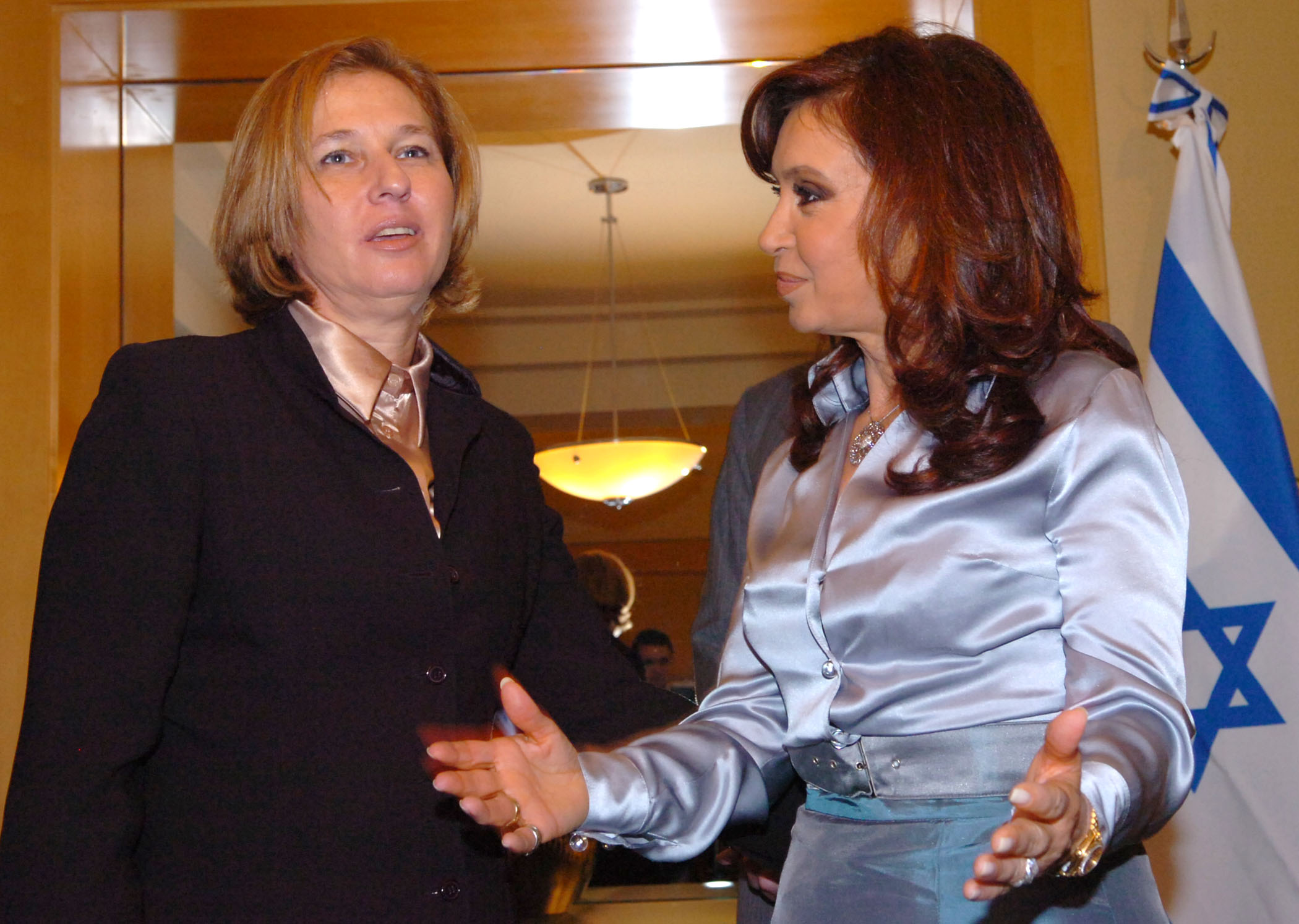
La ministre des Affaires étrangères d’Israël, Tzipi Livni, avec la présidente argentine Cristina Fernández de Kirchner, en septembre 2007.

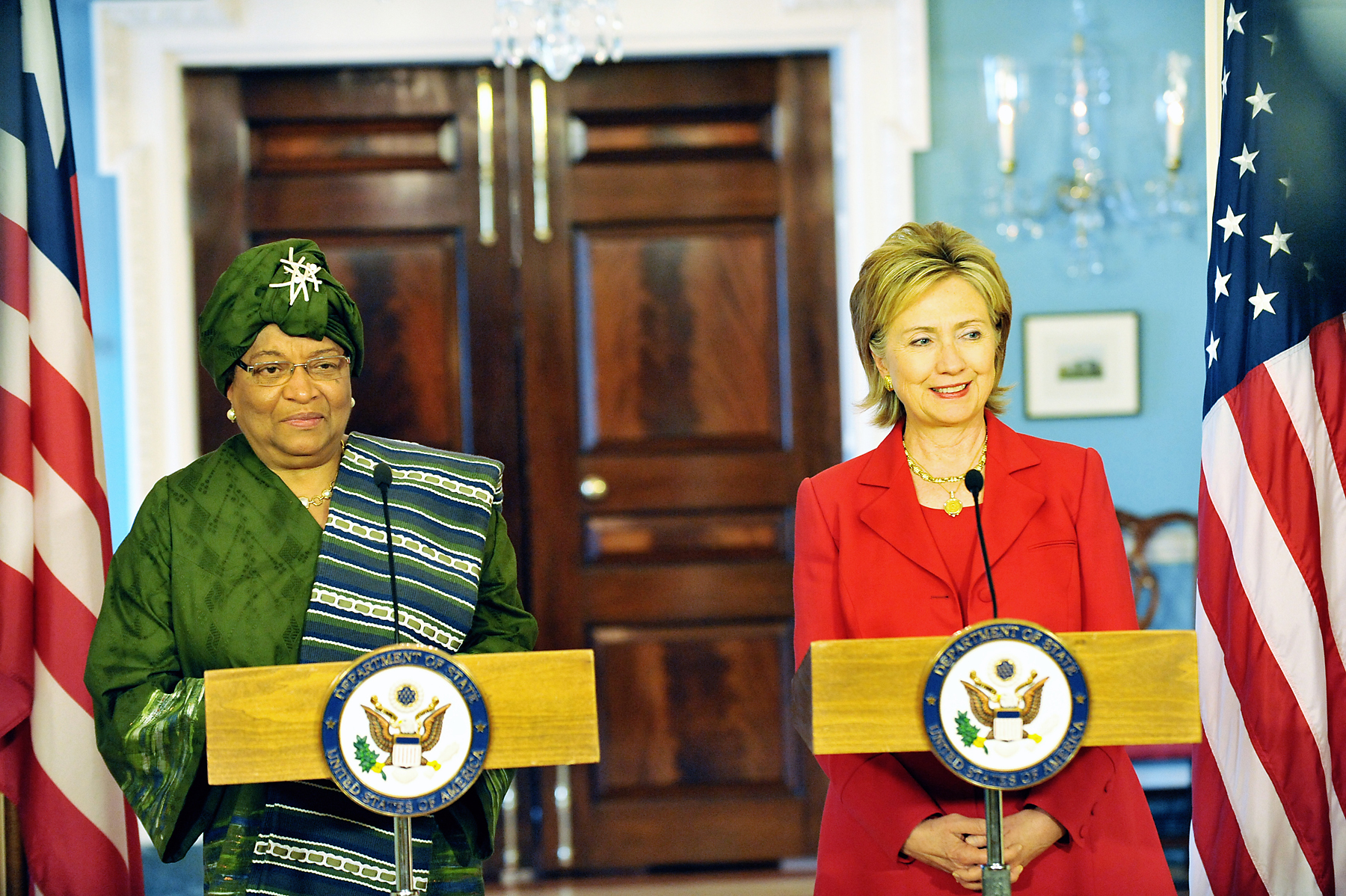
La présidente du Libéria Ellen Johnson Sirleaf avec la secrétaire d’État américaine Hillary Clinton, en avril 2009.

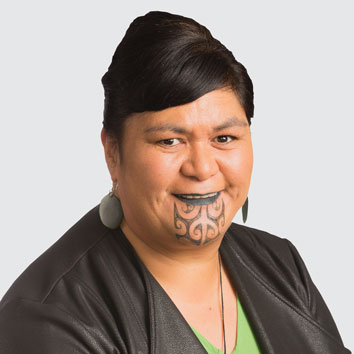
La ministre néo-zélandaise des Affaires étrangères Nanaia Mahuta en 2020, première femme et première maori à occuper ce poste.

  - Nkosazana Dlamini-Zuma (née en 1949), de 1999 à 2009 ;
  - Maite Nkoana-Mashabane (née en 1963), de 2009 à 2018 ;
  - Lindiwe Sisulu (née en 1954), de 2018 à 2019 ;
  - Naledi Pandor (née en 1953), depuis 2019.
- Albanie : 
  - Arta Dade (née en 1953), de 2001 à 2002 ;
  - Olta Xhaçka (née en 1979), de 2021 à 2023.
- Allemagne : Annalena Baerbock (née en 1980), depuis 2021.
- Andorre :
  - Meritxell Mateu i Pi (née en 1966), de 2007 à 2009 ;
  - Maria Ubach Font (née en 1973), de 2017 à 2023.
  - Imma Tor Faus (né en 1966), depuis 2023.
- Antilles néerlandaises : Emily de Jongh-Elhage (née en 1946), de 2006 à 2010.
- Argentine :
  - Susana Ruiz Cerutti (née en 1940), en 1989 ;
  - Susana Malcorra (née en 1954), de 2015 à 2017.
- Australie :
  - Helen Clark (née en 1950), en 2008 ;
  - Julie Bishop (née en 1956), de 2013 à 2018 ;
  - Marise Payne (née en 1964), de 2018 à 2022 ;
  - Penny Wong (née en 1968), depuis 2022.
- Autriche :
  - Benita Ferrero-Waldner (née en 1948), de 2000 à 2004 ;
  - Ursula Plassnik (née en 1956), de 2004 à 2008 ;
  - Karin Kneissl (née en 1965), de 2017 à 2019.
- Azerbaïdjan : 
  - Tahira Tahirova (1913-1991), de 1959 à 1983
  - Elmira Gafarova (1934-1993), de 1983 à 1987.
- Bahamas : Janet Bostwick (née en 1939), de 1994 à 2002.
- Bangladesh : Dipu Moni (née en 1965), de 2009 à 2013.
- Barbade :
  - Billie Miller (née en 1944), de 1994 à 2008 ;
  - Maxine McClean, de 2008 à 2018.
- Belgique :
  - Sophie Wilmès (née en 1975), de 2020 à 2022 ;
  - Hadja Lahbib (née en 1970), depuis 2022.
- Belize : Lisa Shoman (née en 1964), de 2007 à 2008.
- Bénin : Mariam Aladji Boni Diallo (née en 1952), de 2006 à 2007.
- Birmanie : Aung San Suu Kyi (née en 1945), de 2016 à 2021.
- Bolivie : Karen Longaric, de 2019 à 2020.
- Botswana :
  - Gaositwe K.T. Chiepe (née en 1926), de 1985 à 1994 ;
  - Pelonomi Venson-Moitoi, de 2014 à 2018 ;
  - Unity Dow (née en 1959), de 2018 à 2020.
- Bulgarie :
  - Irina Bokova (née en 1952), de 1996 à 1997 ;
  - Nadezhda Neynsky (née en 1962), de 1997 à 2001 ;
  - Roumiana Jeleva (née en 1969), de 2009 à 2010 ;
  - Ekaterina Zakharieva (née en 1975), de 2017 à 2021.
- Burundi : Antoinette Batumubwira (née en 1956), de 2005 à 2009.
- Canada :
  - Flora Isabel MacDonald (née en 1926), de 1979 à 1980 ;
  - Barbara McDougall (née en 1937), de 1991 à 1993 ;
  - Chrystia Freeland (née en 1968), de 2017 à 2019 ;
  - Mélanie Joly (née en 1979), depuis 2021.
- Cap-Vert : Fátima Veiga (née en 1957), de 2002 à 2004.
- République centrafricaine : Sylvie Baïpo-Temon, depuis 2018.
- Chili :
  - Soledad Alvear (née en 1950), de 2000 à 2004 ;
  - Carolina Valdivia (née en 1978), en 2022 (intérim) ;
  - Antonia Urrejola (née en 1968), de 2022 à 2023.
- Chypre : Erató Kozákou-Markoullí (née en 1949), de 2007 à 2008.
- Colombie :
  - Noemí Sanín (née en 1949), de 1991 à 1994 ;
  - María Emma Mejía Vélez (née en 1953), de 1996 à 1998 ;
  - Carolina Barco (née en 1951), de 2002 à 2006 ;
  - María Consuelo Araújo (née en 1971) de 2006 à 2007 ;
  - María Ángela Holguín (née en 1963), de 2010 à 2018 ;
  - Claudia Blum (née en 1954), de 2019 à 2021 ;
  - Marta Lucía Ramírez (née en 1954), de 2021 à 2022.
- Corée du Sud : Kang Kyung-wha (née en 1955), de 2017 à 2021.
- Costa Rica :
  - Epsy Campbell Barr (née en 1963), en 2018.
  - Lorena Aguilar Revelo, de 2018 à 2019 (intérim).
- Côte d'Ivoire : Kandia Camara (née en 1959), depuis 2021.
- Croatie :
  - Kolinda Grabar-Kitarović (née en 1968), de 2005 à 2008 ;
  - Vesna Pusić (née en 1953), de 2011 à 2016 ;
  - Marija Pejčinović Burić (née en 1963), de 2017 à 2019.
- Danemark : Lene Espersen, (née en 1965), de 2010 à 2011.
- Dominique :
  - Eugenia Charles (1919-2005) de 1980 à 1990 ;
  - Francine Baron, de 2014 à 2019.
- Équateur :
  - María Fernanda Espinosa (née en 1964), en 2007 et de 2017 à 2018 ;
  - María Isabel Salvador, de 2007 à 2008.
- Espagne :
  - Ana Palacio (née en 1948), de 2002 à 2004 ;
  - Trinidad Jiménez (née en 1962), de 2010 à 2011 ;
  - Arancha González (née en 1969), entre 2020 et 2021.
- Estonie :
  - Kristiina Ojuland (née en 1966), de 2002 à 2005 ;
  - Keit Pentus-Rosimannus (née en 1976), de 2014 à 2015 ;
  - Marina Kaljurand (née en 1962), de 2015 à 2016 ;
  - Eva-Maria Liimets (née en 1974), de 2021 à 2022.
- États-Unis :
  - Madeleine Albright (née en 1937), de 1997 à 2001 ;
  - Condoleezza Rice (née en 1954), de 2005 à 2009 ;
  - Hillary Clinton (née en 1947), de 2009 à 2013.
- Finlande :
  - Tarja Halonen (née en 1943), de 1995 à 2000 ;
  - Elina Valtonen (née en 1981), depuis 2023.
- France :
  - Michèle Alliot-Marie (née en 1946), de 2010 à 2011 ;
  - Catherine Colonna (née en 1956), de 2022 à 2024.
- Gabon :
  - Pascaline Bongo (née en 1956), de 1991 à 1994 ;
  - Laure Olga Gondjout (née en 1953), en 2008.
- Gambie :
  - Susan Waffa-Ogoo (née en 1960), de 2012 à 2013 ;
  - Neneh MacDouall-Gaye (née en 1957), de 2015 à 2017.
- Géorgie :
  - Salomé Zourabichvili (née en 1952), de 2004 à 2005 ;
  - Eka Tkechelachvili (née en 1977), en 2008 ;
  - Maïa Pandjikidze (née en 1958), de 2012 à 2014 ;
  - Tamar Beroutchachvili (née en 1961), de 2014 à 2015.
- Ghana :
  - Gloria Amon Nikoi (née en 1930), en 1979 ;
  - Hanna Tetteh (née en 1967), de 2013 à 2017 ;
  - Shirley Ayorkor Botchway née en (1963), depuis 2017.
- Grèce : Dóra Bakoyánni (née en 1954), de 2006 à 2009.
- Groenland :
  - Aleqa Hammond (née en 1965), de 2007 à 2009 ;
  - Vivian Motzfeldt (née en 1972), en 2018 ;
  - Ane Lone Bagger depuis 2018.
- Guatemala :
  - Gladys Maritza Ruiz de Vielman (née en 1945), de 1994 à 1995 ;
  - Sandra Jovel (née en 1978), de 2017 à 2020.
- Guinée :
  - Mahawa Bangoura (née en 1947), de 2000 à 2002 ;
  - Fatoumata Kaba (1959-?), de 2005 à 2006 ;
  - Makalé Camara (1959-?), de 2015 à 2017.
- Guinée-Bissau :
  - Hilia Barber (née en 1942), en 1999 ;
  - Antonieta Rosa Gomes (née en 1959), en 2001 ;
  - Filomena Mascarenhas Tipote (née en 1969), de 2001 à 2002 ;
  - Fatoumata Djau Baldé, en 2003 ;
  - Maria da Conceição Nobre Cabral, de 2007 à 2009 ;
  - Adiato Djaló Nandigna, en 2009.
- Guyana : Carolyn Rodrigues (née en 1973), de 2008 à 2015.
- Haïti :
  - Marie-Denise Fabien-Jean-Louis (1944-?), en 1991 ;
  - Claudette Werleigh (née en 1946-), de 1993 à 1995 ;
  - Marie Michèle Rey, de 2009 à 2011.
- Honduras :
  - Patricia Isabel Rodas Baca (née en 1962), en 2009 ;
  - María Dolores Agüero, de 2016 à 2017.
- Hongrie : Kinga Göncz (née en 1947), de 2006 à 2009.
- Inde :
  - Indira Gandhi (1917-1984), de 1967 à 1969 et en 1984 ;
  - Sushma Swaraj (née en 1952), de 2014 à 2019.
- Indonésie : Retno Marsudi (née en 1962), depuis 2014.
- Islande :
  - Valgerður Sverrisdóttir (née en 1950), de 2006 à 2007 ;
  - Ingibjörg Sólrún Gísladóttir (née en 1954), de 2007 à 2009 ;
  - Lilja Dögg Alfreðsdóttir (née en 1973), de 2016 à 2017 ;
  - Þórdís Kolbrún R. Gylfadóttir (née en 1987), de 2021 à 2023 et depuis 2024.
- Israël :
  - Golda Meir (1898-1978), de 1956 à 1966 ;
  - Tzipi Livni (née en 1958), de 2006 à 2009.
- Italie :
  - Susanna Agnelli (1922-2009), de 1995 à 1996 ;
  - Emma Bonino (née en 1948), de 2013 à 2014 ;
  - Federica Mogherini (née en 1973), en 2014.
- Jamaïque : Kamina Johnson Smith, depuis 2016.
- Japon :
  - Makiko Tanaka (née en 1944), de 2001 à 2002 ;
  - Yoriko Kawaguchi (née en 1941), de 2002 à 2004 ;
  - Yōko Kamikawa (née en 1953), de 2023 à 2024.
- Kazakhstan : Akmaral Arystanbekova (née en 1948), de 1989 à 1991.
- Kenya :
  - Amina Mohamed (née en 1961), de 2013 à 2018 ;
  - Monica Juma (née en 1963), de 2018 à 2020 ;
  - Raychelle Omamo (née en 1962), de 2020 à 2022.
- Kirghizistan : Roza Otounbaïeva (née en 1950), de 1994 à 1997 et en 2005.
- Laos : Khamphao Ernthavanh (née en 1961), de 2017 à 2019.
- Lettonie :
  - Sandra Kalniete (née en 1952), de 2002 à 2004 ;
  - Helena Demakova (née en 1959), par intérim en 2007 ;
  - Baiba Braže (née en 1966), depuis 2024.
- Liban : Zeina Akar (née en 1964), en 2021.
- Liberia :
  - Dorothy Musuleng-Cooper (1930-2009), de 1994 à 1995 ;
  - Olubanke King-Akerele, (née en 1946), de 2007 à 2010.
- Libye : Najla Mangoush, de 2021 à 2023.
- Liechtenstein :
  - Andrea Willi (née en 1955), de 1993 à 2001 ;
  - Rita Kieber-Beck (née en 1958), de 2005 à 2009 ;
  - Aurelia Frick (née en 1975), de 2009 à 2019 ;
  - Katrin Eggenberger (née en 1982), de 2019 à 2021 ;
  - Dominique Hasler (née en 1978), depuis 2021.
- Lituanie : Leokadija Dirzinskaite (née en 1921), de 1960 à 1961 et de 1961 à 1976.
- Luxembourg :
  - Colette Flesch (née en 1937), de 1980 à 1984 ;
  - Lydie Polfer (née en 1952), de 1999 à 2004.
- Macédoine : Ilinka Mitreva (née en 1950), en 2001 et de 2002 à 2006.
- Madagascar :
  - Lila Hanitra Ratsifandrihamanana (née en 1959), de 1998 à 2002 ;
  - Yvette Sylla, en 2011 ;
  - Arisoa Razafitrimo, de 2014 à 2015 ;
  - Béatrice Attalah, de 2015 à 2017.
- Malawi :
  - Lilian Patel (née en 1951), de 2000 à 2004 ;
  - Joyce Banda (née en 1954), de 2006 à 2009 ;
  - Etta Banda, de 2009 à 2011.
- Mali :
  - Sy Kadiatou Sow (née en 1955), en 1994 ;
  - Kamissa Camara (née en 1983), de 2018 à 2019.
- Mauritanie : Naha Mint Mouknass, de 2009 à 2011.
- Moldavie : Natalia Gherman (née en 1969), de 2013 à 2016.
- Mexique :
  - Rosario Green (née en 1941), de 1998 à 2000 ;
  - Patricia Espinosa (née en 1958), de 2006 à 2012 ;
  - Claudia Ruiz Massieu (née en 1972), de 2015 à 2017.
  - Alicia Bárcena Ibarra (née en 1952), de 2023 à 2024.
- Monaco : Isabelle Berro-Amadeï (née en 1965), depuis 2022.
- Mongolie :
  - Nyam-Osoryn Tuyaa (née en 1958), de 1998 à 2000 ;
  - Sanjaasuren Oyun (née en 1964), de 2007 à 2008.
- Mozambique :
  - Alcinda Abreu (née en 1953), de 2005 à 2008.
  - Verónica Macamo, (née en 1957), depuis 2020.
- Namibie : Netumbo Nandi-Ndaitwah, de 2012 à 2024.
- Népal :
  - Sahana Pradhan (née en 1932), de 2007 à 2008 ;
  - Sujata Koirala, de 2009 à 2010.
- Niger :
  - Aïchatou Mindaoudou (née en 1959), de 1999 à 2000 et de 2001 à 2010 ;
  - Aminatou Maïga Touré, de 2010 à 2015 ;
  - Aïchatou Kané Boulama (née en 1955), de 2015 à 2016.
- Nigeria :
  - Ngozi Okonjo-Iweala (née en 1954), en 2006 ;
  - Joy Ogwu (née en 1946), de 2006 à 2007.
- Nouvelle-Zélande : Nanaia Mahuta (née en 1970), de 2020 à 2023.
- Norvège :
  - Ine Marie Eriksen Søreide (née en 1976), de 2017 à 2021.
  - Anniken Huitfeldt (née en 1969), de 2021 à 2023.
- Ouganda : Elizabeth Rukidi Nyabongo (née en 1936), en 1974.
- Ouzbékistan : Shahlo Makhmudova, de 1991 à 1992.
- Pakistan : Hina Rabbani Khar (née en 1977), de 2011 à 2013.
- Panama :
  - Isabel de Saint Malo (née en 1968), de 2014 à 2019 ;
  - Erika Mouynes (née en 1977), de 2020 à 2022 ;
  - Janaina Tewaney (née en 1984), depuis 2022.
- Paraguay : Leila Rachid de Cowles (née en 1955), de 2003 à 2006.
- Pays-Bas : 
  - Sigrid Kaag (née en 1961), par intérim en 2018 et de plein exercice en 2021 ;
  - Liesje Schreinemacher (née en 1983), par intérim en 2023 ;
  - Hanke Bruins Slot (née en 1977), de 2023 à 2024.
- Pérou :
  - Eda Rivas (née en 1952), de 2013 à 2014 ;
  - Ana María Sánchez de Ríos, de 2015 à 2016 ;
  - Cayetana Aljovín (née en 1966), en 2018 ;
  - Elizabeth Astete (née en 1952), de 2020 à 2021 ;
  - Ana Gervasi, depuis 2022.
- Philippines : Gloria Macapagal-Arroyo (née en 1947), en 2002 et en 2003.
- Pologne : Anna Fotyga (née en 1957), de 2006 à 2007.
- Portugal : Teresa Patrício Gouveia (née en 1946), de 2003 à 2004.
- République démocratique du Congo : 
  - Ekila Liyonda (1948-2006), de 1987 à 1988 (le pays s'appelait alors le Zaïre) ;
  - Marie Tumba Nzeza de 2019 à 2021 ;
  - Thérèse Kayikwamba Wagner depuis 2024.
- Roumanie :
  - Ana Pauker (1893-1960), de 1947 à 1952 ;
  - Ramona Mănescu (née en 1972), en 2019.
- Royaume-Uni :
  - Margaret Beckett (née en 1943), de 2006 à 2007 ;
  - Liz Truss (née en 1975), de 2021 à 2022.
- Rwanda :
  - Rosemary Museminali (née en 1962), de 2005 à 2009 ;
  - Louise Mushikiwabo (née en 1957), de 2009 à 2018.
- Saint-Marin : Antonella Mularoni (née en 1961), de 2008 à 2012.
- Salvador :
  - María Eugenia Brizuela de Ávila (née en 1956), de 1999 à 2004 ;
  - Marisol Argueta de Barillas (née en 1968), de 2008 à 2009 ;
  - Alexandra Hill Tinoco, depuis 2019.
- Sao Tomé-et-Principe :
  - Maria do Nascimento da Graça Amorim, de 1978 à 1986 ;
  - Alda Bandeira (née en 1949), de 1991 à 1993 et en 2002 ;
  - Natália Pedro da Costa Umbelina Neto, de 2012 à 2014 ;
  - Elsa Pinto, de 2018 à 2020 ;
  - Edite Ten Juá (née en 1972), depuis 2020.
- Sénégal : Aïssata Tall Sall (née en 1957), de 2020 à 2023.
- Serbie : Ana Brnabić (née en 1975, en 2020.
- Seychelles : Danielle de Saint-Jorre (1941-1997), de 1989 à 1997.
- Sierra Leone :
  - Shirley Gbujama (née en 1936), de 1996 à 1997 ;
  - Zainab Bangura (née en 1959), de 2007 à 2010.
  - Nabeela Tunis, depuis 2019.
- Slovaquie : Zdenka Kramplová (née en 1957), de 1997 à 1998.
- Slovénie : Tanja Fajon (née en 1971), depuis 2022.
- Somaliland : Edna Adan Ismaïl (née en 1937), de 2003 à 2006.
- Soudan : Asma Mohamed Abdallah (née en 1946), depuis 2019.
- Suède :
  - Karin Söder (1928-2015), de 1976 à 1978 ;
  - Margaretha af Ugglas (née en 1939), 1991 à 1994 ;
  - Lena Hjelm-Wallén (née en 1943), de 1994 à 1998 ;
  - Anna Lindh (1957-2003), de 1998 à 2003 ;
  - Laila Freivalds (née en 1942), de 2003 à 2006 ;
  - Carin Jämtin (née en 1964), en 2006 ;
  - Margot Wallström (née en 1954), de 2014 à 2019 ;
  - Ann Linde (née en 1961), de 2019 à 2022 ;
  - Maria Malmer Stenergard (née en 1981), depuis 2024.
- Suisse : Micheline Calmy-Rey (née en 1945), de 2003 à 2011.
- Suriname :
  - Marie Levens (née en 1950), de 2000 à 2005 ;
  - Lygia Kraag-Keteldijk (née en 1941), de 2005 à 2010.
- Tanzanie :
  - Asha-Rose Migiro (née en 1956), de 2006 à 2007 ;
  - Augustine Mahiga, de 2015 à 2019 ;
  - Stergomena Tax (née en 1960), de 2022 à 2023.
- Tibet : 
  - Dicki Chhoyang (née en 1966), de 2011 à 2016 ;
  - Norzin Dolma (née en 1975), depuis 2021.
- Timor oriental : Adaljíza Magno (née en 1975), en 2007.
- Tonga : Fekitamoeloa 'Utoikamanu, de 2021 à 2024.
- Trinité-et-Tobago : Paula Gopee-Scoon (née en 1958), de 2007 à 2010.
- Turquie : Tansu Çiller (née en 1946), de 1996 à 1997.
- Tunisie : Selma Ennaifer (née en 1977), par intérim, en 2020.
- Venezuela : Delcy Rodríguez (née en 1970), de 2014 à 2017.
- Vietnam : Nguyễn Thị Bình (née en 1927), de 1975 à 1976.

### Ministres de l'Intérieur ou chargées de la Sécurité publique
- Afrique du Sud :

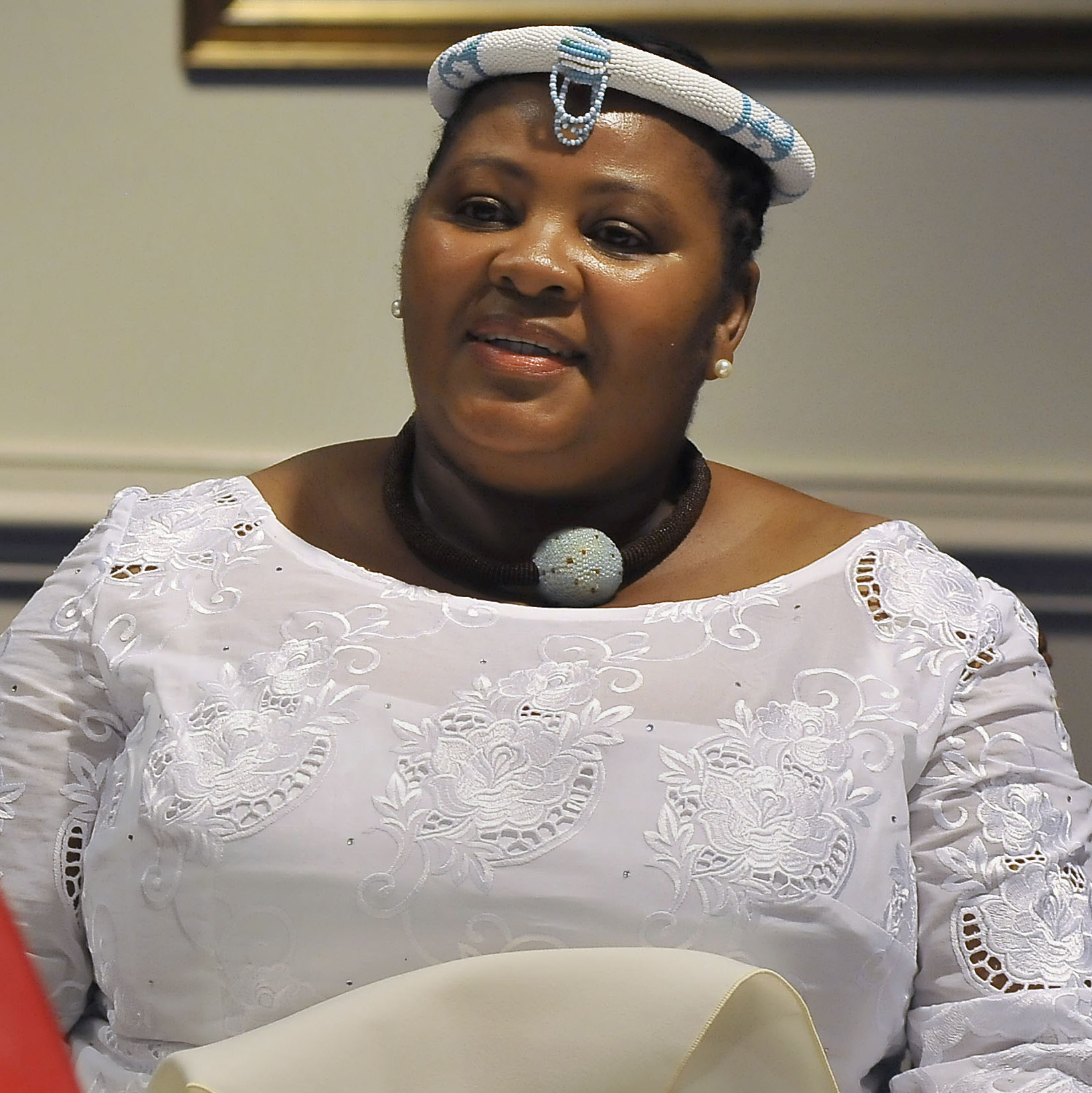
Nosiviwe Mapisa-Nqakula, première femme ministre de l'Intérieur en Afrique (entre 2004 et 2009).

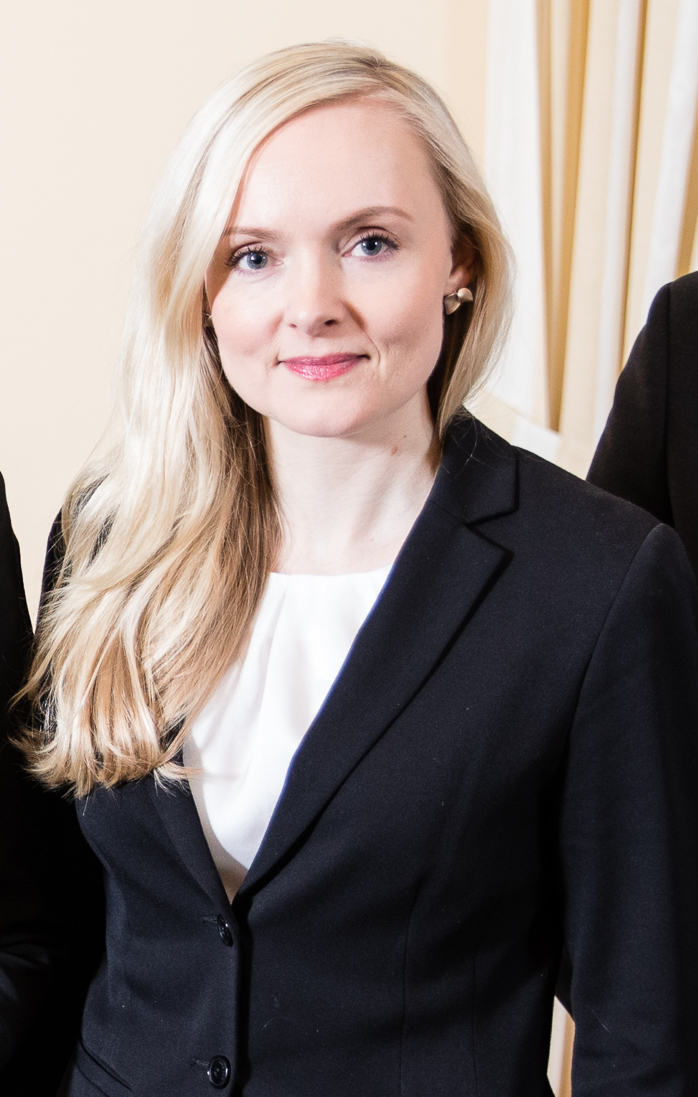
Maria Ohisalo, ministre finlandaise de l'Intérieur de 2019 à 2021.

  - Nosiviwe Mapisa-Nqakula (née en 1956), de 2004 à 2009 ;
  - Nkosazana Dlamini-Zuma (née en 1949), de 2009 à 2012 ;
  - Naledi Pandor (née en 1953), de 2012 à 2014.
- Allemagne : Nancy Faeser (née en 1970), de 2021 à 2025.
- Argentine : Nilda Garré (née en 1945), de 2010 à 2013.
- Australie :
  - Karen Andrews (née en 1960), de 2021 à 2022 ;
  - Clare O'Neil (née en 1980), depuis 2022.
- Autriche :
  - Liese Prokop (1941-2006), de 2004 à 2006 ;
  - Maria Fekter (née en 1956), de 2008 à 2011 ;
  - Johanna Mikl-Leitner (née en 1964), de 2011 à 2016.
- Belgique :
  - Annemie Turtelboom (1967), de 2009 à 2011 ;
  - Joëlle Milquet (née en 1961), de 2011 à 2014 ;
  - Annelies Verlinden (née en 1978), de 2020 à 2025.
- Bulgarie : Roumiana Bǎtchvarova, de 2015 à 2017.
- Chili : Izkia Siches (née en 1986), depuis 2022.
- Colombie : Nancy Patricia Gutiérrez (née en 1963), depuis 2018.
- Croatie : Ivica Kirin (née en 1970), de 2005 à 2008.
- Danemark :
  - Britta Schall Holberg (1941-2022), de 1982 à 1986 ;
  - Birte Weiss (née en 1941), de 1993 à 1997 ;
  - Karen Jespersen (née en 1947), de 2000 à 2001 ;
  - Karen Ellemann (née en 1969), de 2009 à 2010 et de 2015 à 2016 ;
  - Margrethe Vestager (née en 1968), de 2011 à 2014 ;
  - Astrid Krag (née en 1982), de 2019 à 2021 ;
  - Sophie Løhde (née en 1983), depuis 2022.
- États-Unis :
  - Janet Napolitano (née en 1957), de 2009 à 2013 (Sécurité intérieure) ;
  - Kirstjen Nielsen (née en 1972), de 2017 à 2019 (Sécurité intérieure) ;
  - Kristi Noem (née en 1971), depuis 2025 (Sécurité intérieure).
- Éthiopie : Muferiat Kamil, depuis 2018 (ministère de la Paix).
- Finlande :
  - Anne Holmlund (née en 1964), de 2010 à 2011 ;
  - Päivi Räsänen (née en 1959), de 2011 à 2015 ;
  - Paula Risikko (née en 1960), de 2016 à 2018 ;
  - Maria Ohisalo (née en 1985), de 2019 à 2021 ;
  - Krista Mikkonen (née en 1972), de 2021 à 2023 ;
  - Mari Rantanen (née en 1976), depuis 2023.
- France : Michèle Alliot-Marie (née en 1946), de 2007 à 2009.
- Géorgie : Eka Zgouladze (née en 1978), en 2012.
- Grèce : Vásso Papandréou (1944-2024), de 1999 à 2000 puis de 2000 à 2001.
- Guyana : Janet Jagan (1920-2009), de 1963 à 1964.
- Islande : Ólöf Nordal (1966-2017), de 2014 à 2017.
- Israël : Ayelet Shaked (née en 1976), depuis 2021.
- Italie :
  - Rosa Iervolino (née en 1936), de 1998 à 1999 ;
  - Annamaria Cancellieri (née en 1943), de 2011 à 2013 ;
  - Luciana Lamorgese (née en 1953), de 2019 à 2022.
- Japon :
  - Kiyoko Ono (née en 1936), de 2003 à 2004 ;
  - Tomiko Okazaki (1944-2017), de 2010 à 2011.
- Madagascar : Cécile Manorohanta, de 2009 à 2011.
- Lettonie :
  - Linda Abu Meri (née en 1970), de 2009 à 2011 ;
  - Marija Golubeva (née en 1973), de 2021 à 2022.
- Liban : Raya Haffar El-Hassan (née en 1967), depuis 2019.
- Liechtenstein :
  - Dominique Hasler (née en 1978), de 2017 à 2021 ;
  - Sabine Monauni (née en 1974), depuis 2021.
- Lituanie :
  - Rita Tamašunienė (née en 1973), de 2019 à 2020.
  - Agnė Bilotaitė (née en 1982), depuis 2020.
- Luxembourg : Taina Bofferding (née en 1982), depuis 2018.
- Macédoine : Gordana Jankulovska (née en 1975), de 1996 à 2015.
- Mexique : 
  - Olga Sánchez Cordero (née en 1947), de 2018 à 2021 ;
  - Luisa María Alcalde Luján (née en 1987), de 2023 à 2024 ;
  - Rosa Icela Rodríguez (née en 1959), depuis 2024.
- Moldavie : Cristina Lesnic, depuis 2020.
- Namibie :
  - Rosalia Nghidinwa (1952-2018), de 2005 à 2012 ;
  - Pendukeni Iivula-Ithana, de 2012 à 2018.
- Nicaragua :
  - Ana Isabel Morales, de 2007 à 2017 ;
  - María Amelia Coronel, depuis 2017.
- Ouganda : Rose Akol (née en 1964), depuis 2015.
- Pays-Bas :
  - Ien Dales (1931-1994), de 1989 à 1994 ;
  - Dieuwke de Graaff-Nauta (1930-2008), en 1994 ;
  - Kajsa Ollongren (née en 1967), de 2017 à 2019 et de 2020 à 2022 ;
  - Hanke Bruins Slot (née en 1977), de 2022 à 2023 ;
  - Judith Uitermark (née en 1971), depuis 2024.
- Pologne :
  - Teresa Piotrowska (née en 1955), de 2014 à 2015 ;
  - Elżbieta Witek (née en 1957), en 2019.
- Portugal :
  - Anabela Rodrigues (née en 1953), de 2014 à 2015 ;
  - Constança Urbano de Sousa (née en 1967), de 2015 à 2017.
- Roumanie : Carmen Dan, de 2017 à 2019.
- Royaume-Uni :
  - Jacqui Smith (née en 1962), de 2007 à 2009 ;
  - Theresa May (née en 1956), de 2010 à 2016 ;
  - Amber Rudd (née en 1963), de 2016 à 2018 ;
  - Priti Patel (née en 1972), de 2019 à 2022 ;
  - Suella Braverman (née en 1980), du 6 septembre au 19 octobre 2022 et du 25 octobre 2022 au 13 novembre 2023 ;
  - Yvette Cooper (née en 1969), depuis 2024.
- Slovénie :
  - Katarina Kresal (née en 1973), de 2008 à 2011 ;
  - Vesna Györkös Žnidar (née en 1977), de 2014 à 2018 ;
  - Tatjana Bobnar (née en 1969), en 2022 ;
  - Sanja Ajanovič Hovnik (née en 1977), depuis 2022.
- Suisse :
  - Elisabeth Kopp (née en 1936), de 1984 à 1989 (Département fédéral de Justice et Police) ;
  - Ruth Metzler-Arnold (née en 1964), de 1999 à 2003 (DFJP) ;
  - Eveline Widmer-Schlumpf (née en 1956), de 2008 à 2010 (DFJP) ;
  - Simonetta Sommaruga (née en 1960), de 2010 à 2018 (DFJP) ;
  - Karin Keller-Sutter (née en 1963), depuis 2019 (DFJP).
- Tuvalu : Pelenike Isaia, de 2011 à 2013.
- Turquie : (née en 1956), Meral Akşener, de 2008 à 2009.
- Uruguay : Daisy Tourné (née en 1951), de 2007 à 2009.
- Venezuela : Carmen Meléndez (née en 1961), de 2014 à 2015 et depuis 2020.

### Ministres de la Justice

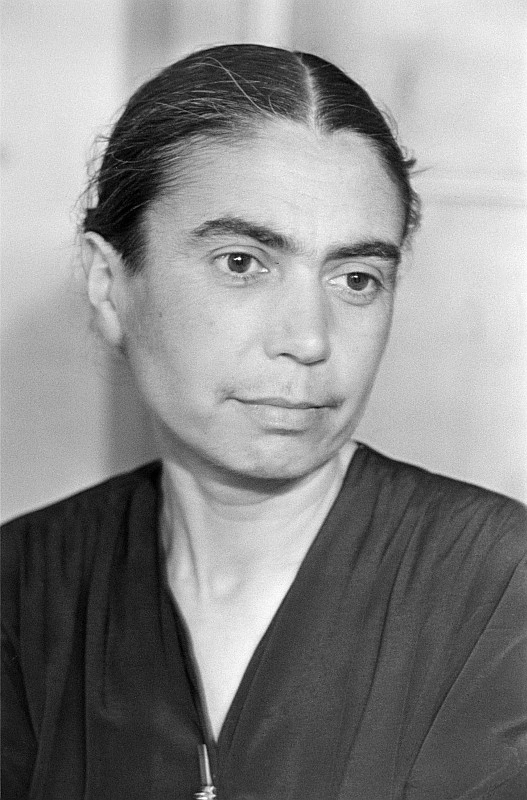
Hilde Benjamin, l'une des premières femmes ministre de la Justice (en République démocratique allemande, entre 1953 et 1967).

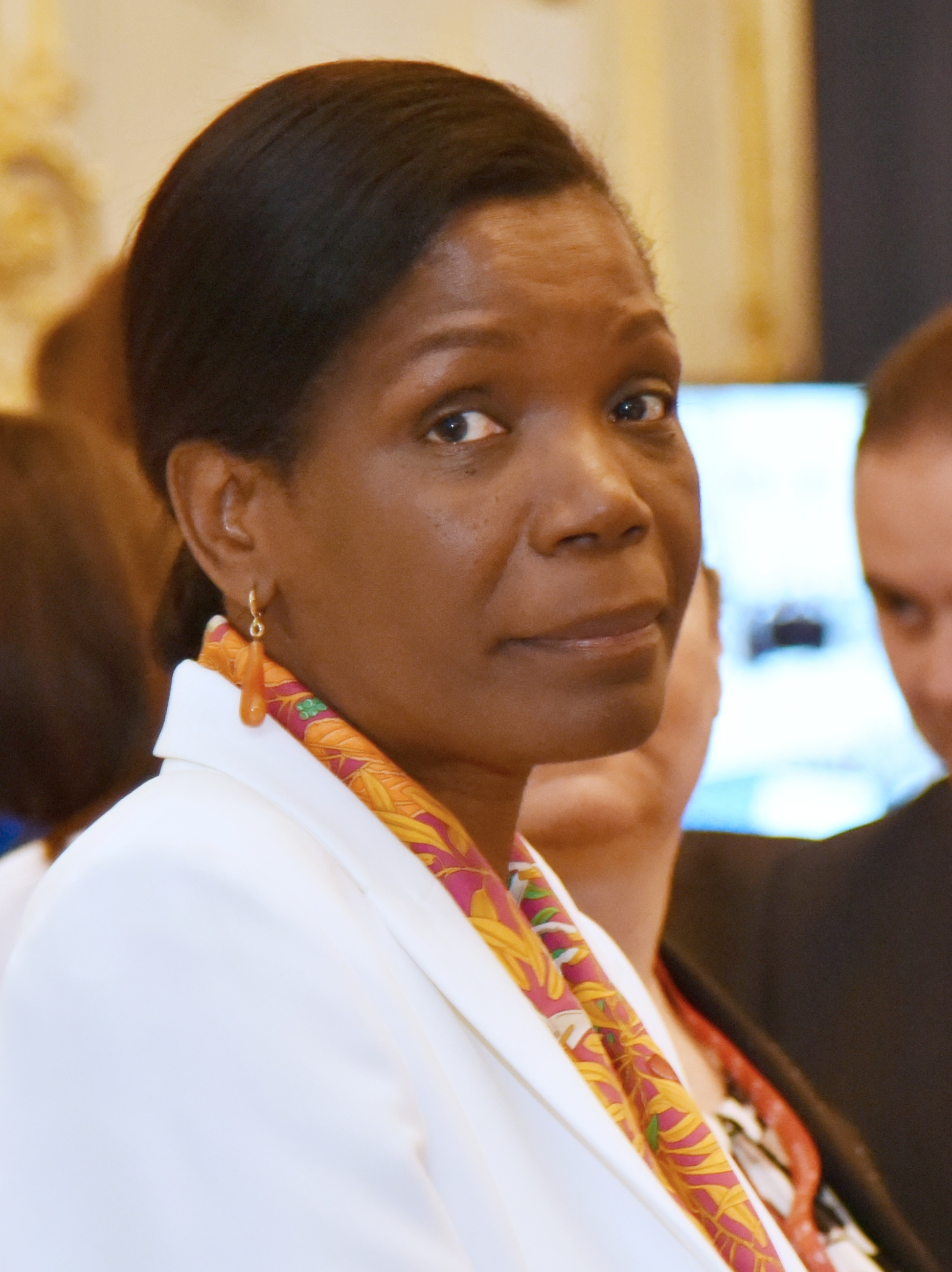
Francisca Van Dunem, ministre de la Justice portugaise de 2015 à 2022.

- Afrique du Sud : Brigitte Mabandla (née en 1948), de 2004 à 2008.
- Albanie : Etilda Gjonaj (née en 1981), de 2017 à 2021.
- Allemagne :
  - Sabine Leutheusser-Schnarrenberger (née en 1951), de 1992 à 1996 et de 2009 à 2013 ;
  - Herta Däubler-Gmelin (née en 1943), de 1998 à 2002 ;
  - Brigitte Zypries (née en 1953), de 2002 à 2009.
  - Katarina Barley (née en 1968), de 2018 à 2019.
  - Christine Lambrecht (née en 1965), de 2019 à 2021.
- Allemagne de l'Est : Hilde Benjamin (1902-1989), de 1953 à 1967.
- Autriche :
  - Karin Gastinger (née en 1964), de 2004 à 2007 ;
  - Maria Berger (née en 1956), de 2007 à 2008 ;
  - Claudia Bandion-Ortner (née en 1966), de 2009 à 2011 ;
  - Beatrix Karl (née en 1967), de 2011 à 2013 ;
  - Alma Zadić (née en 1984), depuis 2020.
- Bahamas : Janet Bostwick (née en 1939), de 1994 à 2001.
- Belgique :
  - Laurette Onkelinx (née en 1958), de 2003 à 2007 ;
  - Annemie Turtelboom (née en 1967), de 2011 à 2014 ;
  - Maggie De Block (née en (1962), en 2014 ;
  - Annelies Verlinden, depuis 2025.
- Bénin :
  - Grace d'Almeida (1951-2005), de 1995 à 1996 ;
  - Reckya Madougou (née en 1974), en 2013 ;
  - Évelyne da Silva, depuis 2015.
- Bulgarie :
  - Margarita Popova (née en 1956), de 2009 à 2011 ;
  - Diana Kovacheva (née en 1967), de 2011 à 2013 ;
  - Zinaida Zlatanova (née en 1967), de 2013 à 2014 ;
  - Ekaterina Zakharieva (née en 1975), de 2015 à 2017 ;
  - Maria Pavlova, en 2017 ;
  - Tsetska Tsatcheva (née en 1958), de 2017 à 2020 ;
  - Desislava Akhladova, depuis 2020.
- Burkina Faso :
  - Salamata Sawadogo (née en 1958), de 2012 à 2013 ;
  - Joséphine Ouédraogo (née en 1949), de 2014 à 2016 ;
  - Bibata Nébié (née en 1973), de 2022 à 2023.
- Burundi :
  - Clotilde Niragira, de 2005 à 2007 ;
  - Jeanine Nibizi, depuis 2020.
- Canada : Jody Wilson-Raybould (née en 1971), de 2015 à 2019.
- République centrafricaine :
  - Yacinthe Wodobodé, de 2003 à 2004 ;
  - Léa Doumta, de 2004 à 2005 ;
  - Isabelle Gaudeuille, en 2014.
- Chili : Adriana Olguín (1911-2015), en 1952.
- Chine : Wu Aiying (née en 1951), de 2005 à 2017.
- Chypre : Émily Giolíti, depuis 2020.
- Colombie :
  - Ruth Stella Correa (née en 1959), de 2012 à 2013 ;
  - Gloria María Borrero (née en 1956), de 2018 à 2019.
- République démocratique du Congo : Rose Mutombo Kiese, depuis 2021.
- Corée du Sud : Choo Mi-ae (née en 1958), de 2020 à 2021.
- Costa Rica : Laura Chinchilla (née en 1959), de 2006 à 2008.
- Côte d'Ivoire : Henriette Diabaté (née en 1935), de 2003 à 2005.
- Croatie :
  - Ingrid Antičević-Marinović (née en 1957), de 2001 à 2003 ;
  - Vesna Škare-Ožbolt (née en 1961), de 2003 à 2006 ;
  - Ana Lovrin (née en 1953), de 2006 à 2008.
- Danemark :
  - Helga Pedersen (1911-1980), de 1950 à 1953 ;
  - Nathalie Lind (1918-1999), de 1973 à 1975 et de 1978 à 1979 ;
  - Pia Gjellerup (née en 1959), en 1993 ;
  - Lene Espersen (née en 1965), de 2001 à 2008 ;
  - Karen Hækkerup (née en 1974), de 2013 à 2014 ;
  - Mette Frederiksen (née en 1977), de 2014 à 2015.
- Espagne :
  - Margarita Mariscal de Gante (née en 1954), de 1996 à 2000 ;
  - Dolores Delgado (née en 1962), de 2018 à 2020 ;
  - Pilar Llop (née en 1973), de 2021 à 2023.
- Estonie :
  - Maris Lauri (née en 1966), depuis 2021.
- États-Unis :
  - Janet Reno (1938-2016), de 1993 à 2001 ;
  - Loretta Lynch (née en 1959), de 2015 à 2017 ;
  - Sally Yates (née en 1960), par intérim, en 2017 ;
  - Pam Bondi (née en 1965), depuis 2025.
- Finlande :
  - Tarja Halonen (née en 1943), de 1990 à 1991 ;
  - Hannele Pokka (née en 1952), de 1991 à 1994 ;
  - Anneli Jäätteenmäki (née en 1955), de 1994 à 1995 ;
  - Leena Luhtanen (née en 1941), de 2005 à 2007 ;
  - Tuija Brax (née en 1956), de 2007 à 2011 ;
  - Anna-Maja Henriksson (née en 1964), de 2011 à 2015 puis de 2019 à 2023.
  - Leena Meri (née en 1968), depuis 2023.
- France :
  - Élisabeth Guigou (née en 1946), de 1997 à 2000 ;
  - Marylise Lebranchu (née en 1947), de 2000 à 2002 ;
  - Rachida Dati (née en 1965), de 2007 à 2009 ;
  - Michèle Alliot-Marie (née en 1946), de 2009 à 2010 ;
  - Christiane Taubira (née en 1952), de 2012 à 2016 ;
  - Nicole Belloubet (née en 1955-), de 2017 à 2020.
- Gabon :
  - Honorine Dossou Naki (née en 1946-), à partir de 2002 ;
  - Anicette Nang Ovika, de 2009 à 2011 ;
  - Ida Reteno Assonouet, de 2011 à 2014 ;
  - Denise Mekamne, depuis 2016 à 2018 ;
  - Erlyne Antonella Ndembet Damas, de 2019 à 2023.
- Gambie :
  - Hawa Sisay-Sabally, de 1996 à 1998 ;
  - Fatou Bensouda (née en 1961), de 1998 à 2000 ;
  - Mama Fatima Singhateh, de 2013 à 2014 puis de 2015 à 2017.
- Géorgie : Tea Tsouloukiani (née en 1975), de 2012 à 2020.
- Guatemala :
  - Claudia Paz y Paz (née en 1967), de 2010 à 2014 ;
  - Thelma Aldana (née en 1955), de 2014 à 2018 ;
  - María Consuelo Porras (née en 1953), depuis 2018.
- Guinée : Fatoumata Yarie Soumah, en 2021.
- Hongrie : Judit Varga (née en 1980), depuis 2019.
- Irlande :
  - Máire Geoghegan-Quinn (née en 1950), de 1993 à 1994 ;
  - Frances Fitzgerald (née en 1950), de 2014 à 2017 ;
  - Helen McEntee (née en 1986), de 2020 à 2021, de 2021 à 2022 et depuis 2023 ;
- Israël :
  - Golda Meir (1898-1978), en 1972 ;
  - Tzipi Livni (née en 1958), de 2004 à 2005, de 2005 à 2006, de 2006 à 2007 puis de 2013 à 2014 ;
  - Ayelet Shaked (née en 1976), de 2015 à 2019.
- Italie :
  - Paola Severino (née en 1948), de 2011 à 2013 ;
  - Annamaria Cancellieri (née en 1943), de 2013 à 2014 ;
  - Marta Cartabia (née en 1963), de 2021 à 2022.
- Japon :
  - Midori Matsushima (née en 1956), en 2014 ;
  - Chieko Nōno (née en 1935), de 2004 à 2005 ;
  - Masako Mori (née en 1964), de 2019 à 2020 ;
  - Yōko Kamikawa (née en 1953), de 2014 à 2015, de 2017 à 2018 et de 2020 à 2021 ;
- Lettonie : Solvita Āboltiņa (née en 1962), de 2004 à 2006.
- Lituanie :
  - Milda Vainiutė (née en 1962), de 2016 à 2018.
  - Evelina Dobrovolska (née en 1988), depuis 2020.
- Liechtenstein : Katrin Eggenberger (née en 1982), de 2019 à 2021.
- Libye : Halima Ibrahim Abdel Rahman, depuis 2021.
- Luxembourg : 
  - Colette Flesch (née en 1937), de 1980 à 1984 ;
  - Sam Tanson (née en 1977), depuis 2019.
- Madagascar : Bakolalao Ramanandraibe Ranaivoharivony, de 2007 à 2009.
- Maurice : Shirin Aumeeruddy-Cziffra, de 1982 à 1983.
- Moldavie :
  - Olesea Stamate, en 2019 ;
  - Veronica Mihailov-Moraru, depuis 2023.
- Mozambique : 
  - Esperança Machavela (1956-), de 2005 à 2008 ;
  - Maria Benvinda Levi (1969-), de 2008 à 2015 ;
  - Helena Kida (en) (1971-), depuis 2020.
- Namibie : Pendukeni Iivula-Ithana (née en 1952), de 2005 à 2012.
- Nouvelle-Zélande : 
  - Kiri Allan (née en 1984), de 2022 à 2023 ;
  - Ginny Andersen (en) (née en 1975), depuis 2023.
- Norvège :
  - Mona Røkke (1940-2013), de 1981 à 1985 ;
  - Helen Bøsterud (née en 1940), de 1986 à 1989 ;
  - Else Bugge Fougner (née en 1944), de 1989 à 1990 ;
  - Anne Holt (née en 1958), de 1996 à 1997 ;
  - Aud Inger Aure (née en 1942), de 1997 à 1999 ;
  - Hanne Harlem (née en 1964), de 2000 à 2001 ;
  - Grete Faremo (née en 1955), de 1992 à 1996 et de 2011 à 2013 ;
  - Sylvi Listhaug (née en 1977), en 2018 ;
  - Monica Mæland (née en 1968), de 2020 à 2021 ;
  - Emilie Enger Mehl (née en 1993), depuis 2021.
- Papouasie-Nouvelle-Guinée : Nahau Rooney (1945-2020), en 1979.
- Pays-Bas : 
  - Winnie Sorgdrager (née en 1948), de 1994 à 1998 ;
  - Dilan Yeşilgöz-Zegerius (née en 1977), de 2022 à 2024.
- Pérou :
  - Eda Rivas (née en 1952), de 2012 à 2013.
  - Rosario Fernández (née en 1955), de 2007 à 2009 puis de 2010 à 2011.
- Philippines : Leila de Lima (née en 1959), de 2010 à 2015.
- Pologne : Zofia Wasilkowska (1910-1996), de 1956 à 1957.
- Portugal :
  - Paula Teixeira da Cruz (née en 1960), de 2011 à 2015 ;
  - Francisca Van Dunem (née en 1955), de 2015 à 2022.
- Roumanie :
  - Monica Macovei (née en 1959), de 2004 à 2007 ;
  - Mona Pivniceru (née en 1958), de 2012 à 2013 ;
  - Raluca Prună (née en 1969), de 2015 à 2017 ;
  - Ana Birchall (née en 1983), en 2017 (intérim) et en 2019.
- Royaume-Uni :
  - Elizabeth Truss (née en 1975), de 2016 à 2017 ;
  - Shabana Mahmood (née en 1980), depuis 2024.
- Rwanda :
  - Agnès Ntamabyaliro Rutagwera (née en 1937), en 1994 ;
  - Edda Mukabagwiza (née en 1968), de 2000 à 2006.
- Sao Tomé-et-Principe :
  - Alda Alves Melo dos Santos, en 2002 ;
  - Elsa Pinto, de 2002 à 2004 ;
  - Edite Ten Juá, de 2012 à 2014 ;
  - Ilza Amado Vaz, de 2016 à 2018 ;
  - Ivete Santos Lima Correia, depuis 2018.
- Sénégal :
  - Aminata Touré (née en 1962), de 2012 à 2013 ;
- Aïssata Tall Sall (née en 1957), de 2023 à 2024.
- Serbie :
  - Snežana Malović, de 2008 à 2012 ;
  - Nela Kuburović, de 2016 à 2020 ;
  - Maja Popović, depuis 2020.
- Slovénie :
  - Barbara Brezigar (née en 1953), en 2000 ;
  - Zdenka Cerar (1941-2013), en 2004 ;
  - Andreja Katič (née en 1965), de 2018 à 2020 ;
  - Lilijana Kozlovič (née en 1962), de 2020 à 2022 ;
  - Dominika Švarc Pipan (née en 1978), depuis 2022.
- Slovaquie :
  - Katarína Tóthová (née en 1940) de 1993 à 1994 ;
  - Viera Petríková (née en 1957) de 2009 à 2010 ;
  - Lucia Žitňanská (née en 1964), en 2006, de 2010 à 2012 et de 2016 à 2018.
  - Mária Kolíková (née en 1974), depuis 2020.
- Suède :
  - Anna-Greta Leijon (née en 1939), de 1987 à 1988 ;
  - Laila Freivalds (née en 1942), de 1988 à 1991 puis de 1994 à 2000 ;
  - Beatrice Ask (née en 1956), de 2011 à 2014.
- Suisse :
  - Elisabeth Kopp (née en 1936), de 1984 à 1989 ;
  - Ruth Metzler-Arnold (née en 1964), de 1999 à 2003 ;
  - Eveline Widmer-Schlumpf (née en 1956), de 2008 à 2010 ;
  - Simonetta Sommaruga (née en 1960), de 2010 à 2018 ;
  - Karin Keller-Sutter (née en 1963), depuis 2019.
- Taïwan : Wang Ching-feng (née en 1952), de 2008 à 2010.
- Tanzanie : Asha-Rose Migiro (née en 1956), de 2014 à 2015.
- Tchéquie :
  - Vlasta Parkanová (née en 1951), de 1997 à 1999 ;
  - Daniela Kovářová (née en 1964), de 2009 à 2010 ;
  - Marie Benešová (1948-2024), de 2013 à 2014 ;
  - Helena Válková (née en 1951, de 2014 à 2015 ;
  - Taťána Malá (née en 1981), en 2018 ;
  - Marie Benešová (1948-2024), de 2019 à 2021.
- Tonga : ʻAlisi Taumoepeau, de 2006 à 2009.
- Trinité-et-Tobago : Kamla Persad-Bissessar (née en 1952), de 1995 à 1996 et en 2001.
- Tunisie :
  - Thouraya Jeribi Khémiri (née en 1960), en 2020 ;
  - Hasna Ben Slimane (née en 1973), par intérim, en 2021 ;
  - Leïla Jaffel (née en 1960), depuis 2021.
- Ukraine : 
  - Siouzanna Stanik (née en 1954), de 1997 à 2002 ;
  - Olena Loukach (née en 1976), de 2013 à 2014.
- Venezuela : Carmen Meléndez (née en 1961), de 2014 à 2015 et depuis 2020.

### Commissaires européennes
- Vásso Papandréou (1944-2024), commissaire européenne à l'Emploi et aux Affaires sociales de 1989 à 1993.
- Christiane Scrivener (née en 1925), commissaire européenne aux Impôts, à l'Harmonisation du revenu et aux Consommateurs de 1989 à 1995.
- Emma Bonino (née en 1948), commissaire européenne aux Consommateurs, à la Pêche et à la Direction générale de l'aide humanitaire (ECHO) de 1995 à 1999.
- Monika Wulf-Mathies (née en 1942), commissaire européenne à la Politique régionale de 1995 à 1999.
- Ritt Bjerregaard (1941-2023), commissaire européenne à l'Environnement, à la Sécurité nucléaire et à la Protection civile de 1995 à 1999.
- Anita Gradin (1933-2022), commissaire européenne à l'Immigration, à la Justice et aux Affaires intérieures de 1995 à 1999.
- Édith Cresson (née en 1934), commissaire européenne aux Sciences, à la Recherche et au Développement de 1995 à 1999.
- Ánna Diamantopoúlou (née en 1959), commissaire européenne à l'Emploi et aux Affaires Sociales de 1999 à 2004.
- Loyola de Palacio (1950-2006), commissaire européenne aux Relations avec le Parlement européen, aux Transport et à l'Énergie de 1999 à 2004.
- Michaele Schreyer (née en 1951), commissaire européenne au Budget de 1999 à 2004.
- Margot Wallström (née en 1954), commissaire européenne à l'Environnement de 1999 à 2004 et aux Relations institutionnelles et à la Stratégie de communication de 2004 à 2010.
- Viviane Reding (née en 1951), commissaire européenne à l'Éducation et à la Culture de 1999 à 2004, à la Société de l’information et aux Médias de 2004 à 2010, et à la Justice, aux Droits fondamentaux et à la Citoyenneté de 2010 à 2014.
- Sandra Kalniete (née en 1952), commissaire européenne à l'Agriculture, au Développement rural et à la Pêche en 2004.
- Dalia Grybauskaitė (née en 1956), commissaire européenne à l'Éducation et à la Culture en 2004 et à la Programmation financière et au Budget de 2004 à 2010.
- Danuta Hübner (née en 1948), commissaire européenne au Commerce en 2004 et à la Politique régionale de 2004 à 2010.
- Mariann Fischer Boel (née en 1943), commissaire européenne à l'Agriculture et au Développement rural de 2004 à 2010.
- Neelie Kroes (née en 1941), commissaire européenne à la Concurrence de 2004 à 2010, et à la Société numérique de 2010 à 2014.
- Benita Ferrero-Waldner (née en 1948), commissaire européenne aux Relations extérieures et à la Politique européenne de voisinage de 2004 à 2010.
- Meglena Kouneva (née en 1957), commissaire européenne à la Protection des consommateurs de 2007 à 2010.
- Androulla Vassiliou (née en 1943), commissaire européenne à la Santé de 2008 à 2010, et à l'Éducation, la Culture, le Multilinguisme et la Jeunesse de 2010 à 2014.
- Catherine Ashton (née en 1956), commissaire européenne au Commerce de 2008 à 2010, Haut représentant de l'Union pour les affaires étrangères et la politique de sécurité et première vice-présidente de la Commission de 2010 à 2014.
- María Damanáki (née en 1952), commissaire européenne aux Affaires maritimes et à la Pêche de 2010 à 2014.
- Máire Geoghegan-Quinn (née en 1950), commissaire européenne à la Recherche et à l'Innovation de 2010 à 2014.
- Connie Hedegaard (née en 1960), commissaire européenne au Climat de 2010 à 2014.
- Kristalina Gueorguieva (née en 1953), commissaire européenne à la Coopération internationale, à l'Aide au développement et à la Réaction aux crises de 2010 à 2014 et commissaire européenne au Budget et aux Ressources humaines de 2014 à 2016.
- Cecilia Malmström (née en 1968), commissaire européenne aux Affaires intérieures de 2010 à 2014 puis au Commerce de 2014 à 2019.

La seconde commission Barroso compte 9 femmes sur 28 commissaires. La commission Juncker, qui lui succède, en compte le même nombre.
- Federica Mogherini (née en 1973), commissaire européenne au Commerce de 2008 à 2010, Haut représentant de l'Union pour les affaires étrangères et la politique de sécurité et première vice-présidente de la Commission de 2014 à 2019.
- Violeta Bulc (née en 1964), commissaire européenne au Développement, aux Projets stratégiques et aux Cohésions de 2014 à 2019.
- Marianne Thyssen (née en 1956), commissaire européenne à l'Emploi et aux Affaires sociales de 2014 à 2019.
- Elżbieta Bieńkowska (née en 1964), commissaire européenne au Marché intérieur, à l'Industrie, à l'Entrepreneuriat et aux Petites et moyennes entreprises de 2014 à 2019.
- Věra Jourová (née en 1964), commissaire européenne à la Justice, aux Consommateurs et à l'Égalité des genres depuis 2014.
- Corina Crețu (née en 1967), commissaire européenne à la Politique régionale de 2014 à 2019.
- Margrethe Vestager (née en 1968), commissaire européenne à la Concurrence depuis 2014.
- Mariya Gabriel (née en 1979), commissaire européenne à l'Économie et à la Société numériques de 2017 à 2019.

La commission von der Leyen I compte à sa formation 11 femmes sur 26 commissaires : 
- Margrethe Vestager (née en 1968), vice-présidente exécutive pour une Europe préparée à l'ère numérique depuis 2019.
- Věra Jourová (née en 1964), vice-présidente pour les Valeurs et la Transparence depuis 2019.
- Dubravka Šuica (née en 1957), vice-présidente pour la Démocratie et la Démographie depuis 2019.
- Mariya Gabriel (née en 1979), commissaire européenne à l'Innovation, la Recherche, la Culture, l'Éducation et la Jeunesse de 2019 à 2023.
- Elisa Ferreira (née en 1955), commissaire européenne à la Cohésion et aux réformes depuis 2019.
- Stélla Kyriakídou (née en 1956), commissaire européenne à la Santé depuis 2019.
- Helena Dalli (née en 1962), commissaire européenne à l'Égalité depuis 2019.
- Ylva Johansson (née en 1964), commissaire européenne aux Affaires intérieures depuis 2019.
- Adina-Ioana Vălean (née en 1968), commissaire européenne aux Transports depuis 2019.
- Jutta Urpilainen (née en 1975), commissaire européenne aux Partenariats internationaux depuis 2019.
- Kadri Simson (née en 1977), commissaire européenne à l'Énergie depuis 2019.
- Mairead McGuinness (née en 1959), commissaire européenne aux Services financiers, à la Stabilité financière et à l'Union des marchés des capitaux depuis 2020.
- Iliana Ivanova (née en 1975), commissaire européenne à l'Innovation, la Recherche, la Culture, l'Éducation et la Jeunesse depuis 2023.

## Présidentes de chambre parlementaire
- Afrique du Sud
  - Présidentes de l'Assemblée nationale :

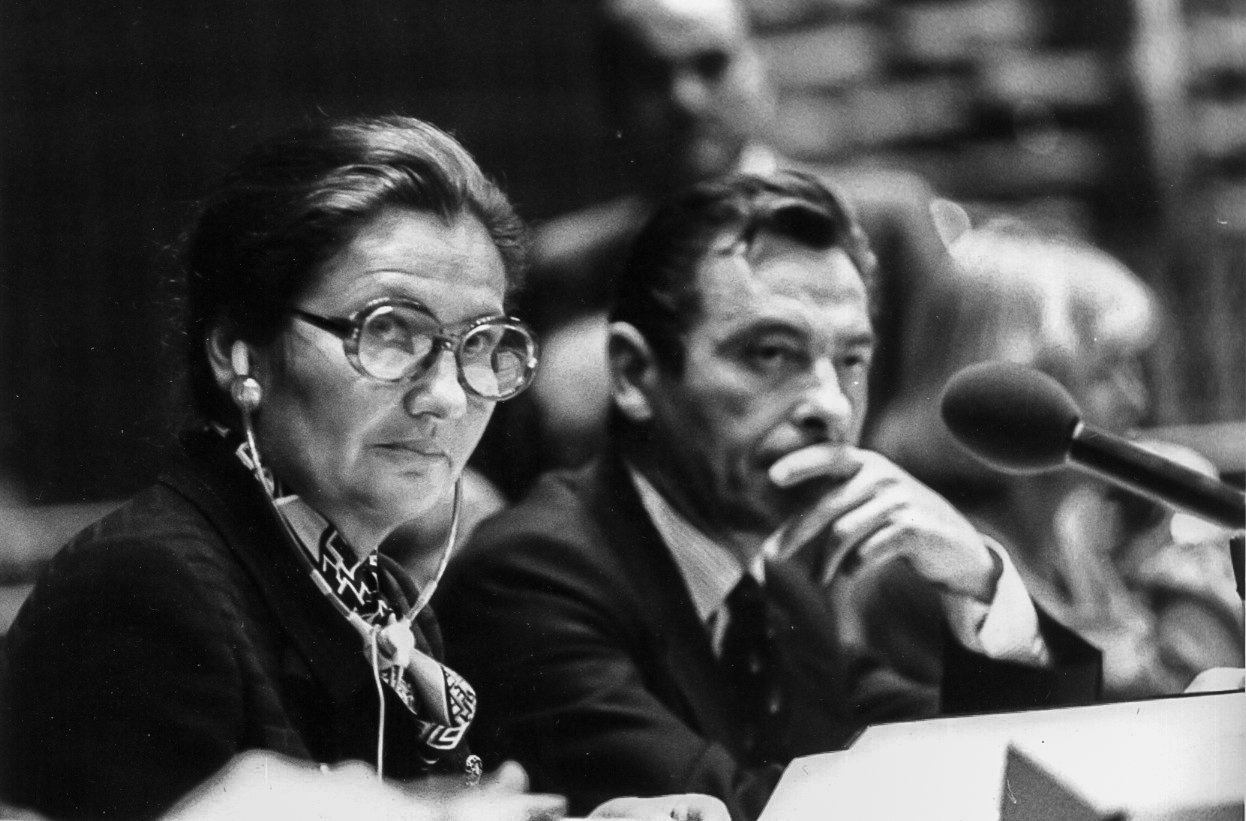
Simone Veil préside une séance du Parlement à Strasbourg le 12 octobre 1979.

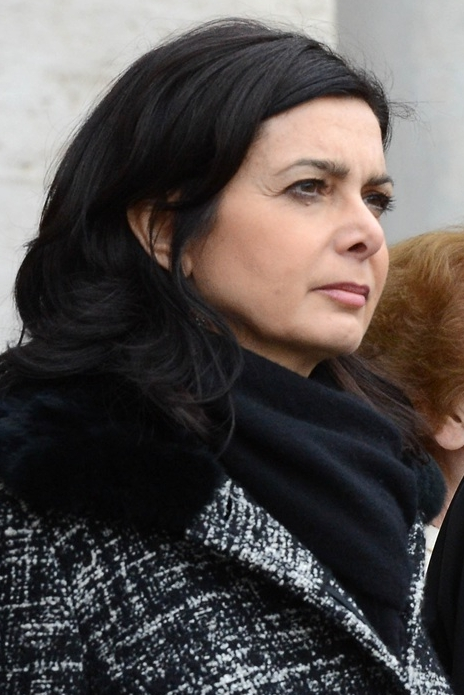
Laura Boldrini, présidente de la Chambre des députés italienne de 2013 à 2018.

    - Frene Ginwala (née en 1932), du 9 mai 1994 au 12 juillet 2004 ;
    - Baleka Mbete (née en 1949), du 13 juillet 2004 au 25 septembre 2008 puis du 21 mai 2014 au 22 mai 2019 ;
    - Gwen Mahlangu-Nkabinde (en) (née en 1955), du 25 septembre 2008 au 6 mai 2009 ;
    - Thandi Modise (née en 1959), du 22 mai 2019 au 5 août 2021 ;
    - Nosiviwe Mapisa-Nqakula (née en 1956), du 19 août 2021 au 3 avril 2024.
- Albanie
  - Présidentes de l'Assemblée :
    - Jozefina Topalli (née en 1963), du 3 septembre 2005 au 10 septembre 2013 ;
    - Valentina Leskaj (née en 1948), du 24 juillet au 9 septembre 2017 ;
    - Lindita Nikolla (née en 1965), depuis le 10 septembre 2021.
- Allemagne
  - Présidentes du Bundestag :
    - Annemarie Renger (1919-2008), du 13 décembre 1972 au 13 décembre 1976 ;
    - Rita Süssmuth (née en 1937), du 25 novembre 1988 au 26 octobre 1998 ;
    - Bärbel Bas (née en 1968), du 26 octobre 2021 au 25 mars 2025 ;
    - Julia Klöckner (née en 1972), depuis le 25 mars 2025.

  - Présidente du Bundesrat :
    - Hannelore Kraft (née en 1961), du 1er novembre 2010 au 31 octobre 2011 ;
    - Malu Dreyer (née en 1961), du 1er novembre 2016 au 31 octobre 2017 ;
    - Manuela Schwesig (née en 1974), du 1er novembre 2023 au 31 octobre 2024 ;
    - Anke Rehlinger (née en 1974), depuis le 1er novembre 2024.
- République démocratique allemande
  - Présidente de la Chambre du peuple :
    - Sabine Bergmann-Pohl (née en 1946), du 5 avril au 2 octobre 1990.
- Andorre
  - Roser Suñé Pascuet (née en 1960), présidente du Conseil général du 2 avril 2019 au 26 avril 2023.
- Angola
  - Carolina Cerqueira (née en 1956), présidente de l'Assemblée nationale depuis le 16 septembre 2022.
- Anguilla
  - Barbara Webster-Bourne, présidente de l'Assemblée du 27 février 2010 au 11 mai 2015 et depuis le 17 juillet 2020.
- Antigua-et-Barbuda
  - Présidentes du Sénat :
    - Millicent Percival, de 1994 à 2004 ;
    - Hazelyn Mason Francis (née en 1939), de 2005 à 2014 ;
    - Alincia Williams-Grant, depuis 2014.

  - Présidentes de la Chambre des représentants :
    - Bridget Harris, de 1994 à 2004 ;
    - Gisele Isaac-Arrindell, de 2004 à 2014.
- Argentine
  - Présidente de la Chambre des députés :
    - Cecilia Moreau (née en 1976), du 2 août 2022 au 7 décembre 2023.

  - Présidente du Sénat :
    - Beatriz Rojkés de Alperovich (née en 1956), du 30 novembre 2011 au 28 février 2014 ;
    - Claudia Ledesma Abdala (née en 1974), du 10 décembre 2019 au 10 décembre 2023.
- Australie
  - Présidentes du Sénat :
    - Margaret Reid (née en 1935), du 20 août 1996 au 19 août 2002 ;
    - Sue Lines (en) (née en 1953), depuis le 26 juillet 2022.

  - Présidentes de la Chambre des représentants :
    - Joan Child (1921-2013), du 11 février 1986 au 28 août 1989 ;
    - Anna Burke (née en 1966), du 22 avril 2012 au 12 novembre 2013 ;
    - Bronwyn Bishop (née en 1942), du 12 novembre 2013 au 2 août 2015.
- Autriche
  - Présidentes du Conseil national :
    - Barbara Prammer (1954-2014), du 30 octobre 2006 au 2 août 2014 ;
    - Doris Bures (née en 1962), du 2 septembre 2014 au 9 novembre 2017 ;
    - Elisabeth Köstinger (née en 1978), du 9 novembre au 15 décembre 2017.

  - Présidente du Conseil fédéral :
    - Olga Rudel-Zeynek (1871-1948), du 1er décembre 1927 au 31 mai 1928 et du 1er juin au 30 novembre 1932 ;
    - Johanna Bayer (1908-1982), du 1er juillet au 31 décembre 1953 ;
    - Helene Tschitschko (1908-1982), du 1er janvier au 30 juin 1965, du 1er juillet au 31 décembre 1969 et du 1er janvier au 30 juin 1974 ;
    - Helga Hieden-Sommer (née en 1934), du 1er juillet au 31 décembre 1987 ;
    - Johanna Auer (née en 1950), du 28 au 31 décembre 2000 ;
    - Anna Elisabeth Haselbach (née en 1942), du 1er janvier au 30 juin 1991, du 1er juillet au 31 décembre 1995, du 1er janvier au 30 juin 2000, du 1er juillet au 31 décembre 2004 ;
    - Sissy Roth-Halvax (1946-2009), du 1er janvier au 30 juin 2006 ;
    - Susanne Kurz (née en 1956), du 1er juillet au 31 décembre 2011 ;
    - Ana Blatnik (née en 1957), du 1er juillet au 31 décembre 2014 ;
    - Sonja Zwazl (née en 1946), du 1er janvier au 30 juin 2015 ;
    - Sonja Ledl-Rossmann (née en 1974), du 1er janvier au 30 juin 2017 ;
    - Inge Posch-Gruska (née en 1962), du 1er juillet 2018 au 28 février 2019 ;
    - Andrea Eder-Gitschthaler (née en 1961), du 1er juillet au 31 décembre 2020 ;
    - Christine Schwarz-Fuchs (née en 1974), du 1er janvier au 30 juin 2022 ;
    - Korinna Schumann (née en 1966), du 1er juillet au 31 décembre 2022.
- Azerbaïdjan : Sahiba Qafarova (née en 1955), présidente de l'Assemblée nationale depuis le 10 mars 2020.
- Bahamas
  - Présidente du Sénat :
    - Doris Louise Johnson, de 1973 à 1982 ;
    - Sharon Wilson, de 2002 à 2007 et depuis le 23 mai 2012 ;
    - Lynn Holowesko, de 2007 à 2012.

  - Présidente de l'Assemblée :
    - Rome Italia Johnson, de 1991 à 1997 ;
    - Patricia Deveaux (née en 1968), depuis le 7 octobre 2021.
- Bahreïn
  - Fawzia Zainal (née en 1961), présidente du Conseil des représentants du 12 décembre 2018 au 12 décembre 2022.
- Bangladesh
  - Shirin Sharmin Chaudhury (née en 1966), présidente du Jatiya Sangsad du 1er mai 2013 au 2 septembre 2024.
- Barbade
  - Kerryann Ifill (née en 1973), présidente du Sénat de 2012 à 2018.
- Belgique
  - Présidente du Sénat :
    - Anne-Marie Lizin (1949-2015), entre le 20 juillet 2004 et le 12 juillet 2007 ;
    - Sabine de Bethune (née en 1958), entre le 11 octobre 2011 et le 3 juillet 2014 et entre le 17 juillet et le 14 octobre 2014 ;
    - Christine Defraigne (née en 1962), entre le 14 octobre 2014 et le 3 décembre 2018 ;
    - Sabine Laruelle (née en 1965), entre le 18 juillet 2019 et le 13 octobre 2020 ;
    - Stephanie D'Hose (née en 1980), depuis le 13 octobre 2020.

  - Présidente de la Chambre des représentants :
    - Eliane Tillieux (née en 1966), depuis le 13 octobre 2020.
- Belize
  - Présidente de la Chambre des représentants :
    - Sylvia Flores (1951-2022), entre le 12 septembre 1998 et le 1er juillet 2001 ;
    - Elizabeth Zabaneh, entre le 3 août 2001 et le 7 janvier 2008 ;
    - Laura Tucker-Longsworth, entre le 13 janvier 2017 et le 6 octobre 2020 ;
    - Valerie Woods, depuis le 11 décembre 2020.

  - Présidente du Sénat :
    - Doris June Garcia (née en 1943), entre le 21 décembre 1984 et le 31 juillet 1989 ;
    - Jane Ellen Usher (1917-2018), entre le 15 septembre 1989 et le 1er juin 1993 ;
    - Elizabeth Zabaneh, entre le 12 septembre 1998 et juillet 2001 ;
    - Sylvia Flores (1951-2022), entre le 14 août 2001 et le 4 février 2003 ;
    - Andrea Gill, entre le 14 mars 2008 et le 3 février 2012 ;
    - Carolyn Trench-Sandiford, depuis le 11 décembre 2020.
- Bolivie
  - Mirtha Quevedo (née en 1960), présidente de la Chambre des sénateurs entre août 2002 et 2003 ;
  - Ana María Romero de Campero (1941-2010), présidente de la Chambre des sénateurs entre janvier et octobre 2010 ;
  - Gabriela Montaño (née en 1975), présidente du Chambre des sénateurs entre le 20 janvier 2012 et janvier 2014 puis présidente de la Chambre des députés entre le 19 janvier 2015 et le 22 janvier 2019 ;
  - Rebeca Delgado, présidente de la Chambre des députés entre le 20 janvier 2012 et le 22 janvier 2014.
  - Adriana Salvatierra (née en 1989), présidente du Sénat entre le 18 janvier et le 10 novembre 2019 ;
  - Jeanine Áñez (née en 1967), présidente du Sénat entre le 12 et le 15 novembre 2019.
  - Eva Copa, présidente du Sénat du 14 novembre 2019 au 3 novembre 2020.
- Botswana
  - Margaret Nasha, présidente de l’Assemblée nationale entre octobre 2009 et octobre 2014 ;
  - Gladys Kokorwe, présidente de l’Assemblée nationale entre le 12 novembre 2014 et le 5 novembre 2019.
- Bulgarie
  - Tsetska Tsatcheva (née en 1958), présidente de l'Assemblée nationale entre le 14 juillet 2009 et 2013, entre le 27 octobre 2014 et le 27 janvier 2017 ;
  - Tsveta Karayantcheva (née en 1968), présidente de l'Assemblée nationale du 17 novembre 2017 au 25 mars 2021 ;
  - Iva Mitva (née en 1972), présidente de l'Assemblée nationale du 15 avril 2021 au 16 septembre 2021.
- Chili, Isabel Allende Bussi (née en 1945), présidente de la Chambre des députés entre le 18 mars 2003 et le 11 mars 2004 et du Sénat entre le 11 mars 2014 et le 15 mars 2016.
- Colombie, Claudia Blum (née en 1954), présidente du Sénat entre le 20 juillet 2005 et le 20 juillet 2006.
- Costa Rica, Silvia Hernández Sánchez (née en 1976), présidente de l'Assemblée législative du Costa Rica du 1er mai 2021 au 30 avril 2022.
- Danemark, Pia Kjærsgaard (née en 1947), présidente du Folketing entre le 3 juillet 2015 et le 21 juin 2019.
- Dominique, Alix Boyd Knights, présidente de l'Assemblée de la Dominique de 2000 à 2020.
- Émirats arabes unis, Amal Al Qubaisi (née en 1969), présidente du Conseil national fédéral entre le 18 novembre 2015 et le 14 novembre 2019.
- Équateur, Gabriela Rivadeneira (née en 1983), présidente de l'Assemblée nationale de 2013 à 2017.
- Espagne
  - Esperanza Aguirre (née en 1952), présidente du Sénat entre le 9 février 1999 et le 17 octobre 2002 ;
  - Luisa Fernanda Rudi (née en 1950), présidente du Congrès des députés entre le 5 avril 2000 et le 21 janvier 2004 ;
  - Ana Pastor Julián (née en 1957), présidente du Congrès des députés entre le 19 juillet 2016 et le 21 mai 2019.
  - Meritxell Batet (née en 1973), présidente du Congrès des députés entre le 21 mai 2019 et le 17 août 2023.
  - Francina Armengol (née en 1971), présidente du Congrès des députés depuis le 17 août 2023.
  - Pilar Llop (née en 1973), présidente du Sénat entre le 3 décembre 2019 et le 8 juillet 2021.
- Estonie, Ene Ergma (née en 1944), présidente du Riigikogu entre le 31 mars 2003 et le 23 mars 2006 et entre le 2 avril 2007 et le 20 mars 2014.
- États-Unis
  - Nancy Pelosi (née en 1940), présidente de la Chambre des représentants entre le 4 janvier 2007 et le 5 janvier 2011 et entre le 3 janvier 2019 et le 3 janvier 2023.
  - Patty Murray (née en 1950), présidente pro tempore du Sénat depuis le 3 janvier 2023.
- Union européenne
  - Simone Veil (1927-2017), de 1979 à 1982 ;
  - Nicole Fontaine (née en 1942), de 1999 à 2002 ;
  - Roberta Metsola (née en 1979), depuis 2022.
- Fidji, Jiko Luveni, présidente du Parlement du 6 octobre 2014 au 22 décembre 2018.
- Finlande
  - Riitta Uosukainen (née en 1942), présidente de l’Eduskunta entre 1994 et 2003 ;
  - Anneli Jäätteenmäki (née en 1955), présidente de l’Eduskunta en 2003 ;
  - Liisa Jaakonsaari (née en 1945), présidente de l’Eduskunta en 2003 ;
  - Maria Lohela (née en 1978), présidente de l’Eduskunta entre 2015 et 2018 ;
  - Paula Risikko (née en 1960), entre 2018 et 2019.
- France
  - Yaël Braun-Pivet (née en 1970), présidente de l'Assemblée nationale depuis le 28 juin 2022.
- Gabon
  - Rose Rogombé (1942-2015), présidente du Sénat entre le 17 février 2009 et le 27 février 2015.
  - Lucie Milebou-Aubusson (née en 1942), présidente du Sénat entre le 27 février 2015 et le 30 août 2023.
  - Paulette Missambo (née en 1954), présidente du Sénat depuis le 11 septembre 2023.
- Gambie
  - Belinda Bidwell (1936-2007), présidente de l'Assemblée nationale entre avril 2006 et février 2007 ;
  - Fatoumata Jahumpa Ceesay, présidente de l'Assemblée nationale entre 2007 et 2009 ;
  - Mariam Jack Denton, présidente de l'Assemblée nationale entre le 11 avril 2017 et le 17 avril 2022.
- Géorgie, Nino Bourdjanadze (née en 1964), présidente du Parlement entre le 1er novembre 2001 et le 7 juin 2008.
- Ghana, Joyce Bamford-Addo (née en 1937), présidente du Parlement entre le 7 janvier 2009 et le 6 janvier 2013.
- Grèce
  - Ánna Benáki-Psaroúda (née en 1934), présidente du Parlement grec entre le 19 mars 2004 et le 18 août 2007.
  - Zoé Konstantopoúlou (née en 1976), présidente du Parlement grec entre le 5 février et le 3 octobre 2015.
- Hongrie
  - Erzsébet Metzker Vass (1915-1980), présidente de l'Assemblée nationale entre le 21 mars 1963 et le 14 avril 1967 ;
  - Katalin Szili (née en 1956), présidente de l'Assemblée nationale entre le 15 mai 2002 et le 14 septembre 2009.
- Inde
  - Meira Kumar (née en 1945), présidente de la Lok Sabha du 3 juin 2009 au 18 mai 2014 ;
  - Sumitra Mahajan (née en 1643), présidente de la Lok Sabha du 6 juin 2014 au 17 juin 2019.
- Islande :
  - Salome Þorkelsdóttir (née en 1927), présidente de l’Althing de 1991 à 1995 ;
  - Sólveig Pétursdóttir (née en 1952), présidente de l’Althing entre 2005 et 2007 ;
  - Ásta R. Jóhannesdóttir (née en 1949), présidente de l’Althing du 15 mai 2009 au 15 mai 2013 ;
  - Unnur Brá Konráðsdóttir (née en 1974), présidente de l’Althing du 24 janvier au 28 octobre 2017.
- Israël, Dalia Itzik (née en 1952), présidente de la Knesset entre le 10 janvier 2005 et le 18 janvier 2006, puis entre le 4 mai 2006 et le 24 février 2009.
- Italie
  - Nilde Iotti (1920-1999), présidente de la Chambre des députés entre le 20 juin 1979 et le 22 avril 1992 ;
  - Irene Pivetti (née en 1963), présidente de la Chambre des députés entre le 16 avril 1994 et le 8 mai 1996.
  - Laura Boldrini (née en 1961), présidente de la Chambre des députés entre le 15 mars 2013 et le 24 mars 2018.
  - Elisabetta Casellati (née en 1946), présidente du Sénat entre le 24 mars 2018 et le 12 octobre 2022.
- Kazakhstan, Dariga Nazarbaïeva (née en 1963), présidente Sénat entre le 20 mars 2019 et le 2 mai 2020.
- Japon
  - Takako Doi (1928-2014), présidente de la Chambre des représentants entre le 6 août 1993 et 27 septembre 1996 ;
  - Chikage Oogi (née en 1933), présidente de la Chambre des conseillers entre le 30 juillet 2004 et le 28 juillet 2007.
  - Akiko Santō (née en 1942), présidente de la Chambre des conseillers entre le 1er août 2019 et le 3 août 2022.
- Laos, Pany Yathotou (née en 1951), présidente de l'Assemblée nationale entre le 23 décembre 2010 et le 22 mars 2021.
- Lettonie,
  - Ilga Kreituse (née en 1952), présidente de la Saeima entre le 7 novembre 1995 et le 26 septembre 1996 ;
  - Ingrīda Ūdre (née en 1958), présidente de la Saeima entre le 5 novembre 2002 et le 7 novembre 2006 ;
  - Solvita Āboltiņa (née en 1963), présidente de la Saeima entre le 2 novembre 2010 et le 4 novembre 2014 ;
  - Ināra Mūrniece (née en 1970), présidente de la Saeima entre le 4 novembre 2014 et le 1er novembre 2022.
- Luxembourg, Erna Hennicot-Schoepges (née en 1941), présidente de la Chambre des députés entre juillet 1989 et janvier 1995.
- Madagascar, Christine Razanamahasoa (née en 1951), présidente de l’Assemblée nationale depuis le 16 juillet 2019.
- Malte, Myriam Spiteri Debono (née en 1952), présidente de la Chambre des représentants entre septembre 1996 et octobre 1998.
- Maurice, Maya Hanoomanjee (née en 1952), présidente de l’Assemblée nationale entre le 22 décembre 2014 et le 1er novembre 2019.
- Mexique, Olga Sánchez Cordero (née en 1947), présidente du Sénat de la République entre le 1er septembre 2021 et le 31 août 2022.
- Moldavie, Zinaida Greceanîi (née en 1956), présidente du Parlement du 8 juin 2019 au 26 juillet 2021.
- Monaco, Brigitte Boccone-Pagès (née en 1959), présidente du Conseil national du 6 octobre 2022 au 3 avril 2024.
- Mozambique, Verónica Macamo (née en 1957), présidente de l’Assemblée de la République entre le 12 janvier 2010 et le 13 janvier 2020.
- Namibie, Saara Kuugongelwa-Amadhila (née en 1967), présidente de l'Assemblée nationale depuis le 21 mars 2025.
- Népal, Onsari Gharti Magar, présidente du Parlement fédéral entre le 16 octobre 2015 et le 15 octobre 2017.
- Niévès,
  - Majorie Morton, présidente de l'Assemblée de 1996 à 2011 ;
  - Christine Springette, présidente de l'Assemblée de 2011 à 2013.
- Norvège
  - Tone Wilhelmsen Trøen (née en 1966), présidente du Storting du 15 mars 2018 au 9 octobre 2021 ;
  - Eva Kristin Hansen (née en 1973), présidente du Storting du 9 octobre 2021 au 25 novembre 2021.
- Nouvelle-Zélande, Margaret Wilson (née en 1947), présidente de la Chambre des représentants entre le 3 mars 2005 et le 8 novembre 2008.
- Ouganda, Rebecca Kadaga (née en 1956), présidente du Parlement entre le 19 mai 2011 et le 24 mai 2021.
- Pakistan, Fahmida Mirza (née en 1956), présidente de Assemblée nationale entre le 19 mars 2008 et le 3 juin 2013.
- Pays-Bas
  - Jeltje van Nieuwenhoven (née en 1943), présidente de la Seconde Chambre des États généraux entre 1998 et 2002 ;
  - Yvonne Timmerman-Buck (née en 1956), présidente de la Première Chambre des États généraux entre le 17 juin 2003 et le 6 octobre 2009 ;
  - Gerdi Verbeet (née en 1951), présidente de la Seconde chambre des États généraux entre 2006 et 2012.
  - Anouchka van Miltenburg (née en 1967), présidente de la Seconde chambre des États généraux entre 2012 et 2015.
  - Khadija Arib (née en 1960), présidente de la Seconde chambre des États généraux entre 2016 et 2021.
  - Vera Bergkamp (née en 1971), présidente de la Seconde chambre des États généraux de 2021 à 2023.
- Pérou
  - Martha Chávez (1953), présidente du Congrès de la République entre 1995 et 1996.
  - Martha Hildebrandt (1925-2022), présidente du Congrès de la République entre 1999 et 2000.
  - Mercedes Cabanillas (née en 1977), présidente du Congrès de la République entre 2006 et 2007.
  - Ana María Solórzano (née en 1977), présidente du Congrès de la République entre 2014 et 2015.
  - Maricarmen Alva (née en 1967), présidente du Congrès de la République entre 2021 et 2022.
  - Lady Camones (née en 1975), présidente du Congrès de la République en 2022.
- Pologne
  - Alicja Grześkowiak (née en 1941), présidente du Sénat entre 1997 et 2001.
  - Ewa Kopacz (née en 1956), présidente de la Diète entre 2011 et 2014.
  - Małgorzata Kidawa-Błońska (née en 1957), présidente de la Diète en 2015.
  - Elżbieta Witek (née en 1957), présidente de la Diète entre 2019 et 2023.
  - Małgorzata Kidawa-Błońska (née en 1957), présidente du Sénat depuis 2023.
- Philippines, Gloria Macapagal-Arroyo (née en 1947), présidente de la Chambre des représentants entre le 23 juillet 2018 et le 30 juin 2019.
- Portugal, Assunção Esteves (née en 1956), présidente de l'Assemblée de la République entre 2011 et 2015.
- République démocratique du Congo, Jeannine Mabunda Lioko, présidente de l'Assemblée nationale du 24 avril 2019 au 10 décembre 2021.
- République tchèque, Miroslava Němcová (née en 1952-), présidente de la Chambre des députés du 24 juin 2010 au 28 août 2013.
- Roumanie, Roberta Anastase (née en 1976), présidente de la Chambre des députés de décembre 2008 à juillet 2012.
- Royaume-Uni
  - Betty Boothroyd (née en 1929), présidente de la Chambre des Communes entre le 27 avril 1992 et le 23 octobre 2000 ;
  - Helene Hayman (née en 1949), présidente de la Chambre des lords entre le 4 juillet 2006 et le 31 août 2011 ;
  - Frances D'Souza (née en 1944), présidente de la Chambre des lords entre le 1er septembre 2011 et le 31 août 2016.
- Russie, Valentina Matvienko (née en 1949), présidente du Conseil de la fédération depuis le 21 septembre 2011.
- Rwanda
  - Rose Mukantabana (née en 1961), présidente de la Chambre des députés, entre 2008 et 2013.
  - Donatille Mukabalisa, depuis 2013.
- Salvador, Gloria Salguero Gross (1941-2015), présidente de l'Assemblée législative, entre le 1er mai 1994 et le 1er mai 1997.
- Sainte-Lucie, Alvina Reynolds, présidente du Sénat depuis le 24 novembre 2022.
- Samis, Tiina Sanila-Aikio (née en 1983), présidente du Parlement entre le 28 mars 2015 et le 28 février 2020.
- Sao Tomé-et-Principe
  - Alda do Espírito Santo (1926-2010), présidente de l'Assemblée nationale, entre le 12 mai 1980 et le 2 avril 1991.
  - Celmira Sacramento, présidente de l'Assemblée nationale depuis le 8 novembre 2022.
- Serbie
  - Nataša Mićić (née en 1965), présidente de l'Assemblée nationale du 6 décembre 2001 au 4 février 2004 ;
  - Slavica Đukić Dejanović (née en 1951), présidente de l'Assemblée nationale du 25 juin 2008 au 31 mai 2012 ;
  - Maja Gojković (née en 1963), présidente de l'Assemblée nationale du 23 avril 2014 au 3 août 2020 ;
  - Ana Brnabić (née en 1975), présidente de l'Assemblée nationale depuis le 20 mars 2024.
- Singapour, Halimah Yacob (1954-), présidente du Parlement, entre le 14 janvier 2013 et le 7 août 2017.
- Suède
  - Ingegerd Troedsson (1929-2012), présidente du Riksdag du 30 septembre 1991 au 3 octobre 1994 ;
  - Birgitta Dahl (née en 1937), présidente du Riksdag du 3 octobre 1994 au 30 septembre 2002.
- Suisse
  - Présidentes du Conseil des États
    - Josi Meier (1926-2006), en 1991-1992 ;
    - Françoise Saudan (née en 1939), en 2000-2001 ;
    - Erika Forster-Vannini (née en 1944), en 2009-2010 ;
    - Karin Keller-Sutter (née en 1963), en 2017-2018 ;
    - Brigitte Häberli-Koller (née en 1958), en 2022-2023 ;
    - Eva Herzog (née en 1961), en 2023-2024.

  - Présidentes du Conseil national
    - Elisabeth Blunschy (1922-2015), en 1977 ;
    - Hedi Lang (1931-2004), en 1981-1982 ;
    - Judith Stamm (1934-2022), en 1996-1997 ;
    - Trix Heberlein (née en 1942), en 1998-1999 ;
    - Liliane Maury Pasquier (née en 1956), en 2001-2002 ;
    - Thérèse Meyer-Kaelin (née en 1948), en 2005 ;
    - Christine Egerszegi-Obrist (née en 1956), en 2006-2007 ;
    - Chiara Simoneschi-Cortesi (née en 1946), en 2008-2009 ;
    - Pascale Bruderer (née en 1977), en 2009-2010 ;
    - Maya Graf (née en 1962), en 2012-2013 ;
    - Christa Markwalder (née en 1975), en 2015-2016 ;
    - Marina Carobbio Guscetti (née en 1966), en 2018-2019 ;
    - Isabelle Moret (née en 1970), en 2019-2020 ;
    - Irène Kälin (née en 1987), en 2021-2022.
- Suriname, Jennifer Geerlings-Simons (née en 1953), présidente de l’Assemblée nationale, du 30 juin 2010 au 28 juin 2020.
- Tanzanie, Anne Makinda (née en 1949), présidente de l’Assemblée nationale, du 12 novembre 2010 au 16 novembre 2015.
- Timor oriental, Maria Fernanda Lay (en) (née en 1954), présidente du Parlement national depuis le 22 juin 2023.
- Tchécoslovaquie, Františka Plamínková (1875-1942), présidente du Sénat en 1936.
- Trinité-et-Tobago, Christine Kangaloo, présidente du Sénat de 2015 à 2023.
- Turkménistan,
  - Akja Nurberdiýewa (née en 1957), présidente de l'Assemblée de 2006 à 2018 ;
  - Gülşat Mämmedowa (née en 1964), présidente de l'Assemblée de 2018 à 2023 ;
  - Dünýägözel Gulmanowa (née en 1989), présente de l'Assemblée depuis 2023.
- Uruguay, Lucía Topolansky (née en 1944), présidente du Sénat, du 15 février au 1er mars 2010.
- Venezuela
  - Cilia Flores (née en 1953), présidente de l'Assemblée nationale, du 15 août 2006 au 5 janvier 2011 ;
  - Delcy Rodríguez (née en 1970), présidente de l'Assemblée nationale constituante, du 4 août 2017 au 14 juin 2018.
- Vietnam, Nguyễn Thị Kim Ngân (née en 1954), présidente de l'Assemblée nationale du 31 mars 2016 au 30 mars 2021.
- Zimbabwe
  - Edna Madzongwe (née en 1943), présidente du Sénat, du 30 novembre 2005 au 11 septembre 2018 ;
  - Mabel Chinomona (née en 1958), présidente du Sénat, depuis le 11 septembre 2018.

## Dirigeantes d'instances et agences de l'Organisation des Nations unies

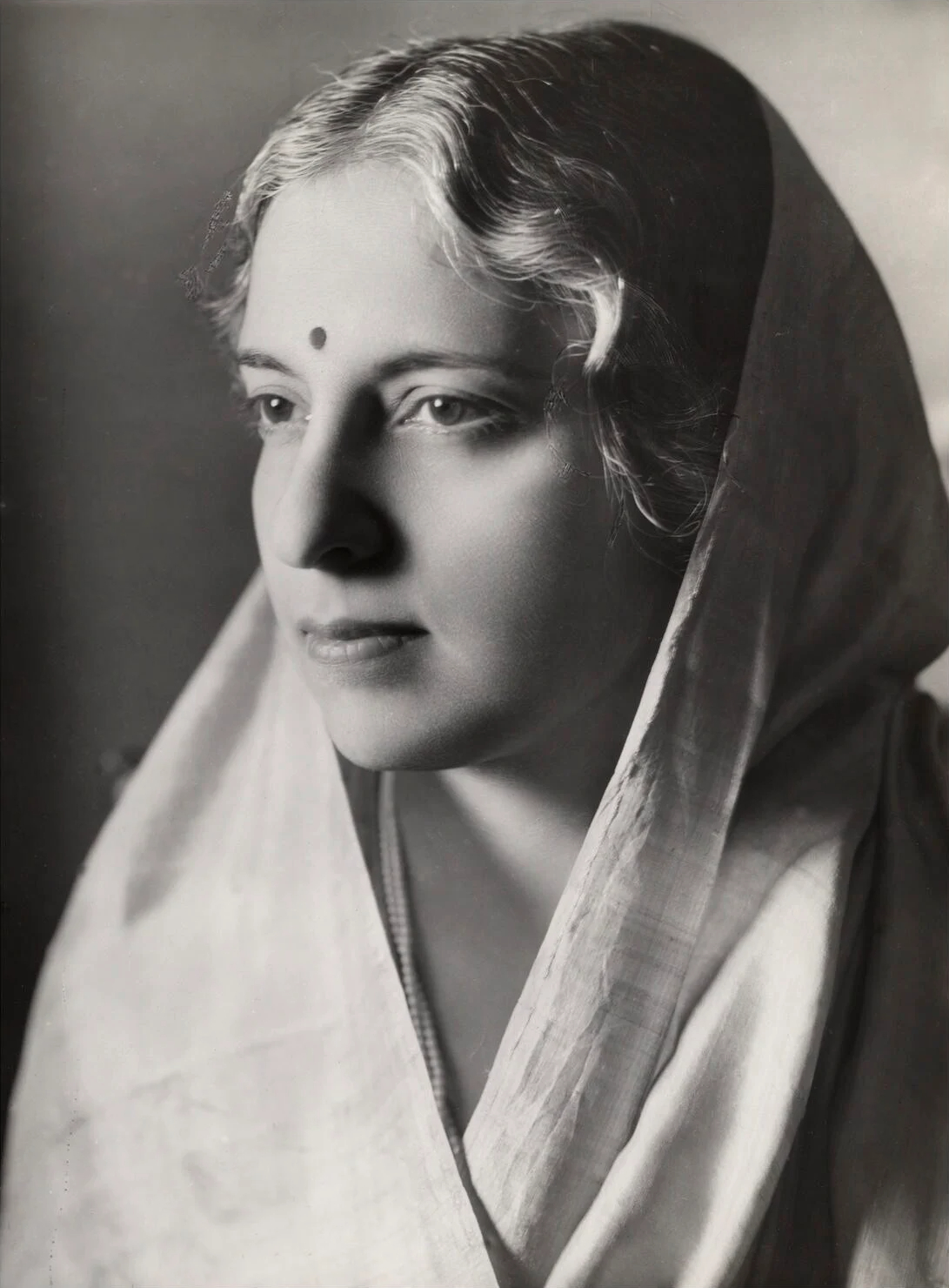
Vijaya Lakshmi Pandit, première femme élue présidente de l'Assemblée générale des Nations unies, en 1953.

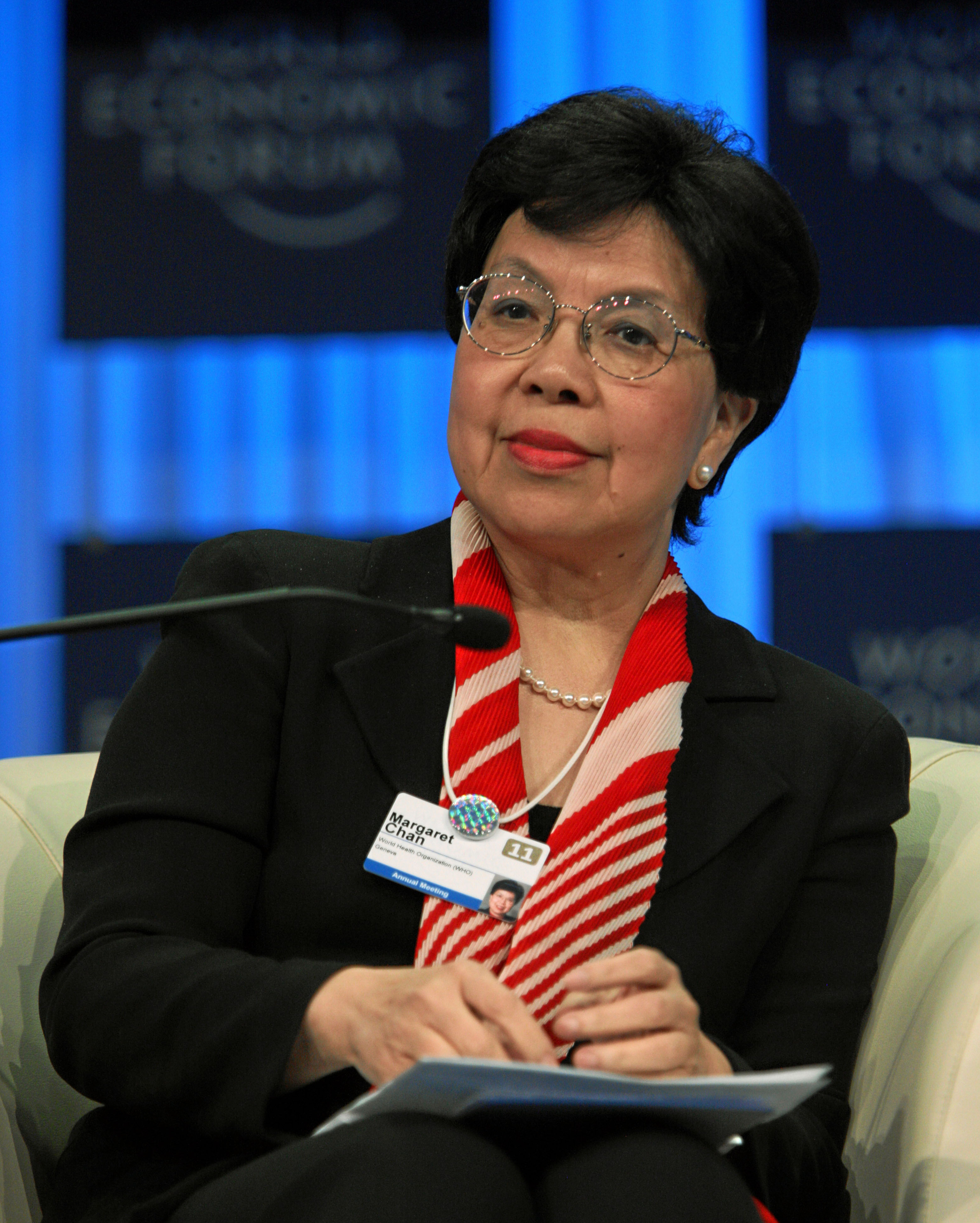
Margaret Chan, directrice générale de l'Organisation mondiale de la santé de 2007 à 2017.

### Présidentes de l'Assemblée générale
- Vijaya Lakshmi Pandit (1900-1990), de 1953 à 1954 ;
- Angie Elisabeth Brooks (1928-2007), de 1969 à 1970 ;
- Haya Rashed Al-Khalifa (née en 1952), de 2006 à 2007 ;
- María Fernanda Espinosa (née en 1964), de 2018 à 2019.

### Hautes Commissaires aux droits de l'homme (HCDH)
- Mary Robinson, de 1997 à 2002.
- Louise Arbour, de 2004 à 2008.
- Navanethem Pillay, de 2008 à 2014.

### Présidentes et vice-présidentes de la Cour internationale de justice (CIJ)
- Rosalyn Higgins, présidente de 2006 à 2009 ;
- Joan Donoghue, présidente depuis 2021 ;
- Xue Hanqin, vice-présidente de 2018 à 2021.

### Directrices générales de l'Organisation mondiale de la santé (OMS)
- Gro Harlem Brundtland (née en 1939), de 1998 à 2003.
- Margaret Chan (née en 1947), de 2007 à 2017.

### Directrices générales de l'UNESCO
- Irina Bokova (née en 1952), de 2009 à 2017.
- Audrey Azoulay (née en 1972), depuis 2017.

## Dirigeantes d'autres organisations

### Politiques
- Secrétaire générale du Conseil de l'Europe, Catherine Lalumière (née en 1935), entre 1989 et 1994.
- Secrétaire générale de l'Organisation internationale de la Francophonie :
  - Michaëlle Jean (née en 1957), de 2015 à 2019 ;
  - Louise Mushikiwabo (née en 1961), depuis 2019.
- Présidente de la Commission de l'Union africaine, Nkosazana Dlamini-Zuma (née en 1949), de 2012 à 2017.
- Présidente d'Interpol, Mireille Ballestrazzi (née en 1954), de 2012 à 2016.
- Présidente de la Commission européenne, Ursula von der Leyen (née en 1958), depuis 2019.

### Économiques
- Directrice générale de l'Organisation mondiale du commerce : Ngozi Okonjo-Iweala (née en 1954), depuis 2021.
- Directrices générales du Fonds monétaire international :
  - Anne Krueger (née en 1934), par intérim de mars à juin 2004,
  - Christine Lagarde (née en 1956), de 2011 à 2019.
  - Kristalina Gueorguieva (née en 1953), depuis 2019.
- Présidentes de la SEC (États-Unis) :
  - Mary Schapiro (née en 1955), entre 2009 et 2012 ;
  - Elisse Walter (née en 1950), entre 2012 et 2013 ;
  - Mary Jo White (née en 1947), entre 2013 et 2017 ;
  - Allison Lee, par intérim de janvier à août 2021.
- Présidente du Conseil des gouverneurs de la Réserve fédérale des États-Unis : Janet Yellen (née en 1946), de 2014 à 2018.
- Présidente du Banque centrale de la fédération de Russie : Elvira Nabioullina (née en 1963), depuis 2013.
- Présidente de la Banque centrale européenne : Christine Lagarde (née en 1956), depuis 2019.

### Professionnelles
- Présidente de la Confindustria (Italie), Emma Marcegaglia (née en 1959), entre 2008 et 2012.
- Secrétaire générale de la CFDT (France) :
  - Nicole Notat (née en 1947), de 1992 à 2002 ;
  - Marylise Léon (née en 1976), depuis 2023.
- Présidente du MEDEF (France), Laurence Parisot (née en 1959), de 2005 à 2013.
- Présidente de l'UTICA (Tunisie), Wided Bouchamaoui (née en 1961), de 2011 à 2018.

## Chefs d'exécutif fédéré ou régional
- Afrique du Sud
  - Cap-Oriental :

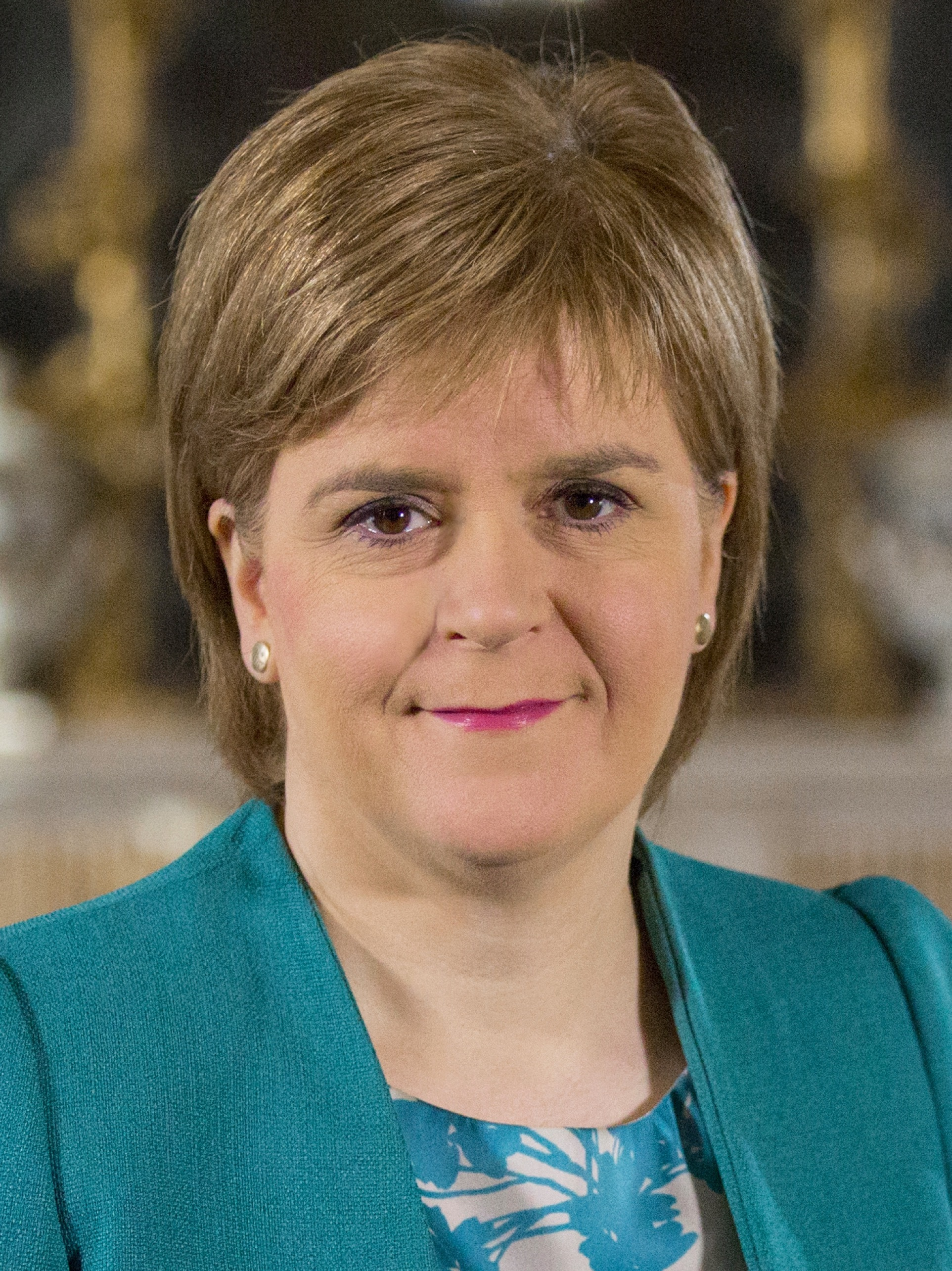
Nicola Sturgeon, Première ministre d'Écosse de 2014 à 2023.

    - Nosimo Balindlela, Première ministre de 2004 à 2008 ;
    - Noxolo Kiviet, Première ministre de 2009 à 2014 ;

  - État-Libre :
    - Ivy Matsepe-Casaburri, Première ministre de 1996 à 1999 ;
    - Winkie Direko, Première ministre de 1999 à 2004 ;
    - Beatrice Marshoff, Première ministre de 2004 à 2009 ;

  - Gauteng, Nomvula Mokonyane Première ministre de 2009 à 2014 ;
  - Nord-Ouest :
    - Edna Molewa, Première ministre de 2004 à 2009 ;
    - Maureen Modiselle, Première ministre de 2009 à 2010 ;
    - Thandi Modise, Première ministre de 2010 à 2014 ;

  - Cap-Nord :
    - Dipuo Peters, Première ministre de 1998 à 2009 ;
    - Hazel Jenkins, Première ministre de 2009 à 2012 ;
    - Grizelda Cjiekella, Première ministre par intérim de 2012 à 2013 ;
    - Sylvia Lucas, Première ministre de 2013 à 2019 ;

  - Cap-Occidental :
    - Lynne Brown, Première ministre de 2008 à 2009 ;
    - Helen Zille, Première ministre de 2009 à 2019.
- Allemagne
  - Berlin : Franziska Giffey, bourgmestre-gouverneure de 2021 à 2023 ;
  - Mecklembourg-Poméranie-Occidentale : Manuela Schwesig, ministre-présidente depuis 2017 ;
  - Rhénanie-du-Nord-Westphalie : Hannelore Kraft, ministre-présidente de 2010 à 2017 ;
  - Rhénanie-Palatinat : Malu Dreyer, ministre-présidente depuis 2013 ;
  - Sarre :
    - Annegret Kramp-Karrenbauer, ministre-présidente de 2011 à 2018 ;
    - Anke Rehlinger, ministre présidente depuis 2022.

  - Schleswig-Holstein : Heide Simonis, ministre-présidente de 1993 à 2005 ;
  - Thuringe : Christine Lieberknecht, ministre-présidente de 2009 à 2014.
- Argentine
  - Buenos Aires (province) : María Eugenia Vidal, gouverneure de 2015 à 2019 ;
  - Catamarca : Lucía Corpacci, gouverneure de 2011 à 2019 ;
  - Río Negro : Arabela Carreras, gouverneure depuis 2019 ;
  - San Luis : María Alicia Lemme, gouverneure de 2001 à 2003 ;
  - Santa Cruz : Alicia Kirchner, gouverneure depuis 2015 ;
  - Santiago del Estero : Mercedes Aragonés de Juárez, gouverneure de 2002 à 2004 ;
  - Terre de Feu, Antarctique et Îles de l'Atlantique Sud :
    - Matilde Menéndez, gouverneure de 1991 à 1992 ;
    - Fabiana Ríos, gouverneure de 2007 à 2015 ;
    - Rosana Bertone, gouverneure de 2015 à 2019.
- Autriche
  - Basse-Autriche : Johanna Mikl-Leitner, Landeshauptfrau depuis 2017 ;
  - Salzbourg : Gabi Burgstaller, Landeshauptfrau de 2004 à 2013 ;
  - Styrie : Waltraud Klasnic, Landeshauptfrau de 1996 à 2005.
- Australie
  - Australie-Occidentale : Carmen Lawrence, Première ministre de 1990 à 1993 ;
  - Territoire de la capitale australienne :
    - Rosemary Follett, ministre en chef en 1989 et de 1991 à 1995 ;
    - Kate Carnell, ministre en chef de 1995 à 2000 ;
    - Katy Gallagher, ministre en chef de 2011 à 2014 ;

  - Territoire du Nord : Clare Martin, ministre en chef de 2001 à 2007 ;
  - Nouvelle-Galles du Sud :
    - Kristina Keneally, Première ministre de 2009 à 2011 ;
    - Gladys Berejiklian, Première ministre de 2017 à 2021 ;

  - Queensland :
    - Anna Bligh, Première ministre de 2007 à 2012 ;
    - Annastacia Palaszczuk, Première ministre depuis 2015 ;

  - Tasmanie : Lara Giddins, Première ministre de 2011 à 2014 ;
  - Victoria : Lindsay Thompson, Première ministre de 1991 à 1992.
- Belgique
  - Communauté française de Belgique :
    - Laurette Onkelinx, ministre-présidente de 1993 à 1999 ;
    - Marie Arena, ministre-présidente de 2004 à 2008 ;
- Brésil :
  - Amapá : Dalva Figueiredo, gouverneure de 2002 à 2003 ;
  - Ceará : Izolda Cela, gouverneure en 2022 ;
  - District fédéral brésilien : Maria de Lourdes Abadia, gouverneure de 2006 à 2007 ;
  - Maranhão : Roseana Sarney, gouverneure de 1995 2002, puis de 2009 à 2014 ;
  - Pará : Ana Carepa, gouverneure de 2007 à 2011 ;
  - Pernambouc : Raquel Lyra, gouverneure en 2022
  - Piauí : Regina Sousa, gouverneure en 2022 ;
  - Rio de Janeiro :
    - Benedita da Silva, gouverneure de 2002 à 2003 ;
    - Rosinha Garotinho, gouverneure de 2003 à 2007 ;

  - Rio Grande do Norte :
    - Wilma de Faria, gouverneure de 2003 à 2010 ;
    - Rosalba Ciarlini, gouverneure de 2011 à 2015 ;
    - Fátima Bezerra, gouverneure depuis 2019 ;

  - Rio Grande do Sul : Yeda Crusius, gouverneure de 2007 à 2011 ;
  - Roraima : Suely Campos, gouverneure de 2015 à 2018.
- Canada
  - Alberta :
    - Alison Redford, Première ministre de 2011 à 2014 ;
    - Rachel Notley, Première ministre de 2015 à 2019 ;
    - Danielle Smith, Première ministre depuis 2022 ;

  - Colombie-Britannique : 
    - Rita Johnston, Première ministre en 1991 ;
    - Christy Clark, Première ministre de 2011 à 2017 ;

  - Ontario : Kathleen Wynne, Première ministre de 2013 à 2018 ;
  - Île-du-Prince-Édouard : Catherine Callbeck, Première ministre de 1993 à 1996 ;
  - Manitoba : Heather Stefanson, Première ministre depuis 2021 ;
  - Nunavut : Eva Aariak, Première ministre de 2008 à 2013;
  - Québec : Pauline Marois, Première ministre de 2012 à 2014.
  - Terre-Neuve-et-Labrador : Kathy Dunderdale, Première ministre de 2010 à 2014 ;
  - Territoires du Nord-Ouest : 
    - Nellie Cournoyea, Première ministre de 1991 à 1995 ;
    - Caroline Cochrane, Première ministre depuis 2019 ;

  - Yukon : Pat Duncan, Première ministre de 2000 à 2002 ;
- Espagne
  - Andalousie : Susana Díaz, présidente de la Junte de 2013 à 2018 ;
  - Aragon : Luisa Fernanda Rudi, présidente de 2011 à 2015 ;
  - Îles Baléares :
    - Francina Armengol, présidente entre 2015 et 2023 ;
    - Marga Prohens, présidente depuis 2023 ;

  - Cantabrie : María José Sáenz de Buruaga, présidente depuis 2023 ;
  - Castille-La Manche : María Dolores de Cospedal, présidente de la Junte de 2011 à 2015 ;
  - Estrémadure : María Guardiola, présidente depuis 2023 ;
  - Communauté de Madrid :
    - Esperanza Aguirre, présidente de 2003 à 2012 ;
    - Cristina Cifuentes, présidente de 2015 à 2018 ;
    - Isabel Díaz Ayuso, présidente depuis 2019 ;

  - Région de Murcie : María Antonia Martínez, présidente de 1993 à 1995 ;
  - Navarre : 
    - Yolanda Barcina, présidente de 2011 à 2015 ;
    - Uxue Barkos, présidente de 2015 à 2019 ;
    - María Chivite, présidente depuis 2019 ;

  - La Rioja : Concha Andreu, présidente entre 2019 et 2023.
- France[4]
  - Bourgogne-Franche-Comté : Marie-Guite Dufay, présidente du conseil régional depuis 2016 ;
  - Corse : Marie-Antoinette Maupertuis, présidente de l'assemblée depuis 2021 ;
  - Franche-Comté : Marie-Guite Dufay, présidente du conseil régional de 2008 à 2015 ;
  - Guadeloupe :
    - Lucette Michaux-Chevry, présidente du conseil régional de 1998 à 2004 ;
    - Josette Borel-Lincertin, présidente du conseil régional de 2012 à 2014 ;

  - Île-de-France : Valérie Pécresse, présidente du conseil régional depuis 2015 ;
  - Nord-Pas-de-Calais : Marie-Christine Blandin, présidente du conseil régional de 1992 à 1998 ;
  - Nouvelle-Calédonie :
    - Marie-Noëlle Thémereau, présidente du gouvernement entre 2004 et 2007 ;
    - Cynthia Ligeard, présidente du gouvernement entre 2014 et 2015 ;

  - Occitanie : Carole Delga, présidente du conseil régional depuis 2016 ;
  - Pays de la Loire : Christelle Morançais, présidente du conseil régional depuis 2016 ;
  - Poitou-Charentes : Ségolène Royal, présidente du conseil régional de 2004 à 2014 ;
  - La Réunion : 
    - Margie Sudre, présidente du conseil régional de 1993 à 1994 ;
    - Huguette Bello, présidente du conseil régional depuis 2021.
- États-Unis
  - Alabama :
    - Lurleen Wallace, gouverneure de 1967 à 1968 :
    - Kay Ivey, gouverneure depuis 2019.

  - Alaska : Sarah Palin, gouverneure de 2006  à 2009.
  - Arizona :
    - Rose Mofford, gouverneure de 1988 à 1991 ;
    - Jane Dee Hull, gouverneure de 1997 à 2003 ;
    - Janet Napolitano, gouverneure de 2003 à 2009 ;
    - Jan Brewer, gouverneure de 2009 à 2015.

  - Caroline du Nord : Beverly Perdue, gouverneure de 2009 à 2013.
  - Caroline du Sud : Nikki Haley, gouverneure de 2011 à 2017.
  - Connecticut :
    - Ella T. Grasso, gouverneure de 1975 à 1980 ;
    - Jodi Rell, gouverneure de 2004 à 2011.

  - Dakota du Sud : Kristi Noem, gouverneure depuis 2019.
  - Delaware : Ruth Ann Minner, gouverneure de 2001 à 2009.
  - Hawaï : Linda Lingle, gouverneure de 2002 à 2010.
  - Iowa : Kim Reynolds, gouverneure depuis 2017.
  - Kansas :
    - Joan Finney, gouverneure de 1991 à 1995 ;
    - Kathleen Sebelius, gouverneure de 2003 à 2009 ;
    - Laura Kelly, gouverneure depuis 2019.

  - Kentucky : Martha Layne Collins, gouverneure de 1983 à 1987.
  - Louisiane : Kathleen Blanco, gouverneure de 2004 à 2008.
  - Maine : Janet Mills, gouverneure depuis 2019.
  - Massachusetts : Jane Swift, gouverneure par intérim de 2001 à 2003.
  - Michigan :
    - Jennifer Granholm, gouverneure de 2003 à 2011 ;
    - Gretchen Whitmer, gouverneure depuis 2019.

  - Montana : Judy Martz, gouverneure de 2001 à 2005.
  - Nebraska : Kay A. Orr, gouverneure de 1987 à 1991.
  - New Hampshire :
    - Vesta M. Roy, gouverneure par intérim de 1982 et 1983 ;
    - Jeanne Shaheen, gouverneure de 1997 à 2003 ;
    - Maggie Hassan, gouverneure de 2013 à 2017.

  - New Jersey : Christine Todd Whitman, gouverneure de 1994 et 2001 ;
  - Nouveau-Mexique :
    - Susana Martinez, gouverneure de 2011 à 2019 ;
    - Michelle Lujan Grisham, gouverneure depuis 2019.

  - Ohio : Nancy Hollister, gouverneure par intérim de 1998 à 1999.
  - Oklahoma : Mary Fallin, gouverneure de 2011 à 2019.
  - Oregon :
    - Barbara Roberts, gouverneure de 1991 à 1995 ;
    - Kate Brown, gouverneure depuis 2015.

  - Rhode Island : Gina Raimondo, gouverneure depuis 2015.
  - Texas :
    - Miriam Ferguson, gouverneure de 1925 à 1927 puis de 1933 à 195 ;
    - Ann Richards, gouverneure de 1991 à 1995.

  - Utah : Olene S. Walker, gouverneure de 2003 à 2005.
  - Vermont : Madeleine May Kunin, gouverneure de 1985 à 1991.
  - Washington :
    - Dixy Lee Ray, gouverneure de 1977 à 1981 ;
    - Christine Gregoire, gouverneure de 2005 à 2013.

  - Guam : Lou Leon Guerrero, gouverneure depuis 2019.
  - Porto Rico :
    - Sila María Calderón, gouverneure de 2001 à 2005 ;
    - Wanda Vázquez, gouverneure depuis 2019.
- Inde
  - Assam : Syeda Anwara Taimur, ministre en chef de 1980 à 1981 ;
  - Bihar : Rabri Devi, ministre en chef de 1999 à 2005 ;
  - Delhi :
    - Sushma Swaraj, ministre en chef en 1998 ;
    - Sheila Dikshit, ministre en chef de 1998 à 2013 ;

  - Goa : Shashikala Kakodkar, ministre en chef de 1973 à 1979 ;
  - Gujarat : Anandiben Patel, ministre en chef de 2014 à 2016 ;
  - Jammu-et-Cachemire : Mehbooba Mufti, ministre en chef depuis 2016 ;
  - Madhya Pradesh : Uma Bharti, ministre en chef de 2003 à 2004 ;
  - Odisha : Nandini Satpathy, ministre en chef de 1972 à 1973 et de 1964 à 1976 ;
  - Pendjab : Rajinder Kaur Bhattal, ministre en chef de 1996 à 1997 ;
  - Rajasthan : Vasundhara Raje, ministre en chef de 2003 à 2008 et depuis 2013 ;
  - Tamil Nadu :
    - Janaki Ramachandran, ministre en chef en 1988 ;
    - Jayalalithaa Jayaram, ministre en chef de 1991 à 1996, en 2001, de 2002 à 2006, de 2011 à 2014, et de 2015 à 2016 ;

  - Uttar Pradesh :
    - Sucheta Kripalani, ministre en chef de 1963 à 1967 ;
    - Mayawati Kumari, ministre en chef en 1995, en 1997, de 2002 à 2003 et de 2007 à 2012 ;

  - Bengale-Occidental : Mamata Banerjee, ministre en chef depuis 2011.
- Italie
  - Calabre : Jole Santelli, présidente en 2020 ;
  - Émilie-Romagne : Simonetta Saliera, présidente par intérim en 2014 ;
  - Frioul-Vénétie Julienne :
    - Alessandra Guerra, présidente de 1994 à 1995 ;
    - Debora Serracchiani, présidente de 2013 à 2018 ;

  - Latium : Renata Polverini, présidente de 2010 à 2013 ;
  - Lombardie : Fiorella Ghilardotti, présidente de 1992 à 1994 ;
  - Ombrie :
    - Maria Rita Lorenzetti, présidente de 2000 à 2010 ;
    - Catiuscia Marini, présidente de 2010 à 2019 ;

  - Piémont : Mercedes Bresso, présidente de 2005 à 2010 ;
  - Sardaigne : Alessandra Todde depuis 2024 ;
  - Trentin-Haut-Adige : Margherita Cogo, présidente entre 1998 et 2002.
- Mexique
  - Basse-Californie: Marina del Pilar Ávila Olmeda, gouverneure depuis 2021;
  - Campeche : Layda Sansores San Román, gouverneure depuis 2021;
  - Chihuahua: María Eugenia Campos Galván, gouverneure depuis 2021
  - Colima : Griselda Álvarez, gouverneure de 1979 à 1985 ;
  - Guerrero: Evelyn Salgado Pineda, gouverneure depuis 2021;
  - Sonora : Claudia Pavlovich Arellano, gouverneure de 2015 à 2021;
  - Tlaxcala : 
    - Beatriz Paredes Rangel, gouverneure de 1987 à 1992 ;
    - Lorena Cuéllar Cisneros, gouverneure depuis 2021 ;

  - Yucatán : Ivonne Ortega Pacheco, gouverneure de 2007 à 2012 ;
  - Zacatecas : Amalia García Medina, gouverneure de 2004 à 2010.
- Pologne
  - Lubusz : Elżbieta Polak, présidente depuis 2010 ;
  - Opole : Ewa Olszewska, présidente de 2002 à 2003 ;
- République démocratique du Congo
  - Tshopo : Madeleine Nikomba Sabangu, gouverneure depuis 2022 ;
  - Lualaba : Fifi Masuka Saini, vice-gouverneure depuis 2016.
- République tchèque
  - Bohême-Centrale :
    - Zuzana Moravcíková, présidente en 2012 ;
    - Jaroslava Jermanová, présidente depuis 2016 ;

  - Karlovy Vary : Jana Vildumetzová, présidente depuis 2016 ;
  - Plzeň : Milada Emmerová, présidente de 2008 à 2010 ;
  - Prague : Adriana Krnácová, maire depuis 2014 ;
  - Ústí nad Labem : Jana Vanhová, présidente de 2008 à 2012.
- Royaume-Uni
  - Écosse : Nicola Sturgeon, Première ministre de 2014 à 2023 ;
  - Irlande du Nord :
    - Arlene Foster, Première ministre par intérim en 2010, en 2015, de plein exercice de 2016 à 2017 puis de 2020 à 2021.
    - Michelle O'Neill, Première ministre depuis 2024.
- Venezuela
  - Cojedes :
    - Erika Farías, gouverneure de 2012 à 2016 ;
    - Margaud Godoy, gouverneure depuis 2016 ;

  - Delta Amacuro
    - Yelitze Santaella, gouverneure de 2000 à 2008 ;
    - Lizeta Hernández, gouverneure depuis 2008 ;

  - Falcón : Stella Lugo, gouverneure de 2008 à 2016 ;
  - Lara : Carmen Meléndez, gouverneure depuis 2017 ;
  - Monagas : Yelitze Santaella, gouverneure depuis 2017 ;
  - Nueva Esparta : Irene Sáez, gouverneure de 1999 à 2000 ;
  - Táchira : Laidy Gómez, gouverneure depuis 2017.

## Maires de grandes villes

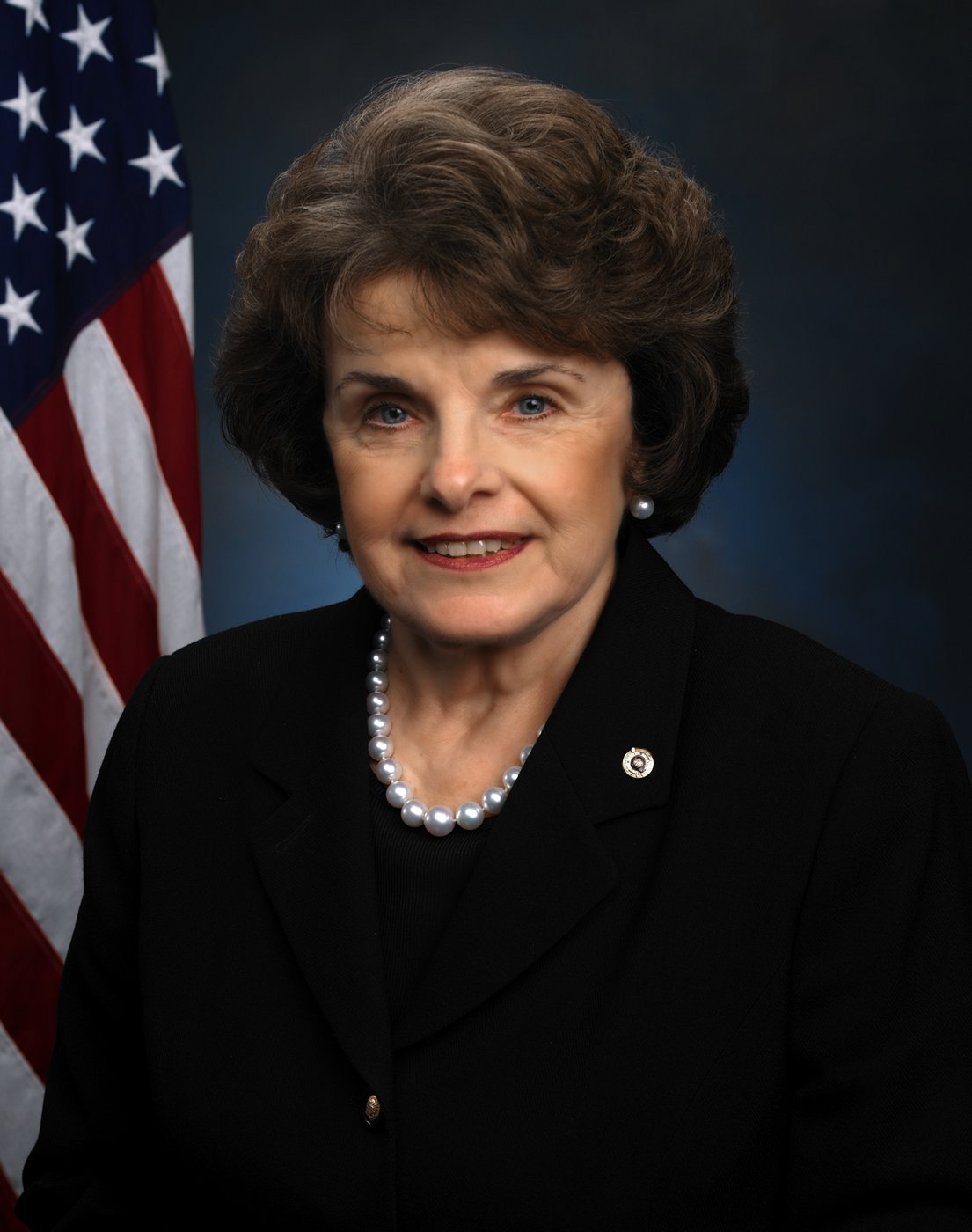
Dianne Feinstein, maire de San Francisco entre 1978 et 1988.

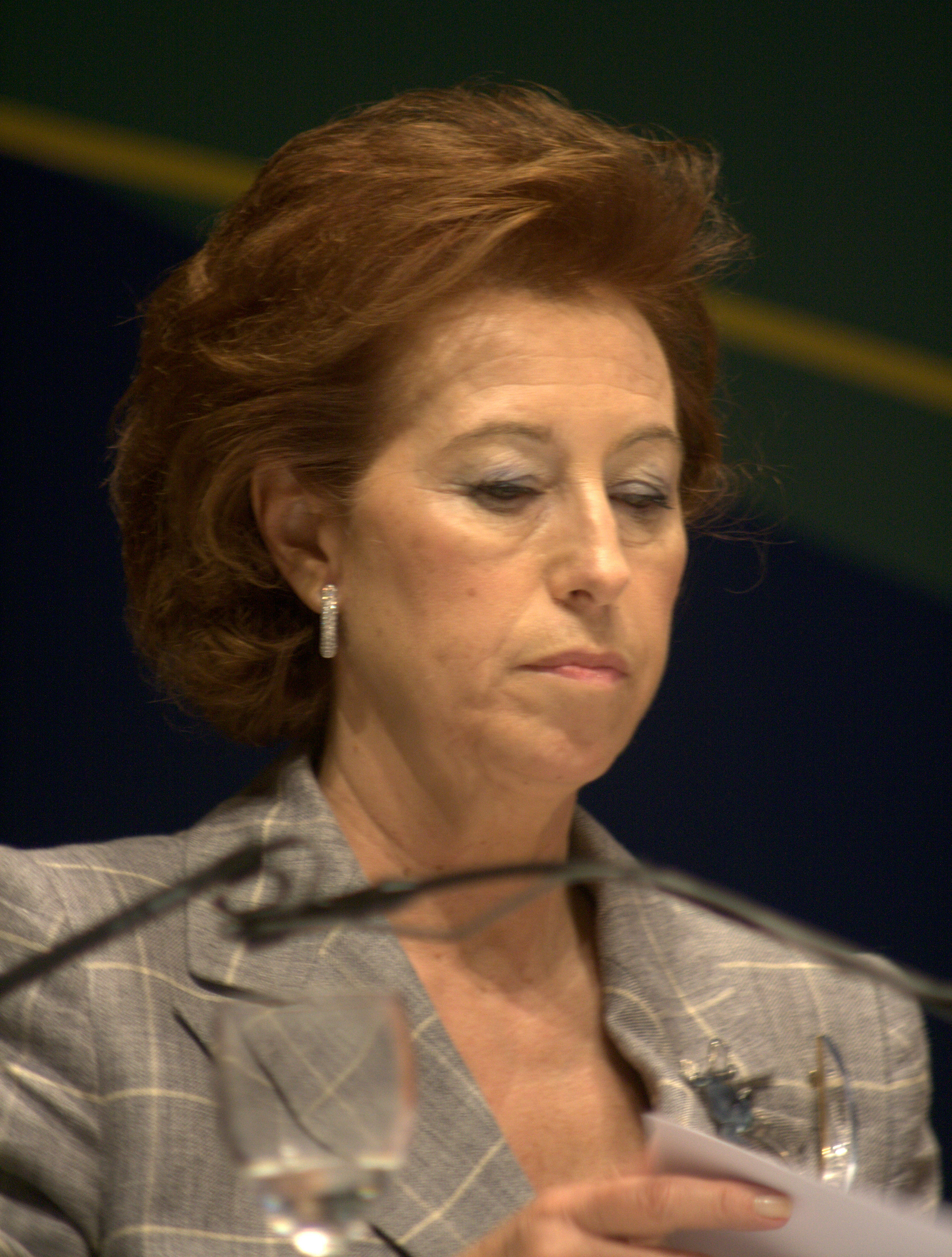
Letizia Moratti, maire de Milan entre 2006 et 2011.

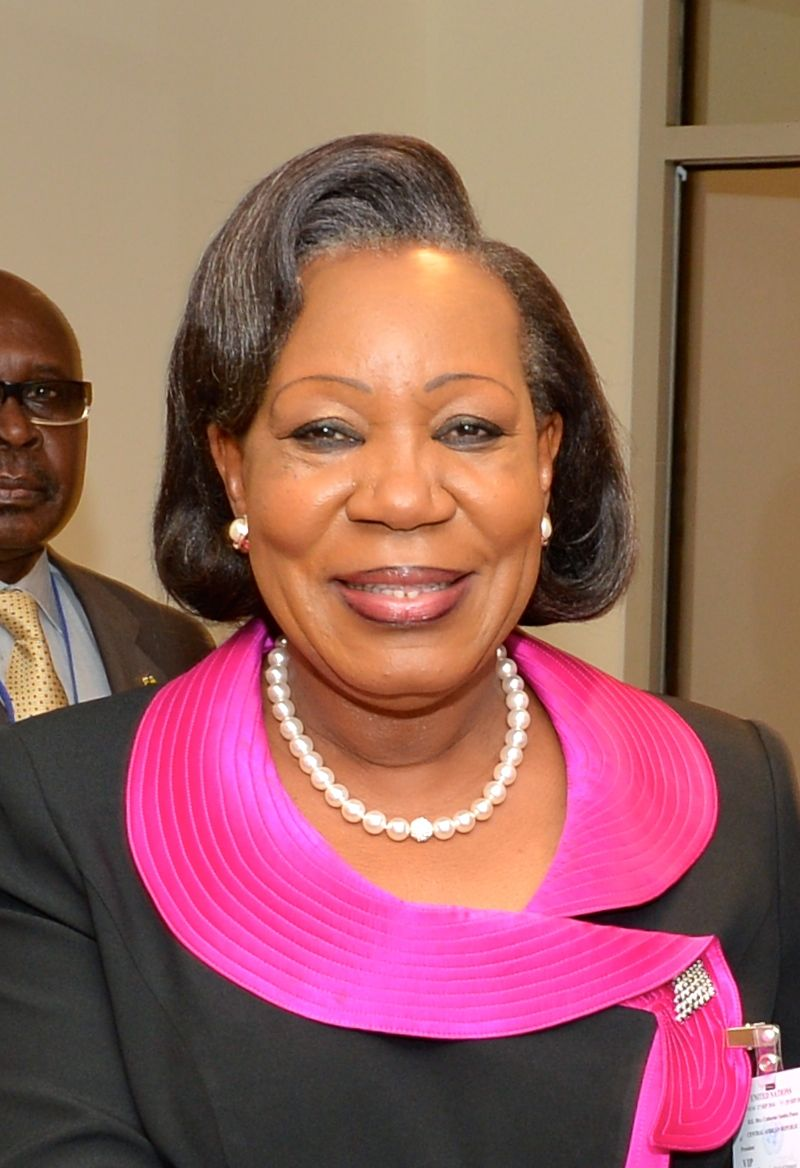
Catherine Samba-Panza, maire de Bangui entre 2013 et 2014.

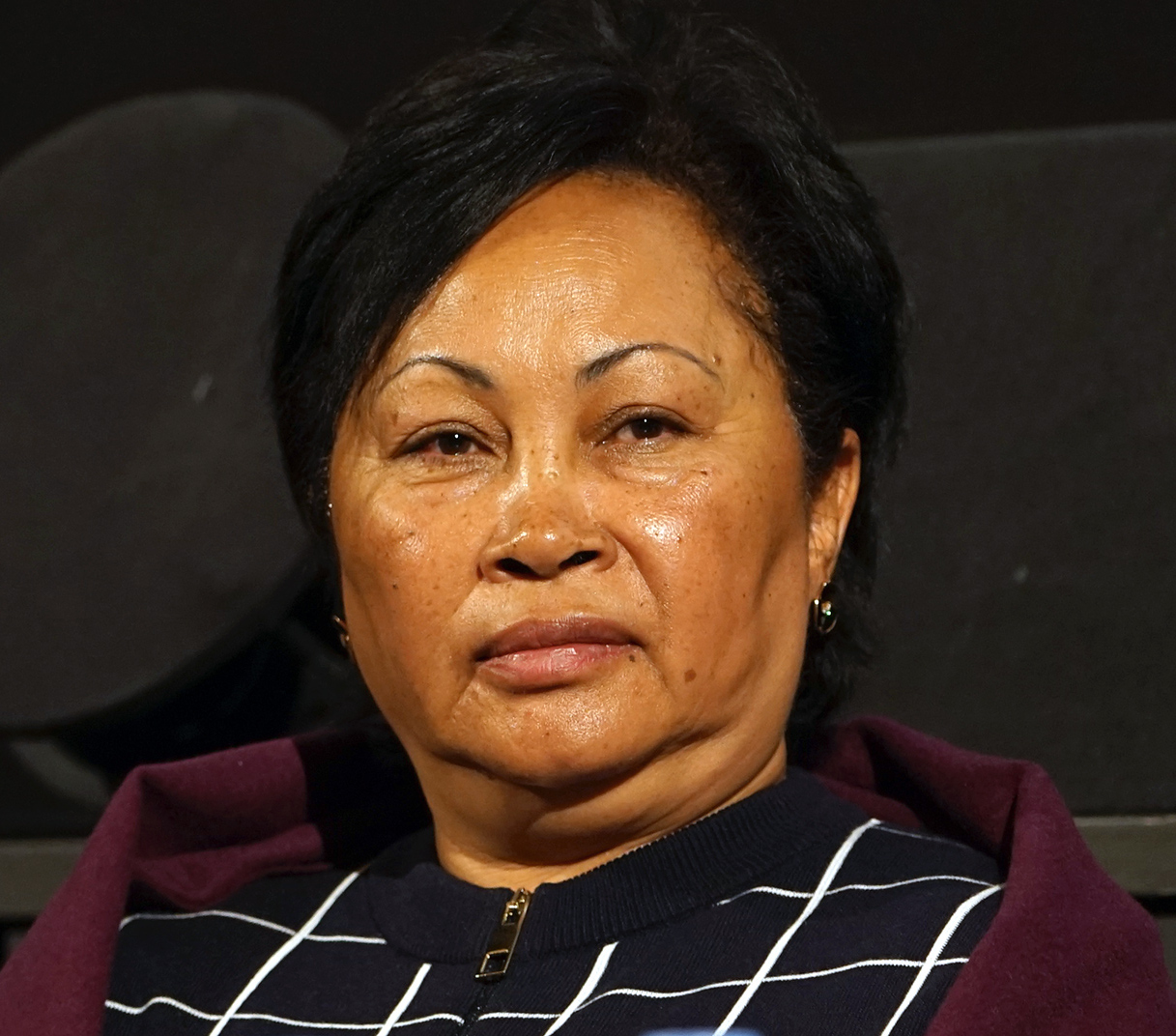
Lalao Ravalomanana, maire d'Antananarivo entre 2015 et 2020.

- Addis-Abeba (Éthiopie) : Adanech Abebe, maire depuis 2021.
- Alicante (Espagne) : Sonia Castedo (née en 1970), maire entre 2008 et 2015.
- Amsterdam (Pays-Bas) :
  - Kajsa Ollongren, bourgmestre par intérim en 2017 ;
  - Femke Halsema, bourgmestre depuis 2018.
- Andorre-la-Vieille (Andorre) :
  - Maria Rosa Ferrer Obiols, maire de 2007 à 2011 ;
  - Conxita Marsol Riart, maire de 2016 à 2023.
- Antananarivo (Madagascar) :
  - Michèle Ratsivalaka, maire par intérim en 2009 ;
  - Olga Rasmimanana, maire par intérim entre 2013 et 2014 ;
  - Lalao Ravalomanana (née en 1953), maire de 2015 à 2020.
- Athènes (Grèce) : Dóra Bakoyánni (née en 1954), maire de 2003 à 2006.
- Bagdad (Irak) : Zekra Alwach, maire de 2015 à 2020.
- Baltimore (États-Unis) :
  - Sheila Dixon (née en 1953), maire entre 2007 et 2010 ;
  - Stephanie Rawlings-Blake (née en 1970), maire de 2010 à 2016 ;
  - Catherine Pugh (née en 1950), maire de 2016 à 2019.
- Bangui (Centrafrique) :
  - Marguerite Balenguélé-Zarambaud, maire de 1989 à 1992 ;
  - Anne-Marie Ngouyombo, maire en 1995 ;
  - Cécile Guéret (née en 1954), maire de 2000 à 2003 ;
  - Catherine Samba-Panza (née en 1956), maire de 2013 à 2014 ;
  - Yacinthe Wodobodé, maire de 2014 à 2016.
- Banjul (Gambie) : Rohey Malick Lowe, maire depuis 2018.
- Barcelone (Espagne) : Ada Colau (née en 1974), maire de 2015 à 2023.
- Belgrade (Serbie) :
  - Slobodanka Gruden (née en 1940), maire de 1993 à 1994.
  - Radmila Hrustanović (née en 1952), maire de 2001 à 2004.
- Berlin (Allemagne) :
  - Louise Schroeder (1887-1957), maire par intérim entre 1947 et 1948 et en 1951 ;
  - Ingrid Pankraz (née en 1948), maire par intérim de Berlin-Est en 1990 ;
  - Franziska Giffey (née en 1978), bourgmestre-gouverneure de 2021 à 2023.
- Bogota (Colombie) : Claudia López (née en 1970), maire de 2020 à 2024.
- Bombay (Inde) : 
  - Smt. Sulochana M. Modi, maire de 1956 à 1957 ;
  - Smt. Niramala Samant-Prabhavalkar, maire de 1994 à 1995 ;
  - Vishakha Raut, maire de 1997 à 1998 ;
  - Shubha Raul, maire de 2007 à 2009 ;
  - Shraddha Jadhav, maire de 2009 à 2012 ;
  - Snehal Ambekar, maire de 2014 à 2017 ;
  - Kishori Pednekar, maire de 2019 à 2022.
- Boston (États-Unis) : 
  - Kim Janey (née en 1965), maire par intérim en 2021 ;
  - Michelle Wu (née en 1985), maire depuis 2021.
- Bucarest (Roumanie) : Gabriela Firea (née en 1972), maire de 2016 à 2020.
- Caracas : Helen Fernández (née en 1955), maire de 2015 à 2017.
- Casablanca (Maroc) : Nabila Rmili , maire depuis 2021
- Chicago (États-Unis) :
  - Jane Byrne (1933-2014), maire de 1979 à 1983
  - Lori Lightfoot (née en 1962), maire de 2019 à 2023.
- Copenhague (Danemark) : Ritt Bjerregaard (née en 1941), maire de 2006 à 2009.
- Cordoue (Espagne) : 
  - Rosa Aguilar (née en 1957), maire entre 1999 et 2009 ;
  - Isabel Ambrosio (née en 1970), maire entre 2015 et 2019.
- Dakar (Sénégal) : Soham El Wardini, maire de 2018 à 2022.
- Dallas (États-Unis) :
  - Adlene Harrison (née en 1923), maire en 1976 ;
  - Annette Stauss (1924-1998), maire de 1987 à 1991 ;
  - Laura Miller (née en 1958), maire de 2002 à 2007.
- Dublin (Irlande) :
  - Kathleen Clarke (1878-1972), lord-maire de 1939 à 1941 ;
  - Carmencita Hederman (née en 1939), lord-maire de 1987 à 1988 ;
  - Mary Freehill (née en 1946), lord-maire de 1999 à 2000 ;
  - Catherine Byrne (née en 1956), lord-maire de 2005 à 2006 ;
  - Eibhlin Byrne, lord-maire de 2008 à 2009 ;
  - Emer Costello (née en 1962), lord-maire de 2009 à 2010 ;
  - Críona Ní Dhálaigh (née en 1962), lord-maire de 2015 à 2016.
- Gênes (Italie) : Marta Vincenzi (née en 1947), maire entre 2007 et 2012.
- Genève (Suisse) :
  - Lise Girardin (1921-2010), maire en 1968, 1972 et 1975 ;
  - Jacqueline Burnand (née en 1944), maire de 1991 à 1992 et de 1996 à 1997 ;
  - Sandrine Salerno (née en 1971), maire de 2010 à 2011, de 2013 à 2014 et de 2019 à 2020 ;
  - Esther Alder (née en 1958), maire de 2015 à 2016 ;
  - Frédérique Perler (née en 1960), maire de 2021 à 2022 ;
  - Marie Barbey-Chappuis (née en 1981), maire depuis 2022.
- Glasgow (Écosse) :
  - Jean Roberts, Lord Provost de 1960 à 1962 ;
  - Susan Baird, Lord Provost de 1988 à 1992 ;
  - Elizabeth Cameron, Lord Provost de 2003 à 2007 ;
  - Sadie Docherty (née en 1956), Lord Provost de 2012 à 2017 ;
  - Eva Bolander, Lord Provost de 2017 à 2019.
- Guayaquil (Équateur) : Cynthia Viteri (née en 1965), maire de 2019 à 2023.
- Hambourg (Allemagne) : Katharina Fegebank (née en 1977) en 2018.
- Helsinki (Finlande) : Eva-Riitta Siitonen, maire de 1996 à 2005.
- Houston (États-Unis) :
  - Kathryn Whitmire (née en 1946), maire de 1982 à 1992 ;
  - Annise Parker (1956-), maire de 2010 à 2016.
- Kiev (Ukraine) : Halyna Hereha (née en 1959), maire de 2012 à 2014.
- Kigali (Rwanda) : Rose Kabuye (née en 1961), maire de 1994 à 1998.
- La Havane (Cuba) : Marta Hernández Romero, maire de 2011 à 2020.
- La Paz (Bolivie) : Cristina Corrales, maire de 2000 à 2005.
- La Nouvelle-Orléans (États-Unis) : LaToya Cantrell (née en 1972), maire depuis 2018.
- Las Palmas de Grande Canarie (Espagne) :
  - Pepa Luzardo (née en 1963), maire entre 2003 et 2007 ;
  - Carolina Darias (née en 1965), maire depuis 2023.
- Las Vegas (États-Unis) :
  - Jan Laverty Jones (née en 1949), maire de 1991 à 1999.
  - Carolyn Goodman (née en 1939), maire de 2011 à 2024.
  - Shelley Berkley (née en 1951), maire depuis 2024.
- Le Cap (Afrique du Sud) :
  - Helen Zille (née en 1951), maire de 2006 à 2009 ;
  - Patricia de Lille (née en 1951), maire de 2011 à 2018.
- Libreville (Gabon) : Rose Christiane Ossouka Raponda (née en 1963), maire de 2014 à 2019.
- Lima (Pérou) : Susana Villarán (née en 1949), maire de 2011 à 2014.
- Lisbonne (Portugal) : Marina Ferreira, maire par intérim en 2007.
- Ljubljana (Slovénie) : Danica Simšič, maire de 2002 à 2006.
- Luxembourg (Luxembourg) : Lydie Polfer (née en 1952), bourgmestre de 1982 à 1999 et depuis 2013.
- Madrid (Espagne) :
  - Ana Botella (née en 1954), maire de 2011 à 2015.
  - Manuela Carmena (née en 1944), maire de 2015 à 2019.
- Malaga (Espagne) : Celia Villalobos (née en 1949), maire entre 1995 et 2000.
- Marrakech (Maroc) : Fatima-Zahra Mansouri, maire de 2009 à 2015 et depuis 2021.
- Marseille (France) : Michèle Rubirola (née en 1956), maire en 2020
- Mexico (Mexique) :
  - Rosario Robles (née en 1956), cheffe du gouvernement de la ville de 1999 à 2000 ;
  - Claudia Sheinbaum (née en 1962), cheffe du gouvernement de la ville de 2018 à 2023.
- Milan (Italie) : Letizia Moratti (née en 1949), maire de 2006 à 2011.
- Monrovia (Liberia) :
  - Ophelia Hoff Saytumah, maire de 2001 à 2009 ;
  - Mary Broh (née en 1951), maire de 2009 à 2013.
- Montréal (Canada) : Valérie Plante (née en 1974), maire depuis 2017.
- Montevideo (Uruguay) :
  - Ana Olivera (née en 1953), maire de 2010 à 2015 ;
  - Carolina Cosse (née en 1961), maire de 2020 à 2024.
- Monterrey (Mexique) : Margarita Alicia Arellanes Cervantes (née en 1976), maire de 2012 à 2015.
- Naples (Italie) : Rosa Iervolino (née en 1936), maire de 2001 à 2011.
- Nouakchott (Mauritanie) : Maty Mint Hamady (née en 1967), maire depuis 2014.
- Oslo (Norvège) :
  - Ann-Marit Sæbønes (née en 1945), maire de 1992 à 1995 ;
  - Marianne Borgen (née en 1951), maire depuis 2015.
- Ottawa (Canada) : Charlotte Whitton (1896-1975), maire de 1951 à 1956 puis de 1961 à 1964.
- Palerme (Italie) : Elda Pucci (1928-2005), maire de 1983 et 1984.
- Palma (Espagne) : 
  - Catalina Cirer (née en 1963), maire entre 2003 et 2007 ;
  - Aina Calvo (née en 1969), maire entre 2007 et 2011.
- Paris (France) : Anne Hidalgo (née en 1959), maire depuis 2014.
- Prague (République tchèque) : Adriana Krnáčová (née en 1960), maire de 2014 à 2018.
- Québec (Canada) : Andrée P. Boucher (1937-2007) , maire de 2005 à 2007.
- Port-au-Prince (Haïti) :
  - Irène Ridoré, maire jusqu'en 1990.
  - Gabrielle Hyacinthe, maire entre le 23 février 2012 et le 14 août 2012.
  - Marie-Josèphe René, maire entre le 14 août 2012 et le 14 août 2013.
- Portland (États-Unis) : Connie McCready (1921-2000), maire de 1979 à 1981.
- Rabat (Maroc) : Asmaa Rhlalou (née en 1969), maire depuis 2021.
- Reykjavik (Islande) :
  - Ingibjörg Sólrún Gísladóttir (née en 1954), maire de 1994 à 2003 ;
  - Hanna Birna Kristjánsdóttir (née en 1966), maire de 2008 à 2010.
- Rome (Italie) : Virginia Raggi (née en 1978), maire entre 2016 et 2021.
- San Francisco (États-Unis) :
  - Dianne Feinstein (née en 1933), maire de 1978 à 1988 ;
  - London Breed (née en 1974), maire depuis 2018.
- San Juan (Porto Rico) :
  - Felisa Rincón de Gautier (1897-1994), maire de 1947 à 1969 ;
  - Sila María Calderón (née en 1942), maire de 1997 à 2001 ;
  - Carmen Yulín Cruz (née en 1963), maire depuis 2013.
- Santiago (Chili) : 
  - María Teresa del Canto (1898-1987), maire de 1953 à 1957 ;
  - Carolina Tohá (née en 1965), maire de 2012 à 2016 ;
  - Irací Hassler (née en 1990), maire de 2021 à 2024 ;
  - Dafne Concha Ferrando, maire en 2024.
- São Paulo (Brésil) :
  - Luiza Erundina (née en 1934), maire de 1989 à 1993.
  - Marta Suplicy (née en 1945), maire de 2001 à 2005.
- Sarajevo (Bosnie-Herzégovine) :
  - Semiha Borovac (née en 1955), maire de 2005 à 2009.
  - Benjamina Karić (née en 1991), maire depuis 2023.
- Seattle (États-Unis) : 
  - Bertha Knight Landes (1868-1943), maire de 1926 à 1928 ;
  - Jenny Durkan (en) (née en 1958), maire de 2017 à 2021.
- Séville (Espagne) : Soledad Becerril (née en 1944), maire de 1995 à 1999.
- Sofia (Bulgarie) : Jordanka Fandakova (née en 1962), maire de 2009 à 2023.
- Stockholm (Suède) : 
  - Annika Billström (née en 1956), maire de 2002 à 2006.
  - Karin Wanngård (née en 1975), maire de 2014 à 2018 et depuis 2022.
  - Anna König Jerlmyr (née en 1978), maire de 2018 à 2022.
- Strasbourg (France) : 
  - Catherine Trautmann (née en 1951), maire entre 1989 et 1997 et 2000 et 2001, et première femme élue maire d'une ville française de plus de 100 000 habitants.
  - Fabienne Keller (née en 1959), maire de 2001 à 2008.
  - Jeanne Barseghian (née en 1980), maire depuis 2020.
- Surabaya (Indonésie) : Tri Rismaharini (née en 1961), maire de 2010 à 2015 et de 2016 à 2020.
- Sydney (Australie) : 
  - Lucy Turnbull (née en 1958), maire de 2003 à 2004 ;
  - Clover Moore (née en 1945), maire depuis 2004.
- Taichung (Taïwan) : Lu Shiow-yen (née en 1961), maire depuis 2018.
- Tokyo (Japon) : Yuriko Koike (née en 1952), gouverneure depuis 2016.
- Toronto (Canada) : 
  - June Rowlands (en) (1924-2017), maire de 1991 à 1994.
  - Barbara Hall (en) (née en 1946), maire de 1994 à 1997.
  - Olivia Chow (née en 1957), maire depuis 2023.
- Tunis (Tunisie) : Souad Abderrahim (née en 1964), maire de 2018 à 2023.
- Turin (Italie) :
  - Maria Magnani Noya (1931-2011), maire de 1987 à 1990 ;
  - Chiara Appendino (née en 1984), maire de 2016 à 2021.
- Valence (Espagne) : 
  - Clementina Ródenas (1949), maire de 1989 à 1991 ;
  - Rita Barberá (1948-2016), maire de 1991 à 2015 ;
  - María José Catalá (1981), maire depuis 2023.
- Varsovie (Pologne) : Hanna Gronkiewicz-Waltz (née en 1952), maire de 2006 à 2018.
- Wellington (Nouvelle-Zélande) : Celia Wade-Brown (née en 1956), maire de 2010 à 2016.
- Windhoek (Namibie) : Agnes Kafula (née en 1955), maire de 2012 à 2014.
- Yokohama (Japon) : Fumiko Hayashi (née en 1946), maire de 2009 à 2021.
- Washington D.C. (États-Unis) :
  - Sharon Pratt Kelly (née en 1944), maire de 1991 à 1995 ;
  - Muriel Bowser (née en 1972), maire depuis 2015.
- Zurich (Suisse) : Corine Mauch (née en 1960), maire depuis 2009.

## Dirigeantes politiques de fiction
- 1988 : Madame Barkley, maire de Los Angeles dans le film Y a-t-il un flic pour sauver la reine ? (jouée par Nancy Marchand)
- 1997 : Kathryn Bennett, vice-présidente des États-Unis dans le film Air Force One (jouée par Glenn Close).
- 1995-2012 : M, directrice du MI6 (Royaume-Uni) de la saga des James Bond (jouée par Judi Dench)
- 2005-2006 : Mackenzie Allen, vice-présidente des États-Unis devient présidente au décès de ce dernier dans la série télévisée Commander in Chief (jouée par Geena Davis)
- 2005-2006 : Harriet Jones, Première ministre de Grande-Bretagne dans Doctor Who (jouée par Penelope Wilton)
- 2005-2009 : Jennifer Shepard, directrice du NCIS (États-Unis) dans la série télévisée NCIS : Enquêtes spéciales (jouée par Lauren Holly)
- 2008 : Regina Jackson, secrétaire à la Défense des États-Unis dans le film Le Jour où la Terre s'arrêta (jouée par Kathy Bates)
- 2010-2012 : Birgitte Nyborg Christensen, Premier ministre du Danemark dans la série télévisée Borgen, une femme au pouvoir (jouée par Sidse Babett Knudsen)
- 2012-2017 : Sally Langston, vice-présidente des États-Unis dans la série télévisée Scandal (jouée par Kate Burton), Verna Thornton, présidente de la Cour suprême (jouée par Debra Mooney), Susan Ross, vice-présidente des États-Unis (jouée par Artemis Pebdani) et Luna Vargas (jouée par Tessie Santiago).
- 2012 : Lauren Jones, secrétaire d'État des États-Unis dans la série télévisée XIII, la série (jouée par Aisha Tyler)
- 2012 : Elaine Barrish, secrétaire d'État des États-Unis dans la mini-série Political Animals (jouée par Sigourney Weaver)
- 2012-2018 : Selina Mayer, vice-présidente des États-Unis dans la série télévisée Veep (jouée par Julia Louis-Dreyfus). Minna Häkkinen, Première ministre de Finlande (jouée par Sally Phillips).
- 2013 : Claire Archambault, Première ministre de la France dans la série télévisée Manipulations (jouée par Anne Le Ny)
- 2013 : Jessica Delacourt, secrétaire à la Défense dans le film Elysium (jouée par Jodie Foster)
- 2013 : Linda Vasquez, cheffe de cabinet du président des États-Unis dans la série télévisée House of Cards (jouée par Sakina Jaffrey)
- 2013 et 2016 : Ruth McMillan, secrétaire à la Défense des États-Unis dans les films La Chute de la Maison-Blanche et La Chute de Londres (jouée par Melissa Leo). Dans le second film, Rose Kenter (jouée par Penny Downie) est la secrétaire d'État britannique à l'Intérieur et Agnes Bruckner (jouée par Nancy Baldwin) est la chancelière allemande.
- 2014-2016 : Catherine Durant, secrétaire d'État des États-Unis dans la série télévisée House of Cards (jouée par Jayne Atkinson)
- 2014-2016 : Jacqueline Sharp, Whip du Parti démocrate au Congrès des États-Unis dans la série télévisée House of Cards (jouée par Molly Parker)
- 2014 : la Générale, dans le film Jacky au royaume des filles (jouée par Anémone)
- 2015 : Diane Peters, directrice du NSA (États-Unis) dans l'épisode 10 de la saison 5 de la série télévisée Scandal (jouée par McNally Sagal)
- 2015 : Natalie Maccabee, vice-présidente dans États-Unis dans la série télévisée Agent X (jouée par Sharon Stone)
- 2015 : Wenche Arnesen, directrice générale de la sécurité nationale norvégienne dans la série télévisée Occupied (jouée par Ragnhild Gudbrandsen)
- 2015 : la Première ministre du Royaume-Uni dans le film Pixels est jouée par Fiona Shaw
- 2016 : Hélène Sacco, Première ministre de la France dans la série télévisée Les Hommes de l'ombre (jouée par Anne Benoît)
- 2016-2018 : Claire Underwood, vice-présidente puis présidente des États-Unis dans la série télévisée House of Cards (jouée par Robin Wright)
- 2017 : Angela Webster, directrice du FBI dans la saison 6 de la série télévisée Scandal (jouée par Saycon Sengbloh)
- 2017 : Anita Rygg, Première ministre de Norvège (brièvement, après avoir été cheffe du cabinet du Premier ministre) dans la série télévisée Occupied' (jouée par Janne Heltberg)
- 2018 : Amélie Dorendeu, présidente de la République française dans la série télévisée Baron noir (jouée par Anna Mougalis)
- 2020 : Kelly Wade, présidente des États-Unis dans la série télévisée Motherland: Fort Salem (jouée par Sheryl Lee Ralph).
- 2025 : Evelyn Mitchell, présidente des États-Unis dans la série télévisée Zero Day (jouée par Angela Bassett).